# Liste der Straßennamen von Wien/Penzing
Liste der Straßen, Gassen und Plätze des 14. Wiener Gemeindebezirks Penzing sowie Erklärung deren Bedeutung.
Die Benennung einiger Straßen erfolgte thematisch. So wurde um 1929 der Achtundvierzigerplatz zur Erinnerung an die Opfer der Märzrevolution 1848 geschaffen und die Gassen im umliegenden Viertel namentlich nach einigen der Gefallenen benannt.
| Historische Straßennamen – Literatur – Weblinks |

## A

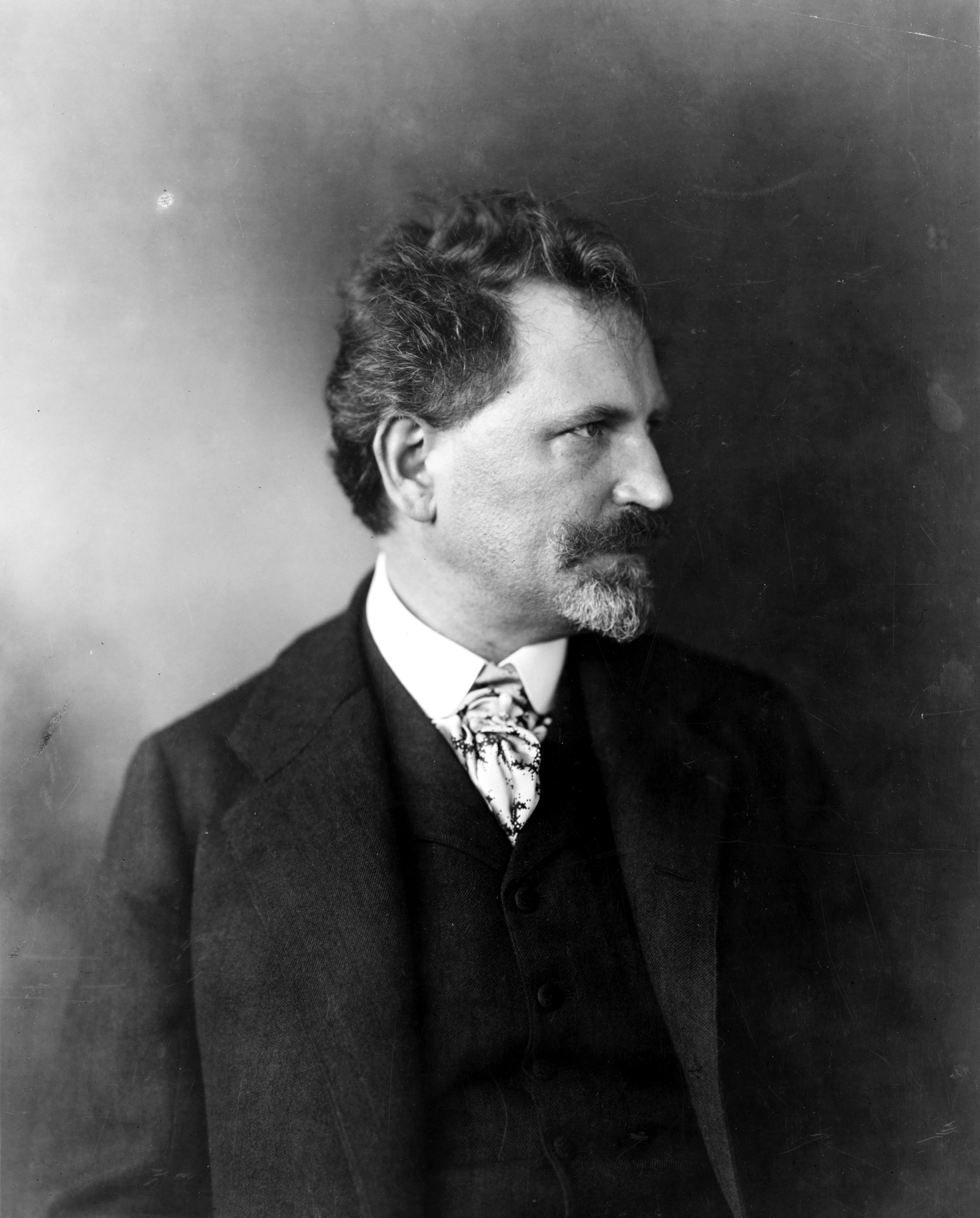
Alfons Mucha

- Abbegasse (Breitensee), 1930 benannt nach dem deutschen Physiker, Statistiker, Optiker, Unternehmer und Sozialreformer Ernst Abbe (1840–1905); er schuf zusammen mit Carl Zeiss und Otto Schott die Grundlagen der modernen Optik, entwickelte viele optische Instrumente und verhalf der Firma Carl Zeiss zu Weltruhm. Nach ihm ist die Abbe-Zahl benannt sowie die Abbesche Invariante, die Abbesche Sinusbedingung, das Abbe-Refraktometer, das Abbesche Komparatorprinzip und das Abbe-Verfahren.
- Abraham-a-Sancta-Clara-Straße (Hadersdorf), benannt (nach 1930, Datum unbekannt) nach dem Geistlichen, Prediger und Schriftsteller Abraham a Sancta Clara (eigentlich Johann Ulrich Megerle, 1644–1709); er gilt mit rund 600 Einzelschriften als bedeutendster deutscher katholischer Prediger und Poet der Barockzeit mit ungewöhnlicher Sprachkraft und Sprachfantasie. Ab 1662 war er Ordensbruder der Augustiner-Barfüßer im Kloster Maria Brunn in Hadersdorf. Nach ihm ist auch die Abraham-a-Sancta-Clara-Gasse im 1. Bezirk Innere Stadt benannt. Im Historikerbericht Straßennamen Wiens seit 1860 als „Politische Erinnerungsorte“ aus dem Jahr 2013 ist die Straße Gruppe C (demokratiepolitisch relevante biographische Lücken) zugeordnet.[1]
- Abtsbergengasse (Baumgarten), 1962 benannt nach einer Weinried in Oberbaumgarten, die sich im Besitz des Stifts Formbach befand. Der Name verweist auf den Klosterbesitz und leitet sich wahrscheinlich von „des Abtes Berg“ ab. Siehe auch die Absberggasse im 10. Bezirk Favoriten.
- Achtundvierzigerplatz (Breitensee), 1929 benannt zur Erinnerung an die Opfer der Revolution vom März 1848; die Verkehrsflächen rund um den Platz sind nach diesen Opfern benannt. Siehe auch Märzstraße.
- Albert-Schweitzer-Gasse (Weidlingau), 1969 benannt nach dem elsässischen Theologen, Organisten, Philosophen und Arzt Albert Schweitzer (1875–1965); er veröffentlichte theologische und philosophische Schriften, Arbeiten zur Musik, insbesondere zu Johann Sebastian Bach, sowie autobiographische Schriften in zahlreichen und viel beachteten Werken. Schweitzer gründete ein Krankenhaus in Lambaréné im zentralafrikanischen Gabun. 1953 wurde ihm der Friedensnobelpreis für das Jahr 1952 verliehen.
- Alfons-Mucha-Weg (Hütteldorf), 1977 benannt nach dem tschechischen Plakatkünstler, Grafiker, Illustrator, Maler und Kunstgewerbler Alfons Mucha (1860–1939); er erhielt seine Ausbildung 1879–1881 in Wien, danach wirkte er zunächst in Paris, ab 1918 in seiner Heimat Tschechoslowakei. Vor allem durch seine Plakate gilt er als einer der herausragenden Repräsentanten des Jugendstil.
- Alois-Behr-Straße (Auhof), benannt (Datum unbekannt) nach Alois Behr (1883–1949), Obmann des Kleingartenvereins „Am Bierhäuselberg“. Sein Vorgänger als Obmann war Rudolf Henke; siehe die Rudolf-Henke-Straße. Die Straße hieß vorher Vereinshausstraße.
- Alois-Czedik-Gasse (Weidlingau), benannt (Datum unbekannt) nach dem Lehrer, Eisenbahndirektor und Politiker Alois Czedik von Bründlsberg und Eysenberg (1830–1924), Leiter der Wiener Handelsakademie (1871–1873), Generaldirektor der Kaiserin Elisabeth-Bahn (1873–1884) und der österreichischen Staatsbahnen (ab 1884), Mitglied des Herrenhauses (1883–1918). Die Gasse hieß davor Czedikgasse.
- Alois-Grandl-Weg (Hütteldorf), 2006 benannt nach dem Erfinder Alois Grandl (1887–1969); er erfand eine elektrische Zigarettenstopfmaschine für Filterzigaretten.[2][3]
- Alpengartenstraße (Auhof), benannt (Datum unbekannt) nach den bei Kleingärtnern früher beliebten Alpengärten; dies sind spezielle Steingärten mit Schwerpunkt auf Alpenflora und Pflanzen aus anderen hochalpinen Regionen. Ein Alpengarten besteht zum größten Teil aus Steinen oder Felsen und soll die Situation im Hochgebirge nachbilden. Um 1930 Steingartenstraße (außerhalb Wiens).
- Altebergenstraße (Breitensee), 1901 benannt nach einem Riednamen, der schon 1338 urkundlich erwähnt worden war.
- Ameisbachzeile (Breitensee), 1925 benannt nach dem Ameisbach; er entspringt am Steinhof und mündet in den Wienfluss. 1908 wurde der Bach eingewölbt. Siehe auch Ameisgasse.
- Ameisgasse (Penzing), 1859 benannt nach dem schon 1366 als Amaispach erwähnten Bach. Siehe auch Ameisbachzeile.
- Ammerweg (Hütteldorf), 1953 benannt nach der Vogelfamilie der Ammern.
- Amortgasse (Penzing), 1904 benannt nach dem Wirtschaftsbesitzer und Milchmeier Johann Amort (1826–1903), Bürgermeister von Breitensee (1877–1887).
- Amundsenstraße (Hadersdorf, Hütteldorf), 1930 benannt nach dem norwegischen Polarforscher Roald Amundsen (1872–1928); er ist der mit Abstand erfolgreichste Entdeckungsreisende in Arktis und Antarktis. Er durchfuhr als erster die Nordwest- und nach Adolf Erik Nordenskiöld auch die Nordostpassage. Er erreichte 1911 mit vier Begleitern als erster Mensch den Südpol. Da weder Robert Peary noch Frederick Cook oder Richard Byrd ihre Ansprüche eindeutig geltend machen konnten, ist wahrscheinlich, dass Amundsen während des Fluges im Luftschiff „Norge“ zusammen mit 15 weiteren Expeditionsteilnehmern 1926 auch der erste war, der den Nordpol erreichte. Die Straße hieß vorher Franz-Karl-Straße, bis 1930 Cranachstraße.
- An der Grenze (Auhof, Hütteldorf), Benennungsdatum unbekannt; bis zur Eingemeindung von Hadersdorf-Weidlingau im Jahr 1938 verlief hier die Stadtgrenze.
- An der Niederhaid (Hütteldorf), 1920 benannt nach einem Flurnamen, der sich auf eine tief gelegene Heide bezieht. Die Flur war Teil des einstigen Heidegürtels an den Hängen der gegen den Wienfluss abfallenden Sandsteinzone.
- Andayweg (Hütteldorf), 1980 benannt nach der ungarischen Mezzosopranistin Rosette Anday (1903–1977); sie wirkte von 1921 bis 1961 an der Wiener Staatsoper. Daneben hatte sie zahlreiche Auftritte bei den Salzburger Festspielen und an ausländischen Opernhäusern. In ihrem Wohnort Pressbaum ist die Rosette Anday Straße nach ihr benannt.
- Andreas-Lechner-Straße (Hadersdorf), benannt (Datum unbekannt) nach dem Bahnwärter Andreas Lechner (1878–1920), Gemeinderat in Hadersdorf.
- Anschlussgasse (Hadersdorf, bis 1999 amtlich Anschlußgasse), 1927 benannt nach dem Anschluss, den die Gasse zur Nachbarsiedlung herstellte. Die Benennung steht in keinem Zusammenhang mit dem Anschluss Österreichs im Jahr 1938. Im Historikerbericht Straßennamen Wiens seit 1860 als „Politische Erinnerungsorte“ aus dem Jahr 2013 ist die Straße aus diesem Grund den Sonderfällen zugeordnet.[1]
- Antaeusgasse (Hütteldorf), 1924 benannt nach der Siedlungsgenossenschaft „Antaeus“, in deren Areal sich diese Gasse befindet. Antaeus ist ein Riese aus der griechischen Mythologie, der durch die Berührung der Erde, die seine Mutter war, stets neue Kraft gewann.
- Antonie-Platzer-Gasse (Hadersdorf), 1991 benannt nach der Hausgehilfin Antonia Platzer (sic, 1890–1981), Gemeinderätin (1932–1934 und 1945–1957), stellvertretende Vorsitzende der SPÖ Penzing (1945–1959).
- Anzbachgasse (Hütteldorf), 1923 benannt nach der Flur Anzbach, die sich zwischen Hüttelbergstraße, Linzer Straße und der alten Stadtgrenze erstreckte.
- Anzengruberstraße (Hadersdorf), benannt (Datum unbekannt, nach 1925) nach dem Schriftsteller Ludwig Anzengruber (1839–1889); sein Werk ist dem ausgehenden Realismus zuzurechnen. Er gestaltete eine Dorfwelt, die ihre natürliche Unmittelbarkeit bewahrt hatte, und vollendete so das österreichische Volksstück in der Tradition Johann Nestroys und Ferdinand Raimunds. Die österreichische Arbeiterbewegung sah Anzengruber wegen der sozialkritischen Tendenz seiner Stücke als einen der bedeutendsten Volksdichter neben Peter Rosegger und Marie von Ebner-Eschenbach an. Die Anzengrubergasse im 5. Bezirk Margareten ist ebenfalls nach ihm benannt; ebenso waren es bis 1955 bzw. 1956 fünf weitere Verkehrsflächen in den Bezirken 13, 16, 22 und 23.
- Apfelrosenweg (Hadersdorf), 1966 benannt nach der Wildrosenart Apfel-Rose.
- Astgasse (Baumgarten), 1907 benannt nach Kilian Ast (1749–1851), Mitglied des Äußeren Rates, Hausbesitzer, Armenrat von Gumpendorf.
- Ausjagdweg (Hadersdorf), 1956 benannt nach der Flurbezeichnung Ausjagdboden; diese Flur grenzte jenseits des Halterbaches an die Siedlung an.

## B
- Badgasse (Hadersdorf), benannt (Datum unbekannt) nach einer Badeanlage, die sich hier befindet (Städtisches Sommerbad Hadersdorf-Weidlingau).
- Bahnhofstraße (Hütteldorf), 1873 benannt nach dem damaligen Bahnhof Hütteldorf-Hacking, der mit der Westbahn 1858 in Betrieb genommen wurde. Er befindet sich seit 1892 auf Wiener Stadtgebiet. Die heutigen Aufnahmegebäude beidseits der Bahnstrecke wurde nach Plänen von Otto Wagner erbaut und 1898 mit der Wiener Stadtbahn eröffnet. Der Bahnhof Wien Hütteldorf ist Knotenpunkt für die Züge dreier Bahnstrecken, nämlich jene der Westbahn, der Verbindungsbahn nach Wien Meidling und zur Donauländebahn sowie der Vorortelinie.
- Bahnstraße (Hadersdorf, Weidlingau), Benennungsdatum unbekannt; die Straße ist die Zufahrt zum Bahnhof Hadersdorf-Weidlingau (heute: Wien Hadersdorf).
- Bahnweg (Hadersdorf), benannt (Datum unbekannt) nach der Nähe zur Trasse der Westbahn.
- Balsaminengasse (Hütteldorf), 1953 benannt nach der Zierpflanzenfamilie der Balsaminengewächse.
- Baumgartenstraße (Baumgarten), 1894 benannt zur Erinnerung an die bis 1892 selbstständige Gemeinde Baumgarten, die erstmals um das Jahr 1195 unter dem Namen Pomerio erwähnt wurde. Die Straße hieß vorher Bahngasse.
- Baumgartner Höhe (Hütteldorf), 1910 benannt; der Höhenweg ist der höchste Teil Baumgartens, ursprünglich mit Aussicht auf Wien. „Baumgartner Höhe“ ist – unabhängig von dieser Straßenbenennung – ein Synonym für den nunmehr Otto-Wagner-Areal genannten Gebäudekomplex bzw. ein volkstümlicher Ausdruck für die ehemalige Lungenheilanstalt am durch die seinerzeitige „Irrenanstalt“ bekannt gewordenen Steinhof.
- Beckmanngasse (Penzing), 1894 benannt nach dem deutschen Komiker Friedrich Beckmann (1803–1866); er spielte zunächst am Königsstädtischen Theater in Berlin und schuf dort eine Berliner Variante der zuvor von Wien dominierten Posse. 1846 kam er ans Wiener Hofburgtheater; auch hier machte er sich rasch beliebt und erhob sich vom Lokal- zum Charakterkomiker. Die Gasse hieß vorher Schmiedgasse.
- Bensasteig (Baumgarten), 1930 benannt nach dem Maler Alexander von Bensa dem Jüngeren (1820–1902); er studierte an der Wiener Akademie und wurde vor allem von August von Pettenkofen beeinflusst. Bensa stellte insbesondere das ungarische Volksleben sowie Leben und Milieu der vornehmen Gesellschaft dar, weiters war er ein bekannter Schlachtenmaler.[4]

- Bergmillergasse (Hütteldorf), 1911 benannt nach dem Brauhausbesitzer Anton Bergmiller (1821–1870), Bürgermeister von Hütteldorf (1861–1867). Die Gasse hieß ursprünglich Brauhausgasse und dann ab 1894 in falscher Schreibweise Bergmüllergasse; 1911 wurde der Fehler korrigiert. In der Gasse war (bis 1937) unter Orientierungsnummer 5 die Hütteldorfer Brauerei gelegen, unter ON 3 die Hütteldorfer Brauhaus-Restauration, deren saisonaler Gartenbetrieb durch die Verbindungsbahn sowie die Wiener Dampfstadtbahn beziehungsweise die Wiener Elektrische Stadtbahn für aus der Innenstadt Anreisende attraktives Ziel war.
- Bierhäuselberggasse (Hütteldorf, Siedlung „Wolfersberg“), 1923 benannt; die Gasse führt zum 271 m hohen Bierhäuselberg, an dessen Fuß die ausgedehnten Kellereien der Hütteldorfer Brauerei lagen.
- Bindingweg (Hütteldorf), 1932 benannt nach dem deutschen Juristen Karl Binding (1841–1920), Professor an den Universitäten Heidelberg (1864–1866), Basel (1866–1870), Freiburg (1870–1872), Straßburg (1872–1873) und Leipzig (1873–1913). Seine Spezialgebiete waren das Strafrecht und das Strafprozessrecht, über die er zahlreiche Lehrbücher und rechtsphilosophische Arbeiten publizierte.
- Braillegasse (Breitensee), 1930 benannt nach dem französischen Blindenlehrer Louis Braille (1809–1852); er verlor als Kind sein Augenlicht und entwickelte 1825 im Alter von 16 Jahren eine Blindenschrift, die nach ihm heute Brailleschrift genannt wird.
- Breitenseer Straße (Breitensee), 1894 benannt zur Erinnerung an die bis 1892 selbstständige Gemeinde Breitensee, die erstmals 1195 als „Prantensee“ erwähnt wurde; das Wort Pranten bedeutet so viel wie Brandrodung. 1309 wurde der Ort als „Praitten See“ erwähnt. Die Straße hieß früher Hauptstraße und Nussallee.
- Brückenweg (Auhof), nicht amtliche Bezeichnung; der Weg führt zur Wolf-in-der-Au-Brücke, die gemeinsam mit der Auhofbrücke das Wienfluss-Mauerbach-Rückhaltebecken überquert.
- Brudermanngasse (Hütteldorf), 1894 benannt nach Julie Brudermann (1813–1857); sie errichtete 1856 testamentarisch eine Stiftung für das Hütteldorfer Armenhaus. Die Stiftung existiert noch heute als Julie Brudermann’sche Stiftung,[5] ist mit ca. 200.000 Euro dotiert (Stand 2000)[6] und unterstützt Bewohner der Wiener Obdachlosenheime durch Gewährung von Geldaushilfen. Die Gasse hieß vorher Halmgasse.
- Bründlsteig (Auhof, Hadersdorf), benannt (Datum unbekannt, vor 1930) nach einer im Volksmund „Zigeunerbründl“ genannten Quelle am Bierhäuselberg.
- Buchbergstraße (Hadersdorf), benannt (Datum unbekannt) nach dem 462 Meter hohen Buchberg.
- Bugstraße (Hadersdorf), benannt (Datum unbekannt, vor 1930) vermutlich nach einer Biegung („Bug“) im Straßenverlauf.
- Bühlerweg (Hütteldorf), 1934 benannt nach dem deutschen Indologen Georg Bühler (1837–1898); er spezialisierte sich auf die Suche nach wertvollen Sanskrit-Manuskripten und erlangte durch seine außergewöhnlichen Kenntnisse der Sprache Zugang zu indischen Gelehrten und deren Bibliotheken, die bis dahin Ausländern verschlossen geblieben waren. 1880 kam er nach Wien und lehrte bis an sein Lebensende 1898 als Professor der Indischen Philologie und Archäologie an der Universität Wien.
- Bujattigasse (Hütteldorf), 1898 benannt nach dem Industriellen Franz Bujatti (1813–1897), Seidenwarenfabrikant. Die Produktion seiner Firma erstreckte sich nahezu auf alle Gebiete der Seidenwaren-Erzeugung; Konfektionsstoffe, Schirmartikel und bedruckte Seidenwaren waren jedoch ihre Spezialität. Fast die Hälfte aller Erzeugnisse wurden ins Ausland exportiert, wo die Firma Franz Bujatti in allen großen Handelszentren, wie Paris, London, New York, Kairo und Konstantinopel ihre eigenen Repräsentanten besaß. Die Gasse hieß vorher Halterbachgasse.
- Burgersteingasse (Breitensee), 1931 benannt nach dem Lehrer Leo Burgerstein (1853–1928), Professor an einer Realschule, Regierungsrat.[7] Er gründete 1911 die „Österreichische Gesellschaft zur Schulhygiene“; für ihn zählte die Frage der körperlichen Übungen genauso zur Schulhygiene wie Schülerselbstmorde und die Gestaltung des Stundenplans.[8] Burgerstein verfasste zahlreiche einflussreiche wissenschaftliche Arbeiten u. a. das Handbuch der Schulhygiene (1912).

## C
- Cervantesgasse (Penzing), 1926 benannt nach dem spanischen Dichter Miguel de Cervantes (1547–1616); er gilt als Spaniens Nationaldichter. Sein Roman Don Quijote (1605–1615) zählt zu den wichtigsten Büchern der Weltliteratur, ganz zu schweigen von seiner Bedeutung im spanischsprachigen Raum. In der Literaturgeschichte des Abendlandes begründete das Werk die neue Gattung Roman. Die Gasse hieß bis 1900 Schöffelgasse und dann 1900–1926 Barchettigasse.
- Christian-Petzlberger-Weg (Hadersdorf), 1956 benannt nach dem Förster Christian Petzlberger (Lebensdaten unbekannt), der nach einer volkstümlichen Überlieferung während der Zweiten Wiener Türkenbelagerung 1683 das Entsatzheer Sobieskis durch den Wienerwald geführt haben soll.[9]
- Christian-von-Arup-Gasse (Hadersdorf), benannt (Datum unbekannt, nach 1930) nach dem Geistlichen Christian Lorenz von Arup (1572–1636), Pfarrer von Hütteldorf (1621–1636).
- Christine-Enghaus-Weg (Hütteldorf), 2005 benannt nach der deutschen Schauspielerin Christine Hebbel (eigentlich Johanne Louise Christine Engehausen, 1817–1910, Pseudonym Christine Enghaus); sie spielte zunächst in Braunschweig, Bremen, Oldenburg und Hamburg. 1840 kam sie nach Wien, wo sie bis 1875 am Burgtheater wirkte. Enghaus war mit dem deutschen Dramatiker Friedrich Hebbel verheiratet; siehe die Hebbelgasse im 10. Bezirk Favoriten.
- Cornelia-Giese-Platz (Penzing), 2006 benannt nach der deutschen Jazzsängerin und Komponistin Cornelia Giese (1959–2000), Musiklehrerin am Schubert-Konservatorium in Wien.
- Cossmanngasse (Baumgarten), 1952 benannt nach dem Kupferstecher und Gebrauchsgrafiker Alfred Cossmann (1870–1951), Professor an der Graphischen Lehr- und Versuchsanstalt (ab 1920). Er gehörte zur „Wiener Schule des Kupferstichs“ der ersten Hälfte des 20. Jahrhunderts.
- Cottagestraße (Hadersdorf), Benennungsdatum unbekannt; das englische Wort „cottage“ ist eine Bezeichnung für Einfamilienhäuser bzw. Villen in gehobenem Standard. Die Vorbilder für die Cottage-Villen waren ursprünglich englische Landhäuser. Siehe auch die Cottagegasse im 18. Bezirk, Währing, und 19. Bezirk, Döbling, sowie das Pratercottage im 2. Bezirk.
- Cumberlandstraße (Penzing), 1894 benannt nach Ernst August von Hannover (1845–1923), letzter Kronprinz des Königreichs Hannover, der mit dem Tod seines Vaters 1878 dessen Titel Herzog von Cumberland erbte. Nach der Annexion des Königreichs Hannover durch preußische Truppen 1866 floh er nach Österreich, wo er im von ihm erbauten Schloss Cumberland in Gmunden lebte. In Penzing besaß er das Palais Cumberland, das sein Vater, König Georg V., 1868 als Exilresidenz erworben hatte. Die Straße hieß ursprünglich Zwerchgasse, und danach Bahngasse und Feldgasse.

## D
- Dampierrestraße (Breitensee), 1899 benannt nach Feldmarschall Henry Duval Graf Dampierre (1580–1620), kaiserlicher Kriegsrat, Kämmerer und Oberst. In den böhmischen Unruhen 1618 entsetzte er das vom Grafen Thurn besetzte Budweis. Im folgenden Jahr siegte er mit Karl von Bucquoy und Wallenstein bei Tein über Ernst von Mansfeld und befreite dadurch Wien. Die nach 1912 vorgesehene Verlängerung der Straße westlich der Tiefendorfergasse wurde in der Zwischenkriegszeit teilweise zugunsten von Kleingärten aufgegeben. Der von der Leyserstraße südostwärts schräg zur Hütteldorfer Straße verlaufende Teil der Straße wurde in den sechziger Jahren des 20. Jh. teilweise verbaut und in den siebziger Jahren in das Areal des heutigen Kommandogebäudes Theodor Körner einbezogen.
- Dehnegasse (Hütteldorf), 1862 benannt nach dem (auf Nr. 10 verstorbenen) Konditor August Dehne (1796–1875), der von seinem Vater Ludwig Dehne die „k.u.k. Hofzuckerbäckerei“ am Michaelerplatz in der Inneren Stadt übernahm und mit ihr ein ansehnliches Vermögen erwirtschaftete. Er erwarb das Palais Dietrichstein in der Dorotheergasse und großen Grundbesitz in Hütteldorf. 1857 verkaufte Dehne die Konditorei an seinen ältesten Gesellen, Christoph Demel. Das Geschäft wurde auf den Kohlmarkt verlegt, und von den Söhnen Josef und Karl weitergeführt; seitdem heißt es „Christoph Demel’s Söhne“. Der Dehnepark ist ebenfalls nach August Dehne benannt.
- Deutschordenstraße (Hacking, Hütteldorf, Baumgarten), 1894 benannt zur Erinnerung an den Deutschen Orden, der in dieser Gegend großen Grundbesitz hatte; unter anderem gehörte ihm das Hackinger Schlösschen. Nachdem der Orden durch die Bestimmungen des Friedens von Pressburg seine Souveränität verloren hatte, befand sich seine zentrale Residenz 1805 bis 1923 in Wien. Seit 1948 ist der Sitz des Hochmeisters wieder in Wien; siehe Deutschordenshaus. Die Straße hieß vorher Bahngasse und Hackinger Allee.
- Diesterweggasse (Penzing), 1894 benannt nach dem deutschen Pädagogen Adolph Diesterweg (1790–1866); als Anhänger Pestalozzis vertrat er Anschauung und Selbsttätigkeit als didaktische Grundsätze. Ziel sei die Heranbildung mündiger und kritischer Staatsbürger. Die Volksbildung gewann für Diesterweg den Charakter der Volksbefreiung. Er wandte sich sowohl gegen einen starken kirchlichen als auch politischen Einfluss auf die Bildung. Er forderte eine pädagogisch-fachliche (und nicht mehr geistliche) Schulaufsicht und eine einheitliche Schulorganisation, das heißt, er wollte eine Professionalisierung des Lehrerstandes erreichen. Die Gasse hieß vorher Schulgasse.
- Donhartgasse (Baumgarten), 1929 benannt nach dem Taglöhner Lorenz Donhart (1815–1848); er kam als Teilnehmer der Märzrevolution 1848 ums Leben. Die Gasse hieß 1929–1948 in falscher Schreibweise Donhardtgasse, was 1948 korrigiert wurde. Siehe auch Achtundvierzigerplatz und Märzstraße.
- Dostgasse (Hütteldorf), 1953 benannt nach der Pflanzengattung Dost, zu der auch die Gewürzpflanze Oregano zählt.
- Drapal-Pintar-Weg (Hadersdorf), 1992 benannt nach der Tänzerin Julia Drapal-Pintar (1917–1988); sie kam als Zwölfjährige zum Staatsopernballett, war ab 1935 Solotänzerin und ab 1949 Primaballerina. Drapal tanzte alle Rollen des klassischen Repertoires und war daneben beim Film und als Choreografin tätig.[10]
- Draskovichgasse (Breitensee), 1894 benannt nach dem kroatischen General Josip Kazimir Drašković von Trakošćan (1714–1765); er diente ab 1734 in der österreichischen Armee und kämpfte im Österreichischen Erbfolgekrieg als Oberstleutnant und Oberst, im Siebenjährigen Krieg als Generalmajor. 1756 wurde er zum Feldmarschallleutnant ernannt, 1763 zum Generalfeldzeugmeister und später zum Generalkommandanten in Siebenbürgen. Die Gasse hieß vorher Rudolfsgasse.
- Drawitzweg: irrige Schreibung, siehe Drewitzweg
- Drechslergasse (Penzing), 1894 benannt nach dem Komponisten Joseph Drechsler (1782–1852); er vertonte rund 50 Bühnenwerke und schrieb 16 Messen, ein Requiem und zahlreiche weiter Kompositionen. Weiters war er ein angesehener Musiklehrer und unterrichtete u. a. Johann Strauss (Sohn). Von 1844 bis zu seinem Tod 1852 bekleidete Drechsler das Amt des Domkapellmeisters zu St. Stephan.
- Dreiersteig (Auhof), Benennungsdatum unbekannt. Dies war einer von drei nummerierten Fußwegen (Steigen) am Bierhäuselberg; der Einsersteig und der Zweiersteig existieren nicht mehr.
- Drewitzweg (Hütteldorf), 1929 benannt nach Josef Drewitz (1816–1848); er kam als Teilnehmer der Märzrevolution 1848 ums Leben. Die Gasse hieß 1929–1948 in falscher Schreibweise Drawitzweg, was 1948 korrigiert wurde. Siehe auch Achtundvierzigerplatz und Märzstraße.
- Dreyhausenstraße (Penzing), 1899 benannt nach dem Ingenieur Gustav von Dreyhausen (1839–1884), Gründungsmitglied und Direktor der Neuen Wiener Tramwaygesellschaft; er förderte die Erbauung der Dampftramway vom Gürtel nach Breitensee. Die Linie war ab 1872 als Pferdetramway betrieben worden, 1885 wurde sie auf Dampfbetrieb umgestellt und 1898 elektrifiziert; heute verläuft die Linie 49 teilweise auf dieser Strecke.[11][12]
- Dr.-Heckmann-Straße (Hadersdorf), benannt (Datum unbekannt) nach dem Mediziner Anton Heckmann (1872–1920), Gemeindearzt in Hadersdorf-Weidlingau.
- Dr.-Heinrich-Müller-Gasse (Hadersdorf), benannt (Datum unbekannt) nach dem Juristen Heinrich Müller (1859–1932), Rechtsanwalt in der Gemeinde Hadersdorf-Weidlingau. Nicht ident mit dem Penzinger Bezirksvorsteher Heinrich Müller, Namensgeber des Heinrich-Müller-Weges.

## E
- Edenstraße (Hadersdorf), benannt (Datum unbekannt) nach dem Garten Eden der christlichen Mythologie, der erstmals im 1. Buch Mose (Genesis) der Bibel erwähnt wird. Der Begriff stammt vom sumerischen Guan Eden, was mit „Rand der himmlischen Steppe“ übersetzt wird.
- Eichbachgasse (Hadersdorf), 1956 benannt; als Eichbach wurde früher der Halterbach am Exelberg oder einer seiner Zuflüsse bezeichnet.
- Eichenweg (Hütteldorf, Kleingartenanlage „Satzberg–Rosenhang“), benannt (nicht amtlich) zur Erinnerung an den einstmals großen Bestand an Eichen in dieser Gegend.
- Einfahrtstraße (Hadersdorf), Benennungsdatum unbekannt; die Straße ist eine Einfahrtsmöglichkeit in die Siedlung „Wolfersberg“; sie hieß bis 1952 teilweise Birkenstraße.
- Einwanggasse (Penzing), 1894 benannt nach dem Geistlichen Georg Einwang (Lebensdaten unbekannt), Pfarrer von Penzing (1657–1662); in seiner Amtszeit wurde die Rochuskapelle in der Penzinger Straße errichtet. Die Gasse hieß vorher Friedhofgasse, Große Kirchengasse und Pfarrgasse.[13]
- Elisabeth-Petznek-Gasse (Hütteldorf), 1998 benannt nach Elisabeth Marie von Österreich (1883–1963), Tochter des Kronprinzen Rudolf, bis 1919 Erzherzogin. 1925 trat sie der Sozialdemokratischen Partei Österreichs bei und ging so als „die rote Erzherzogin“ in die Geschichte ein. Ab 1930 wohnte sie mit ihrem zweiten Ehemann, dem Politiker Leopold Petznek, in einer Villa in Hütteldorf. Da Elisabeth Marie nach ihrer ersten Ehe mit Otto zu Windisch-Graetz zeitweise dessen Familiennamen führte, ist die Villa heute als Windisch-Graetz-Villa bekannt.
- Elsbeergasse (Hütteldorf, Siedlung „Kordon“), 1953 benannt nach dem Rosengewächs Elsbeere.
- Elsterweg (Hütteldorf, Siedlung „Kordon“), 1953 benannt nach der Vogelart Elster aus der Familie der Rabenvögel.
- Erbacherweg (Breitensee), 1929 benannt nach dem Maurergesellen Ferdinand Erbacher (1829–1848); er kam als Teilnehmer der Märzrevolution 1848 ums Leben. Siehe auch Achtundvierzigerplatz und Märzstraße.
- Erdburgweg (Hadersdorf), 1985 benannt; in diesem Bereich soll ein Erdwall zum Schutz von Hadersdorf bestanden haben.
- Erdenweg (Hütteldorf, Siedlung „Wolfersberg“), 1923 benannt nach dem Planeten Erde. Der Name leitet sich von urgermanisch *erþō und altgriechisch ἔρα ‚éra‘[14] ab. Weg in der Siedlung „Wolfersberg“, in der Wege nach allen Planeten des Sonnensystems sowie nach Sonne, Mond, Kometen und Sirius benannt sind.
- Ernst-Bergmann-Gasse (Baumgarten), 1932 benannt nach dem deutschen Chirurgen Ernst von Bergmann (1836–1907), Professor der Medizin an den Universitäten Dorpat, Würzburg und Berlin; er wird den größten Chirurgen seiner Zeit zugerechnet. Er gilt als Experte für Kriegschirurgie und Wundbehandlung sowie als Begründer der Hirnchirurgie. Im Jahr 1934 wurde der Kinkplatz von dieser Gasse abgetrennt.
- Ernst-Burger-Gasse (Weidlingau), 1963 benannt nach dem Kontoristen Ernst Burger (1915–1944), Bezirksleiter der Roten Falken (bis 1934), Mitglied der Kommunistischen Partei Österreichs (ab 1934). 1938 wurde er von der Gestapo verhaftet und 1941 in das KZ Auschwitz überstellt, wo er Leiter der Widerstandsgruppe Kampfgruppe Auschwitz wurde. 1944 wurde er gemeinsam mit Rudolf Friemel und Ludwig Vesely hingerichtet. Siehe auch die Rudolf-Friemel-Gasse im 10. Bezirk Favoriten.
- Erwin-Puschmann-Gasse (Baumgarten), 2003 benannt nach dem Sportler und Politiker Erwin Puschmann (1905–1943), Mitglied der Sozialistischen Arbeiter-Jugend, ab 1923 Mitglied des Kommunistischen Jugendverbands (KJV). Nach dem „Anschluss“ wanderte er nach Jugoslawien aus. Von dort aus organisierte er den Wiederaufbau der Strukturen der KPÖ und kehrte als Kopf der illegalen Parteileitung nach Wien zurück. 1941 wurde er von der Gestapo verhaftet und 1943 hingerichtet.
- Etschnerweg (Breitensee), 1930 benannt nach dem Tischlergesellen Josef Etschner († 1848); er kam als Teilnehmer der Märzrevolution 1848 ums Leben. Siehe auch Achtundvierzigerplatz und Märzstraße.

## F
- Feilplatz (Breitensee), 1881 benannt nach dem Hutfabrikanten Johann Feil (1824–1892), Bürgermeister von Breitensee (1866–1876).
- Felbigergasse (Penzing, Baumgarten), 1894 benannt nach dem schlesischen Abt und Schulreformer Johann Ignaz von Felbiger (1724–1788); er verfasste 1774 für Kaiserin Maria Theresia die „Allgemeine Schulordnung für die deutschen Normal-, Haupt- und Trivialschulen“. Damit wurde erstmals in Österreich eine Schulpflicht in der Volksschule durchgesetzt; weiters mussten fortan einheitliche Lehrbücher verwendet werden, und die Ausbildung und Fortbildung der Lehrer wurde geregelt. Felbiger baute auf Arbeiten des Beamten Franz Karl Hägelin auf; siehe Hägelingasse. Die Gasse hieß vorher Schulgasse.
- Fenchelweg (Hütteldorf, Siedlung „Kordon“), 1978 benannt nach der Gemüse-, Gewürz- und Heilpflanze Fenchel.
- Fenzlgasse (Penzing), 1894 benannt nach dem Botaniker Eduard Fenzl (1808–1879), Kustos und Leiter des botanischen Hofkabinetts (1840–1878), Professor der Botanik an der Universität Wien (1849–1878), Direktor des Botanischen Gartens (ab 1849). Er war Mitglied zahlreicher Verbände und Vereinigungen und hatte großen Anteil an der Entwicklung des wissenschaftlichen Lebens in Österreich.[15] Fenzl war Schüler und Nachfolger von Stephan Ladislaus Endlicher; siehe die Endlichergasse im 10. Bezirk Favoriten. Die Gasse hieß vorher Lerchengasse.
- Ferdinand-Frey-Weg (Hadersdorf), 1965 benannt nach Ferdinand Frey (1880–1956), Obmann eines Siedlervereins. Er gründete 1918 einen Kleinwirtschaftsverein in Hadersdorf und leitete die Besiedlung und Erschließung der Gegend in Form von Schrebergärten ein.[16]
- Ferdinand-Piatnik-Weg (Breitensee), 1997 benannt nach dem Fabrikanten Ferdinand Piatnik (1819–1885); er arbeitet als Spielkarten-Maler in der Kartenmalerei Anton Moser, die er 1842/43 übernahm. Die Firma existiert noch heute als Wiener Spielkartenfabrik Ferd. Piatnik & Söhne und stellt jährlich unter anderem rund 25 Millionen Kartenspiele, eine Million Puzzles und eine Million Brettspiele her.
- Flachgasse (Penzing), 1871 benannt nach dem Gemischtwarenhändler Karl Flach (1772–1868), letzter Ortsrichter von Penzing (1848–1850). Die Gasse hieß 1938–1945 Matthias-Schönerer-Gasse.
- Flötzersteig (Breitensee, Baumgarten), 1894 benannt; Bezeichnung für einen alten Verkehrsweg, der vom Alsergrund quer durch Ottakring über die südlichen Ausläufer des Wilhelminenbergs nach Hütteldorf und zum Wienfluss führt. Von hier wanderten die Flötzer (Flößer) nach Abladen ihrer Fracht zu Fuß nach Hause.
- Forstmeistergasse (Hadersdorf, Kleingartenanlage „Neue Wiese“), 1958 benannt nach dem alten Amtstitel Forstmeister in staatlichen und privaten Forstverwaltungen. Siehe auch Forstschulstraße und Mariabrunner Straße.
- Forstschulstraße (Hadersdorf), benannt (Datum unbekannt) nach der k.k. Forstakademie Mariabrunn. Die 1813 gegründete Lehranstalt war eine der ersten forstwissenschaftlichen Hochschulen in Österreich. Sie befand sich im Kloster Mariabrunn bei Wien, heute Hadersdorf-Weidlingau. Siehe auch Forstmeistergasse und Mariabrunner Straße.
- Franz-Schubert-Straße (Hadersdorf), benannt (Datum unbekannt) nach dem Komponisten Franz Schubert (1797–1828); er hat trotz seines kurzen Lebens in allen Gattungen seiner Zeit Außerordentliches geschaffen und wird in der heutigen Musikwissenschaft neben Beethoven als der Begründer der romantischen Musik im deutschsprachigen Raum angesehen. Anders als die Komponisten der Wiener Klassik, in deren Tradition er wirkte, räumte er auch den kleineren lyrischen Formen (Lieder, Klavierstücke) einen breiten Raum in seinem Schaffen ein. Nach dem Komponisten sind auch der Schubertring im 1. Bezirk, Innere Stadt, die Schubertgasse im 9. Bezirk, Alsergrund, und der Franz-Schubert-Weg im 18. Bezirk, Währing, benannt.
- Freesienweg (Hütteldorf), 1974 benannt nach der Pflanzengattung Freesien aus der Familie der Schwertliliengewächse. Der Weg hieß 1923–1974 Mariabrunn-Weg.
- Freumbichlerweg (Hütteldorf), 1954 benannt nach dem volkstümlichen Schriftsteller Johannes Freumbichler (1881–1949). Er betätigte sich als Heimatdichter und blieb dabei weitgehend erfolglos. Sein Ziel, ein anerkannter und erfolgreicher Schriftsteller zu werden, konnte er nicht erreichen; er beeinflusste aber mit seinen Ideen und Vorstellungen seinen Enkel Thomas Bernhard.
- Freyenthurmgasse (Hütteldorf), 1895 benannt nach dem Grafengeschlecht Utendorf-Freyenthurm, das im 16. Jahrhundert die Herrschaft Hütteldorf besaß. Die Hütteldorfer zum Freyenthurm wurden 1478 erstmals und 1660 zum letzten Mal urkundlich erwähnt.[17]
- Friedhofstraße (Hadersdorf), benannt (Datum unbekannt) nach dem dortigen Friedhof.
- Friedlweg (Hütteldorf, Kleingartenanlage „Satzberg–Rosenhang“), nicht amtliche Bezeichnung.
- Friedrich-Lieder-Weg (Baumgarten), 1933 benannt nach dem deutschen Maler Friedrich Johann Gottlieb Lieder (1780–1859); seine Stärke war das Porträt, dem er sich mit akademischer Genauigkeit widmete. Er schuf sowohl Miniaturen als auch Aquarelle und Ölbilder, vor allem von Mitgliedern des hohen Adels. Ab 1812 war er auch in Wien tätig, wo er besonders während des Wiener Kongresses großen Erfolg als Porträtist hatte.
- Fünkhgasse (Penzing), 1896 benannt nach dem Arzt Dr. Hermann Fünkh (1848–1889), Gemeinderat in Penzing. Er war der Sohn des Schlossarztes zu Schönbrunn, Dr. Kajetan Fünkh (1818–1902) und dessen Frau Rosalia (geb. Seifert). Sein Schwiegersohn war der Oberstarzt Dr. Theodor Georg Rakus (1869–1929), der mit Fünkh gemeinsam in der Los-von-Rom-Bewegung eine wesentliche Rolle spielte.

## G
- Gamandergasse (Hütteldorf, Siedlung „Kordon“), 1953 benannt nach der Pflanzengattung Gamander aus der Familie der Lippenblütler.
- Gartengasse (Hadersdorf), nicht amtliche Bezeichnung nach den umliegenden Gärten. Weg in einer Wohnhausanlage.
- Genossenschaftsstraße (Hadersdorf), benannt (Datum unbekannt) nach der Siedlergenossenschaft „Wolfersberg“. Infolge der Wohnungsnot nach dem Ersten Weltkrieg wurde ab 1920 der 322 Meter hohe Wolfersberg in Hadersdorf illegal besiedelt. Die Ansiedlung wurde später legalisiert und 1934 wurde der Gemeinnützige Wirtschaftsinteressens- und Geselligkeitsverein der Wolfersberger Siedler gegründet. Der Verein war während der NS-Zeit verboten; 1945 wurde er als Siedlerverein Wolfersberg neu gegründet und existiert noch heute.[18] Ein Teil der Straße hieß bis 1952 Kirschenstraße.
- Georg-Freißleben-Gasse (Hadersdorf), 1956 benannt nach Georg Freisleben zu Liechtenstein (Lebensdaten unbekannt), um 1550 Waldmeister in Laab im Walde.[19] Im Jahr 1533 erhielt er Lehen und Besitz der seit 1529 zerstörten Burg Liechtenstein, die er wieder aufbaute.[20] Weg in den Siedlungen „Jägerwald“ und „Knödelhütte“. Siehe auch Heinrich-Kneissl-Gasse, Jakob-Puggl-Weg, Joachim-Schettl-Gasse und Nikolaus-Pytty-Gasse.
- Gerhard-Hanappi-Platz (Hütteldorf), 2015 benannt nach dem Fußballspieler Gerhard Hanappi (1929–1980); er spielt zunächst beim SC Wacker Wien und ab 1950 beim SK Rapid. In dieser Zeit bestritt Hanappi, der auf nahezu allen Positionen bei Rapid spielte, 333 Meisterschaftsspiele und erzielte dabei 114 Tore. 1965 wurde er als erster Fußballer mit dem Goldenen Verdienstzeichen der Republik Österreich geehrt. Nach Beendigung seiner Fußballkarriere, 1965, startete er eine Architektenlaufbahn und erbaute u. a. das Weststadion, das später nach ihm Gerhard-Hanappi-Stadion benannt wurde. Dieser Bau wurde 2014 abgerissen. Um die Erinnerung an Hanappi nicht zu entfernen, wurde der Vorplatz des auf der gleichen Fläche neu gebauten Allianz Stadions 2015 nach Hanappi benannt.
- Girlitzweg (Hütteldorf, Siedlung „Kordon“), 1953 benannt nach der Vogelart Girlitz aus der Familie der Finken.
- Giselagasse (Hadersdorf), benannt (Datum unbekannt) nach Königin Gisela von Bayern (um 985–1060), Ehefrau von Stephan I., König von Ungarn. Nach einer frommen Legende hat sie 1042 in Hadersdorf in einem Brunnen eine Marienstatue gefunden, die Wunder bewirkt haben soll. In der Folge entwickelte sich aus dieser Legende der Wallfahrtsort Mariabrunn. Siehe auch Mariabrunner Straße.
- Glossystraße (Hadersdorf), 1952 benannt nach dem Literaturhistoriker Karl Glossy (1848–1937); ursprünglich Schauspieler und Jurist, wurde er 1881 Kustos der Städtischen Sammlungen und 1891 Direktor der Wiener Stadtbibliothek. Glossy erschloss viele Quellen und Dokumente vor allem zur Geschichte der Zensur. Mit der Herausgabe von Raimunds Werken sowie Schreyvogels und Bauernfelds Tagebüchern leistete er Grundlegendes für die Kenntnis des österreichischen Vormärz. Die Straße hieß vorher Teichstraße.
- Goldschlagstraße (Penzing), 1899 benannt nach der Weinried „Goldschlagen“, die bereits 1375 urkundlich erwähnt wurde.
- Goldsterngasse (Hütteldorf, Siedlung „Kordon“), 1953 benannt nach der Pflanzengattung Gelbsterne aus der Familie der Liliengewächse. Seit 2011 bezieht sich die Benennung auch auf die Volkskundlerin Eugenie Goldstern (1883–1942); sie arbeitete als unabhängige Privatgelehrte und erforschte u. a. die vormoderne alpine Lebensweise in Savoyen, im Wallis, Graubünden und im Aostatal.
- Gottfried-Alber-Gasse (Breitensee), 1914 benannt nach dem Baumeister Gottfried Alber (1851–1901), Bezirksrat. Die Gasse war vorher Teil der Spallartgasse.
- Gottfried-Sennholzer-Gasse (Hadersdorf), benannt (Datum unbekannt) in falscher Schreibweise nach dem Orgelbauer Gottfried Sonnholz (1695–1781); er war ein bedeutender und viel beschäftigter Orgelbauer der Barockzeit. Unter anderem schuf er die Orgel der Stiftskirche Melk (1731) und die Hauptorgel der Basilika von Mariazell (1739), die seinetwegen „Wiener Orgel“ genannt wird. 1730 vergrößerte er die Orgel von St. Stephan in Wien, 1734 baute er die Orgel der Pfarr- und Wallfahrtskirche Mariabrunn.
- Grasmückenweg (Hütteldorf, Siedlung „Kordon“), 1953 benannt nach den Grasmücken, einer Gattung von Singvögeln, die zur Familie der Grasmückenartigen gehört.
- Grassigasse (Breitensee), 1894 benannt nach dem Bildhauer Anton Grassi (1755–1807); unter der Leitung des Hofbildhauers Johann Wilhelm Beyer arbeitete er an der Ausgestaltung der Skulpturen im Schlosspark Schönbrunn mit. Nach dieser Tätigkeit wurde Grassi 1778 als Modellmeister an die Wiener Porzellanmanufaktur berufen, wo er bis zu seinem Tod arbeitete. Die Gasse hieß vorher Dreyhausengasse.
- Greilweg (Hütteldorf), 1929 benannt nach dem Maler und Illustrator Alois Greil (1841–1902); aus Linz stammend kam er 1873 nach Wien, wo er sich vor allem mit Historienmalerei und Genremalerei beschäftigte. Sein Werk umfasst u. a. Typen aus dem Volk, Szenen aus dem Soldatenleben, viele satirische Blätter sowie Illustrationen und gebrauchsgrafische Arbeiten.[21]
- Grenzweg (Hütteldorf), 1982 benannt; der Weg bildet die Grenze der Siedlung „Wolfersberg“. Siehe auch Genossenschaftsstraße.
- Greutberggasse (Hadersdorf), 1964 benannt nach dem 449 m hohen Greutberg beim Ort Hainbach im Bezirksteil Hadersdorf.
- Griesingergasse (Hütteldorf), 1920 benannt nach dem deutschen Psychiater und Internist Wilhelm Griesinger (1817–1868); er gilt als einer der Begründer der modernen, (natur-)wissenschaftlichen Psychiatrie. Sein Hauptwerk war das Lehrbuch Pathologie und Therapie der psychischen Krankheiten (1845 und 1861); es machte ihn zu einem der führenden Psychopathologen seiner Zeit.
- Gründorfgasse (Penzing), 1906 benannt nach dem Schauspieler und Bühnenautor Karl Gründorf (1830–1906); ab 1856 arbeitete er als Theaterdichter am Carltheater, ab 1858 als Autor und Schauspieler am Theater in der Josefstadt. 1860 trat er in das publizistische Büro der Kaiserin Elisabeth-Bahn ein. Gründorf verfasste zahlreiche Volksstücke sowie Lebens- und Charakterbilder.[22]
- Grüne Stube (Hütteldorf), 1957 benannt nach einem alten Flurnamen.
- Grünlandweg (Hütteldorf), 1967 benannt; als Grünland werden landwirtschaftlich genutzte Flächen bezeichnet, auf denen Gras und krautige Pflanzen als Dauerkultur angebaut werden und die entweder beerntet oder beweidet werden. Heute werden gelegentlich auch Grünflächen der Erholungsgebiete als Grünland bezeichnet.
- Gruschaplatz (Baumgarten), 1912 benannt nach dem Erzbischof von Wien Anton Josef Gruscha (1820–1911); ab 1855 war er Prediger am Dom St. Stephan und lehrte zudem zunächst Pastoraltheologie, dann Moraltheologie an der Universität Wien. 1890 wurde er zum Erzbischof von Wien ernannt; 1891 wurde er als Kardinalpriester in das Kardinalskollegium aufgenommen. Sein Vorgänger war Cölestin Josef Ganglbauer (siehe die Ganglbauergasse im 16. Bezirk Ottakring); sein Nachfolger war Franz Xaver Nagl (siehe den Kardinal-Nagl-Platz im 3. Bezirk Landstraße).
- Guldengasse (Baumgarten), 1894 benannt nach Karl Gulden (1828–1902), Bürgermeister von Baumgarten (1865–1876). Die Gasse hieß vorher Wiengasse.
- Günselgasse (Hütteldorf, Siedlung „Kordon“), 1953 benannt nach der Pflanzengattung Günsel aus der Familie der Lippenblütler.
- Gurkgasse (Penzing), 1859 benannt nach dem Maler und Kupferstecher Eduard Gurk (1801–1841); er erlangte als Landschaftsmaler, Lithograph, Temperamaler und Kupferstecher Berühmtheit. Es sind vor allem Bildserien, die Gurks Œuvre prägen. Ab 1830 stand er in den Diensten des Kronprinzen Ferdinand (der spätere Kaiser Ferdinand I. von Österreich), den er auf Reisen begleitete. Der Eduard-Gurk-Park ist ebenfalls nach ihm benannt. Die Gasse hieß vorher Sackgasse.
- Gusenleithnergasse (Baumgarten, Breitensee), 1907 benannt nach Georg Gusenleithner (1836–1907), Bürgermeister von Penzing (1879–1892) und Bezirksvorsteher des 13. Bezirks (1897–1907).
- Gusterergasse (Breitensee), 1929 benannt nach dem Taglöhner Josef Gusterer (1819–1848); er kam als Teilnehmer der Märzrevolution 1848 ums Leben. Die Gasse hieß 1929–1948 in falscher Schreibweise Gustrogasse, dies wurde 1948 korrigiert. Siehe auch Achtundvierzigerplatz und Märzstraße.
- Gyrowetzgasse (Penzing), 1894 benannt nach dem Komponisten Adalbert Gyrowetz (1763–1850). Der in Budweis geborene Komponist kam 1793 nach Wien, wo er von 1804 bis 1831 als Hofkapellmeister und Dirigent am Kärntnertortheater tätig war. Gyrowetz komponierte u. a. 30 Opern, 40 Ballette, 60 Sinfonien und 43 Streichquartette; er gehörte damit zu den meistgespielten Komponisten seiner Zeit in Wien. Die Gasse hieß vorher Mayrgasse.

## H

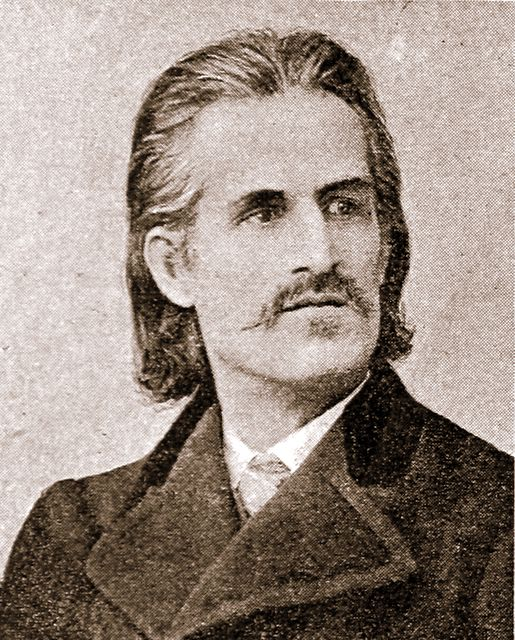
Robert Hamerling

- Hackinger Straße (Baumgarten, Hacking), 1908 benannt zur Erinnerung an die ehemals selbstständige Gemeinde Hacking. Der Ort wurde erstmals 1156 als Hacingen erwähnt, nach Markwardus de Hacingen, einem Gefolgsmann des Markgrafen Heinrich II von Babenberg. Der Ort entstand am Hang des Hackinger Berges (heute Hagenberg) unterhalb der Hackinger Burg, die erstmals im 13. Jahrhundert erwähnt wurde. Teile der Straße hießen vorher Hackinger Kai, bis 1894 Alleegasse in Hacking und An der Wien in Baumgarten.
- Hadikgasse (Penzing, Baumgarten, Hacking, Hütteldorf), 1894 benannt nach dem Feldmarschall und Reichsgrafen Andreas Hadik von Futak (1710–1790); er kämpfte als Befehlshaber im Österreichischen Erbfolgekrieg und im Siebenjährigen Krieg. 1763 wurde er Gouverneur von Ofen, 1764 Gubernator von Siebenbürgen und 1773 Gouverneur der durch die erste Teilung Polens an Österreich gefallenen Länder (Galizien). 1774 wurde Hadik Feldmarschall und Präsident des Hofkriegsrates. 1779 kaufte er die Herrschaft Baumgarten, heute Teil des 14. Bezirks. Der Hadikpark ist ebenfalls nach ihm benannt. Die Gasse am linken, nördlichen Ufer des Wienflusses hieß vorher in Penzing Parkgasse. 1905 wurde die Gasse von der Baumgartenbrücke (früher Baumgartner Brücke, bei der Zehetnergasse) westwärts bis zur Franz-Karl-Brücke (seit 1919 Zufferbrücke; bei der Deutschordenstraße) verlängert. 1972 wurde die neue, den Wienfluss in Hochlage querende Zufahrt zum Auhof bzw. zur A1 Westautobahn von der Zufferbrücke westwärts bis zur Einmündung in die Wientalstraße im 13. Bezirk in die Hadikgasse einbezogen.
- Hägelingasse (Breitensee), 1894 benannt nach dem Beamten Franz Karl Hägelin (1735–1809), Regierungsrat, Theaterzensor (1770–1805). Sein 1795 herausgegebener Leitfaden für Theaterzensoren in Österreich bildete die Grundlage für alle weiteren Zensurverordnungen in Österreich bis ins 20. Jahrhundert.[23] Als Mitglied der niederösterreichischen Schulkommission wirkte er bei der Neugestaltung des niederen Schulwesens in Form eines einheitlichen Schul- und Erziehungssystems mit. Seine Arbeiten bereiteten die Reformen Felbigers vor; siehe die Felbigergasse. Die Gasse hieß vorher Schulgasse.
- Haidersberggasse (Hadersdorf), 1956 benannt nach dem alten Flurnamen Haidersberg. Weg in den Siedlungen „Jägerwald“ und „Knödelhütte“.
- Hainbachgasse (Hadersdorf, Siedlung „Hinterhainbach“), 1970 benannt nach dem in der Nähe entspringenden Hainbach, der in den Mauerbach mündet.
- Hamerlinggasse (Hadersdorf), benannt (Datum unbekannt) nach dem Gymnasiallehrer, Dichter und Schriftsteller Robert Hamerling (eigentlich Rupert Johann Hammerling, 1830–1889); er zählte zu seiner Zeit zu den meistgelesenen deutschsprachigen Autoren. Zu seinen Hauptwerken zählt das Epos Ahasverus in Rom (1865), das ihn einem breiten Leserpublikum bekannt machte, und Der König von Sion (1869). Die Robert-Hamerling-Gasse im 15. Bezirk Rudolfsheim-Fünfhaus ist auch nach ihm benannt, ebenso der Hamerlingplatz im 8. Bezirk Josefstadt, der Hamerlingweg im 11. Bezirk Simmering und der Hamerling-Hof und der Hamerlingpark in der Josefstadt. Die Schenkendorfgasse im 21. Bezirk Floridsdorf hieß 1900–1909 Hamerlinggasse und die Kloepferstraße im 22. Bezirk Donaustadt hieß 1901–1955 Hamerlingstraße.
- Hamiltongasse (Hütteldorf), 1894 benannt nach dem General Johann Andreas Graf von Hamilton (1679–1738), kaiserlicher Kämmerer, Befehlshaber im Venezianisch-Österreichischen Türkenkrieg unter Prinz Eugen von Savoyen, wobei er sich besonders in der Schlacht von Peterwardein (1716) und bei der Erstürmung von Belgrad (1717) hervortat. 1723 wurde er zum Feldmarschallleutnant ernannt.[24] Die Gasse hieß vorher Feldgasse.
- Hanakgasse (Baumgarten, Wohnhausanlage Hugo Breitner Hof), 1952 benannt nach dem Bildhauer Anton Hanak (1875–1934); er schuf den Skulpturenschmuck für mehrere Bauten Josef Hoffmanns sowie in den 1920er Jahren für Wohnbauten der Gemeinde Wien. Von ihm stammen auch zahlreiche Porträtbüsten und Denkmäler, unter anderem das 1925 errichtete Kriegerdenkmal „Schmerzensmutter“ auf dem Wiener Zentralfriedhof und die Büste Victor Adlers für das Republikdenkmal neben dem Parlament.
- Hänflingweg (Hütteldorf, Siedlung „Kordon“), 1953 benannt nach der Vogelart Hänfling aus der Familie der Finken.
- Hannbaumstraße (Hadersdorf, Siedlung Augustinerwald), benannt (Datum unbekannt) nach einem alten Flurnamen.
- Hans-Muhr-Promenade (Auhof), benannt (Datum unbekannt) nach Hans Muhr (1878–1932), Kleingartenfunktionär in der Siedlung „Am Bierhäuselberg“.
- Hasensteig (Auhof), benannt (Datum unbekannt) nach der Tierart Hase.
- Haspelmeistergasse (Hadersdorf), 1958 benannt nach dem Beruf des Haspelmeisters (auch Hasenbannmeister), der dem Haspelamt vorstand. Diesem oblagen im 15. und 16. Jahrhundert alle Belange der Niederjagd auf Hasen in den Feldern um Wien wie Netze, Windhunde, Beizvögel etc.[25]
- Hauptstraße (Auhof, Hadersdorf, Weidlingau), Benennungsdatum unbekannt; die Straße war die Hauptstraße der bis 1938 selbstständigen Gemeinde Hadersdorf-Weidlingau.
- Heidestraße (Hadersdorf, Siedlung Augustinerwald), benannt (Datum unbekannt) nach den Heideflächen, die vor Errichtung der Kleingartenanlage bestanden.
- Heideweg (Hütteldorf, Kleingartenanlage „Satzberg–Rosenhang“), nicht amtliche Bezeichnung; wohl nach der Landschaftsform Heide. Siehe auch Heidestraße.
- Heimstättenstraße (Hadersdorf), benannt (Datum unbekannt) zur Würdigung der neuen „Heimstätten“ der Siedler. Die Siedlungen in dieser Gegend entstanden mehrheitlich nach dem Ersten Weltkrieg als Folge der drückenden Wohnungsnot. Die Siedlungen entstanden oft aus illegal errichteten Hütten und kleinen Häusern; sie wurden in späteren Jahren legalisiert, inklusive der Zuweisung von amtlichen Straßennamen.
- Heinrich-Collin-Straße (Breitensee), 1901 benannt nach dem Schriftsteller Heinrich Joseph von Collin (1771–1811); er verband in seinen Schauspielen das heimische Barock mit der zeitgenössischen Klassik. Als sein Hauptwerk gilt das Drama Coriolan (1804), zu der Ludwig van Beethoven 1807 die Coriolan-Ouvertüre schrieb.
- Heinrich-Kneissl-Gasse (Hadersdorf), 1956 benannt nach Heinrich Wolf Kneissl (Lebensdaten unbekannt); er wird 1557 als kaiserlicher Waldmeister (Forstmeister) erwähnt. Sein Namenszusatz von Häkingen bedeutet möglicherweise von Hacking. Siehe auch Georg-Freißleben-Gasse, Jakob-Puggl-Weg, Joachim-Schettl-Gasse und Nikolaus-Pytty-Gasse. Weg in den Siedlungen „Jägerwald“ und „Knödelhütte“.
- Heinrich-Müller-Weg (Hütteldorf), 2008 benannt nach dem Lehrer Heinrich Müller (1918–2005), Mitglied der Sozialistischen Arbeiter-Jugend (ab 1934), Bezirksrat (ab 1954), Volksschuldirektor in Penzing (ab 1962), Abgeordneter zum Wiener Gemeinderat (ab 1962, SPÖ), Bezirksvorsteher von Penzing (1969–1979).[26] Nicht ident mit dem Rechtsanwalt Heinrich Müller, Namensgeber der Dr.-Heinrich-Müller-Gasse.
- Helene-Odilon-Gasse (Hütteldorf), 2007 benannt nach der Schauspielerin Helene Odilon (1863–1939); sie galt als eine der interessantesten Schauspielerinnen ihrer Zeit und wurde auch in England und in den USA gefeiert. Sie führte eine problematische Ehe mit dem Schauspieler Alexander Girardi, den sie entmündigen lassen wollte, und war die Geliebte von Albert von Rothschild.[27] Nach nur 13 Jahren am Deutschen Volkstheater (1891–1903) musste sie ihre Karriere nach einem Schlaganfall beenden. Siehe auch die Girardigasse im 6. Bezirk Mariahilf.
- Hellmesbergergasse (Baumgarten), 1894 benannt nach dem Violinisten und Dirigenten Joseph Hellmesberger (1828–1893), künstlerischer Direktor der Gesellschaft der Musikfreunde und Leiter des Konservatoriums (ab 1850), Konzertmeister des Hofopernorchesters (ab 1860), Hofkapellmeister (ab 1877) als Nachfolger von Johann von Herbeck; siehe die Herbeckstraße im 18. Bezirk Währing.
- Henckellgasse (Hütteldorf), 1930 benannt nach dem deutschen Schriftsteller Karl Henckell (1864–1929); nach seinem Studium in Berlin lebte er zeitweise in Wien und ging 1886 in die Schweiz. In Zürich sammelte er junge Literaten um sich, darunter auch Gerhart Hauptmann. Henckell war ein sozialrevolutionärer Lyriker und Vorkämpfer des Naturalismus. Er verkündete – in pathetischer Anklagelyrik – die proletarische Freiheit und den Untergang der bestehenden Gesellschaft.[28]
- Hermine-Clöter-Gasse (Hadersdorf), 1976 benannt nach der Schriftstellerin und Kulturhistorikerin Hermine Cloeter (sic!, 1879–1970); von 1907 bis 1939 veröffentlichte sie Feuilletons in der Neuen Freien Presse als deren ständige Mitarbeiterin, daneben schrieb sie auch Beiträge für die Wiener Geschichtsblätter und diverse Jahrbücher. Weiters war sie Vorstandsmitglied des Wiener Goethe-Vereins und der Grillparzer-Gesellschaft.
- Hernstorferstraße (Baumgarten), 1897 benannt nach Leopold Hernstorfer (1794–1864), letzter Ortsrichter von Baumgarten (1848–1850).
- Herschmannweg (Baumgarten), 1932 benannt nach dem Webergesellen Bernhard Herschmann (1823–1848);[29] er kam als Teilnehmer der Märzrevolution 1848 ums Leben. Der Weg hieß 1938–1947 Frueaufweg. Siehe auch Achtundvierzigerplatz und Märzstraße.
- Herzmanskystraße (Weidlingau), benannt (Datum unbekannt) nach dem Kaufmann August Herzmansky (1834–1896); er machte sich im Jahr 1863 mit einem Textilgeschäft in der Kirchengasse im Bezirk Neubau selbständig. Im Dezember 1881 übersiedelte das Geschäft in die Mariahilfer Straße und wurde in der Folge zum Großkaufhaus Herzmansky ausgebaut.
- Heschweg (Hütteldorf), 1955 benannt nach dem Opernsänger Willy Hesch (1860–1908); seit 1895 war er an der k.k. Hofoper als vielseitiger dramatischer Bass tätig und wurde zum Kammersänger ernannt. Seine Hauptrollen waren Mephisto (in Charles Gounods Oper „Margarete“ nach Goethes „Faust“), Leporello (in Mozarts Don Giovanni), Sarastro, Osmin, und andere. Der Weg hieß davor 1924–1955 Rosenweg.
- Hickelgasse (Penzing), 1893 benannt nach dem Maler Joseph Hickel (1734–1807); er war der bevorzugte Porträtmaler von Joseph II. Ab 1770 schuf er etliche Porträts des Kaisers und wurde in der Folge 1776 zum Hofmaler ernannt. Allerdings wurde Hickel von vielen Zeitgenossen als eher unfähiger Maler betrachtet,[30] und es sind nur wenige Bilder von ihm erhalten.
- Hlavacekweg (Baumgarten), 1930 benannt nach dem Maler Anton Hlavaček (1842–1926); seine Hauptwerke sind das Panorama von Wien und seinen Umgebungen vom Nussberg bei Nussdorf (im Steinernen Saal des Wiener Rathauses) und Das alte Donaubett von Wien. Weitere seiner Landschaftsbilder befinden sich im Wiener Rathauskeller.
- Hochenaistgasse (Hadersdorf, Siedlung „Jägerwald“), 1956 benannt nach Hochenaist, einer historischen Bezeichnung für den Schottenwald.
- Hochsatzengasse (Baumgarten), 1894 benannt nach einem alten Flurnamen, der sich auf höher gelegene, neu gesetzte Kleingärten bezog. Die Gasse hieß vorher Berggasse.
- Hochstraße (Hadersdorf), Benennungsdatum unbekannt; die Straße führt auf den 322 m hohen Wolfersberg.
- Hofjagdstraße (Hacking), um 1925 benannt nach den ehemaligen Jagden des kaiserlichen Hofes im Lainzer Tiergarten. Siehe auch Hofjägerstraße.
- Hofjägerstraße (Weidlingau), Benennungsdatum unbekannt; ehemalige Auffahrtsstraße der Hofjäger zu den im Lainzer Tiergarten abgehaltenen Hofjagden. Siehe auch Hofjagdstraße.
- Hohe-Wand-Gasse (Hadersdorf), 1964 benannt nach der nahe gelegenen Hohe-Wand-Wiese, einer Schipiste mit Schlepplift.
- Holzhausenplatz (Auhof), 1999 benannt nach dem Buchhändler, Verleger und Alpinisten Adolf Holzhausen (1868–1931). Er übernahm 1892 den Verlag seines Vaters und wurde vom Kaiser mit dem Titel k.u.k. Hof- und Universitäts-Buchdrucker ausgezeichnet. Nach dem Ersten Weltkrieg wurde er zum Leiter des Kartografischen, früher Militärgeografischen Instituts in Wien bestellt und war in der Folge Teilhaber[31] der Kartografischen Anstalt Freytag-Berndt u. Artaria. Daneben war er als Bergsteiger ein Pionier in der Frühphase des Alpinismus.[32]
- Höritzergasse (Baumgarten), 1912 benannt nach Pankraz Höritzer († 1511); er war möglicherweise der Stifter des St.-Anna-Kirchleins in Baumgarten, Vorgängerin der Baumgartner Pfarrkirche.
- Hühnersteigstraße (Hadersdorf, Siedlung Augustinerwald); nach dem südöstlich anschließenden Bergrücken Hühnersteig benannt.
- Hustergasse (Penzing), 1892 benannt nach Wilhelm Huster (Lebensdaten unbekannt), letzter Ortsrichter (1847–1850) und erster Bürgermeister (1850–1860) von Rustendorf.
- Hüttelbergstraße (Hütteldorf), 1894 benannt; die Straße führt westlich am 354 m hohen Hüttelberg vorbei, einer bei der Otto-Wagner-Villa I auf Nr. 26 im Wald gelegenen Höhe; sie hieß vorher Dornbacher Straße, weil sie mit ihren Verlängerungen Amundsenstraße und Neuwaldegger Straße nach Dornbach im 17. Bezirk führt. Südlicher Teil der bzw. Zufahrt zur Wiener Höhenstraße.
- Hütteldorfer Straße (Baumgarten, Breitensee, Penzing), 1898 benannt nach der ehemals selbstständigen Gemeinde Hütteldorf, die 1170 erstmals als Utendorf urkundlich erwähnt wurde. 1260 wurde ein Ulrich de Hittendorf erwähnt, seine Nachkommen schrieben sich Hüttendorf, und 1478–1660 existierte ein Geschlecht der Hüttendorfer zum Freyenthurm; siehe die Freyenthurmgasse. Die Benennung Hütteldorfer Straße erfolgte (nicht amtlich) bereits 1878 in Rudolfsheim, 1881 in Penzing und 1892 in Fünfhaus.
- Huttengasse (Breitensee), 1901 benannt nach dem deutschen Humanisten Ulrich von Hutten (1488–1523); größte Nachwirkung hatte er durch die Begründung eines deutschen Nationalmythos. In seiner Schrift Arminius (1519) feierte er den Sieger der Varusschlacht als „ersten unter den Vaterlandsbefreiern“,[33] der „das römische Joch“ abgeworfen und Germanien von der Fremdherrschaft befreit habe. Diese Deutung begeisterte Deutschnationale im 19. und 20. Jahrhundert.
- Hüttergasse (Hadersdorf), 1954 benannt nach dem Zeichner, Aquarellisten, Radierer und Lithografen Emil Hütter (1835–1886); er dokumentierte den Wandel des Wiener Stadtbildes seiner Zeit in präziser Form und hielt insbesondere die zum Abbruch bestimmten Basteien der Wiener Stadtmauern fest sowie viele wertvolle Bauten, die der gründerzeitlichen Spekulation weichen mussten. Hütter arbeitete als Illustrator für Wilhelm Maximilian Kisch und betrieb historische Studien.

## I
- Ignaz-Binder-Platz (Hütteldorf), 2004 benannt nach Ignaz Binder (1896–1995), Siedler in der Kleingartenanlage am Wolfersberg. Diese Schrebergärten waren nach dem Ersten Weltkrieg ursprünglich als wilde Siedlung entstanden und wurden später legalisiert. 1933 wurde das Genossenschaftshaus der Siedler („Schutzhaus am Wolfersberg“) auf Initiative von Ignaz Binder in eine Notkirche umgebaut; aus dieser entstand die heutige Kirche St. Josef am Wolfersberg.[34]
- Ignaz-Prilisauer-Weg (Hütteldorf), 2004 benannt nach dem Gastwirt Ignaz Prilisauer (1842–1910); er eröffnete 1882 in der Linzer Straße in Hütteldorf bei der Endstation der späteren Straßenbahnlinie 49 das Gasthaus Prilisauer, das sich heute in fünfter Generation immer noch im Besitz seiner Familie befindet.[35]
- Isbarygasse (Hütteldorf), 1894 benannt nach dem Industriellen Rudolf Friedrich Ernst Isbary (1827–1892); er übernahm 1856 eine Textilfabrik („Shawlfabrik“) und kurz darauf eine Tuchmodenfabrik. In den folgenden Jahren beherrschten Wiener „Shawls“ den Weltmarkt, und das Unternehmen errichtete eine Filiale in New York. Isbary wurde Mitglied des niederösterreichischen Landtages (1862), Abgeordneter zum Reichsrat (1873) sowie Präsident der Wiener Handelskammer (1883).[36] 1879 wurde er vom Kaiser mit dem Orden der Eisernen Krone 2. Klasse ausgezeichnet, womit der erbliche Freiherrenstand verbunden war. Rudolf von Isbary (1858–1932), vermutlich sein Sohn, ließ 1901 / 1902 das Palais Isbary im 4. Bezirk Wieden erbauen. Die Gasse hieß vorher Promenadegasse.

## J
- Jacobsgasse (Weidlingau), 1972 benannt nach dem deutschen Unternehmer Johann Jacobs (1869–1958); er eröffnete 1895 einen Kolonialwarenladen, wo er vor allem mit Kaffee und Tee, aber auch mit Kakao und Schokolade handelte. 1907 gründete er eine Kaffeerösterei in Bremen. Ihm und seinem Neffen Walther J. Jacobs gelang es schließlich, dieses Unternehmen zu einem der bekanntesten Kaffeehersteller auszubauen. Jacobs expandierte nach Österreich und stellt seit 1961 in der heutigen Jacobsgasse eine eigene Österreich-Version seines Kaffees her („Jacobs Monarch“).[37] Die Gasse hieß vorher 1969–1972 Zimbagasse.
- Jägerstätterstraße (Hadersdorf), 1993 benannt nach dem Landwirt Franz Jägerstätter (1907–1943); er verweigerte 1943 – vor allem aus religiösen Gründen – den Kriegsdienst in der deutschen Wehrmacht. Noch im gleichen Jahr wurde er wegen Wehrkraftzersetzung zum Tode verurteilt und hingerichtet. 1964 entdeckte und publizierte der US-amerikanische Soziologe Gordon C. Zahn seinen Fall, 1971 wurde sein Leben als Der Fall Jägerstätter von Axel Corti verfilmt. 2007 wurde Jägerstätter seliggesprochen. Die Straße hieß vorher Ottokar-Kernstock-Straße nach dem Dichter Ottokar Kernstock.
- Jakob-Gremdlinger-Straße (Hadersdorf), benannt (Datum unbekannt) in falscher Schreibweise nach dem Geistlichen Jakob Gremblinger (Lebensdaten unbekannt), Pfarrer in Hütteldorf und Weidlingau (1600–1613); er ließ die Kapelle von Mariabrunn auf eigene Kosten erneuern.
- Jakob-Kern-Weg (Hütteldorf), 2011 benannt nach dem Geistlichen Jakob Franz Alexander Kern (1897–1924); Mitglied im Prämonstratenser-Chorherrenstift Geras (ab 1920), Priester (ab 1922). Ab 1916 litt er an den Folgen einer Kriegsverwundung, an der er 1924 starb. Er wurde 1998 seliggesprochen.
- Jakob-Puggl-Weg (Hadersdorf), 1956 benannt nach Jakob Puggl (Lebensdaten unbekannt), um 1560 Waldmeister (Forstmeister) in Hadersdorf. Weg in den Siedlungen „Jägerwald“ und „Knödelhütte“. Siehe auch Georg-Freißleben-Gasse, Heinrich-Kneissl-Gasse, Joachim-Schettl-Gasse und Nikolaus-Pytty-Gasse.
- Jakschgasse (Penzing), 1940 benannt nach dem Lehrer Josef Jaksch (1861–1937), Bürgerschuldirektor; er engagierte sich für den Chorgesang und war Vorstand des Wiener Schubertbundes (1901–1921) und des Ostmärkischen Sängerbundes (1900–1937). Insgesamt war er Mitglied bzw. Ehrenmitglied von rund 130 Sängervereinigungen. Im Historikerbericht Straßennamen Wiens seit 1860 als „Politische Erinnerungsorte“ aus dem Jahr 2013 ist die Straße Gruppe B (Diskussionsbedarf) zugeordnet.[1]
- Jan-Kiepura-Gasse (Hütteldorf), 1975 benannt nach dem Tenor Jan Kiepura (1902–1966); er zählte mit Richard Tauber und Joseph Schmidt nicht nur zu den populären „Drei Tenören“ der 1930er-Jahre, sondern auch zu den erfolgreichsten Sängerschauspielern des europäischen Films jener Zeit. Ab 1926 wirkte er an der Wiener Staatsoper, wo er zum unangefochtenen Liebling des Publikums wurde.
- Jenullgasse (Penzing), 1896 benannt nach dem Juristen Sebastian Jenull (1777–1848), Professor für Strafrecht und Rektor (1804–1805) an der Universität Graz, Professor der Rechtskunde an der Universität Wien (1840–1848). Im Revolutionsjahr 1848 wurde er Rektor der Universität Wien. Den Anforderungen dieser bewegten Zeit war er aber nicht gewachsen, er ging in den Ruhestand und verstarb zwölf Tage später.[38]
- Jezikweg (Baumgarten, Hütteldorf), 2013 benannt nach dem Gärtner Wilhelm Jezig jun. (1944–2011); er war seit 1958 Gärtner im Betrieb seines gleichnamigen Vaters, 1972 übernahm er das Unternehmen, 1973 auch die Friedhofsgärtnerei Hadersdorf. Ab 1983 war er Funktionär in der Wiener Landwirtschaftskammer, 2003–2008 war er deren Präsident.[39]
- Joachim-Schettl-Gasse (Hadersdorf), 1956 benannt nach Joachim Schettl (eigentlich Schöttl, Lebensdaten unbekannt), Waldmeister (Forstmeister). Er war ab 1481 landesfürstlicher Pfleger der Burg Mödling und übernahm 1483 das Forstmeisteramt in Hadersdorf (bis 1505) und die Pflege des Schlosses Purkersdorf. Siehe auch Georg-Freißleben-Gasse, Heinrich-Kneissl-Gasse, Jakob-Puggl-Weg und Nikolaus-Pytty-Gasse. Weg in den Siedlungen „Jägerwald“ und „Knödelhütte“.
- Johann-Gundacker-Gasse (Baumgarten), 1997 benannt nach Johann Gundacker (1922–1991), Bezirksrat (1964–1986) und Gemeinderat (1986–1987, ÖVP).
- Johann-Schorsch-Gasse (Weidlingau), 1969 benannt nach dem Gewerkschafter Johann Schorsch (1874–1952), Obmann der Wiener Metallarbeiter (ab 1909), Mitglied des Wiener Gemeinderats (1919–1927), des Bundesrats (1927–1930) und des Nationalrats (bis 1934). Gemeinsam mit Otto Bauer und Julius Deutsch traf Johann Schorsch am Morgen des 12. Februar 1934 die Entscheidung für den Generalstreik. Nach der Niederlage gelang ihm die Flucht in die Schweiz, von dort in die Tschechoslowakei, wo er im Auslandsbüro der Freien Gewerkschaften Österreichs tätig war. Von 1945 bis 1948 war Schorsch Obmann der Wiener Gebietskrankenkasse.[40] 2012 wurde die Gasse bis zum Holzhausenplatz verlängert.
- Johnstraße (Penzing), 1894 benannt nach dem General Franz von John (1815–1876); er war Generalstabschef der Südarmee in Italien und zeichnete sich in der Schlacht bei Custozza (1866) so aus, dass er zum Feldmarschallleutnant ernannt wurde. Er war ab 1866 k.k. Kriegsminister, 1867–1868 erster Reichskriegsminister. Die Straße hieß vorher Rudolfstraße nach Kronprinz Rudolf.
- Josef-Palme-Platz (Weidlingau), 1966 benannt nach Josef Palme (1859–1935), Gemeinderat in Hadersdorf-Weidlingau (ab 1889) und Bürgermeister (1919–1934), Abgeordneter zum niederösterreichischen Landtag (1919–1927, SPÖ). Der Platz hieß 1938–1945 Adolf-Hitler-Platz und 1945–1966 nicht amtlich Karl-Seitz-Platz.
- Josef-Prokop-Straße (Hadersdorf, Weidlingau), benannt (Datum unbekannt) nach dem Architekten Josef Prokop (1839–1904); er ist als Architekt weitgehend unbekannt, erwarb sich aber Verdienste als Wohltäter für die Gemeinden Hadersdorf und Weidlingau.
- Josef-Ressel-Straße (Hadersdorf), benannt (Datum unbekannt) nach dem Forstbeamten und Erfinder Josef Ressel (1793–1857); er erhielt eine Ausbildung als Forstwirt in der Forstakademie Mariabrunn in Hadersdorf und wurde Distriktförster in Pletriach (slowenisch Pleterje) in Unterkrain. In seiner Freizeit beschäftigte er sich mit der Lösung von technischen Problemen. Er erfand den ersten brauchbaren Schiffspropeller, konnte aber keinen Gewinn aus seiner Erfindung ziehen und blieb zu Lebzeiten ohne Anerkennung. Die Resselgasse im 4. Bezirk, Wieden, ist auch nach ihm benannt, ebenso der Resselpark am Karlsplatz.
- Josef-Schlesinger-Straße (Hadersdorf), benannt (Datum unbekannt, nach 1901) nach dem Geodäten, Naturphilosophen und Politiker Josef Schlesinger (1831–1901), Professor für Mathematik, Geometrie und Mechanik an der Forstakademie Mariabrunn (1871–1875), Professor für darstellende und praktische Geometrie an der k. k. Hochschule für Bodenkultur in Wien (ab 1875), ab 1889 deren Rektor. Weiters war Schlesinger Reichsratsabgeordneter für die Christlichsoziale Partei (1891–1901), Wiener Gemeinderat (1895–1901) und Bezirksvorsteher des 8. Bezirks Josefstadt. Der Schlesingerplatz in der Josefstadt war 1901–2006 ebenfalls nach ihm benannt. Im Historikerbericht Straßennamen Wiens seit 1860 als „Politische Erinnerungsorte“ aus dem Jahr 2013 ist die Straße Gruppe A (intensiver Diskussionsbedarf) zugeordnet.[1]
- Josef-Uridil-Gasse (Hadersdorf, Kleingartenanlage „Eden“), 1991 benannt nach dem Fußballspieler Josef Uridil (1895–1962); der Stürmer gilt als einer der ersten „Stars“ des Fußballs in Österreich. Er spielte ab 1918 für den SK Rapid Wien, mit dem er zahlreiche Erfolge feierte. Sein Name erschien bald auf zahlreichen Produkten, so gab es beispielsweise ein Uridil-Bier sowie Uridil-Zuckerln („Kracheln“). Der bekannte Verfasser von Wienerliedern Hermann Leopoldi setzte ihm mit dem Foxtrott Heute spielt der Uridil (1922) ein musikalisches Denkmal. Im Historikerbericht Straßennamen Wiens seit 1860 als „Politische Erinnerungsorte“ aus dem Jahr 2013 ist die Straße Gruppe B (Diskussionsbedarf) zugeordnet.[1]
- Josef-Weinheber-Platz (Breitensee), benannt (Datum unbekannt) nach dem Schriftsteller Josef Weinheber (1892–1945); mit seinen Gedichtausgaben Adel und Untergang wurde er zu einem der angesehensten Lyriker seiner Zeit. Besonders beliebt war der Band Wien wörtlich, der teilweise im Wiener Dialekt geschrieben ist. 1931 trat er der NSDAP bei[41] und wurde zu einem Bestandteil der nationalsozialistischen Kulturpolitik; er wurde von Adolf Hitler in die Gottbegnadeten-Liste aufgenommen. Angesichts des Untergangs des NS-Regimes nahm er sich am 8. April 1945 das Leben. Im Historikerbericht Straßennamen Wiens seit 1860 als „Politische Erinnerungsorte“ aus dem Jahr 2013 ist die Straße Gruppe B (Diskussionsbedarf) zugeordnet.[1]
- Joseph-Haydn-Straße (Hadersdorf), benannt (Datum unbekannt) nach dem Komponisten Joseph Haydn (1732–1809); er war ein führender Vertreter der Wiener Klassik, wird traditionell als „Vater“ der klassischen Sinfonie und des Streichquartetts betrachtet und war Neuerer beim Schreiben von Klaviersonaten und Klaviertrios. Haydns 1797 komponierte Kaiserhymne Gott erhalte Franz, den Kaiser wurde später als Melodie des Deutschlandliedes zur deutschen Nationalhymne. Die Haydngasse im 6. Bezirk Mariahilf ist ebenfalls nach ihm benannt.
- Jupiterweg (Hütteldorf, Siedlung „Wolfersberg“), 1923 benannt nach dem Jupiter, dem mit einem Äquatordurchmesser von 142.800 Kilometern größten Planeten des Sonnensystems. Der Name „Jupiter“ geht auf das proto-indoeuropäische *dyeu ph2ter zurück, was „Gott-Vater“ bedeutet.[42] Weg in der Siedlung „Wolfersberg“, in der Wege nach allen Planeten des Sonnensystems sowie nach Sonne, Mond, Kometen und Sirius benannt sind.

## K
- Kaltenbäckgasse (Baumgarten), 1907 benannt nach dem Archivar und Historiker Johann Paul Kaltenbaeck (1804–1861); er war Mitarbeiter in Joseph von Hormayrs Archiv für Geschichte, Statistik, Literatur und Kunst, 1835–1837 dessen Leiter. (Siehe auch die Hormayrgasse im 17. Bezirk Hernals.) Von 1846 bis 1857 war er Archivar am Haus-, Hof- und Staatsarchiv.[43]
- Kampfstraße (Hadersdorf, Siedlung Augustinerwald), Benennungsdatum unbekannt. Im April 1945 unternahmen an dieser Stelle Soldaten der deutschen Wehrmacht den sinnlosen Versuch, die vordringende Sowjetarmee aufzuhalten.
- Karl-Bekehrty-Straße (Hadersdorf), benannt (Datum unbekannt) nach Karl Bekehrty (1822–1882), Haus- und Grundbesitzer in Hadersdorf; er förderte soziale Einrichtungen in der Gemeinde.
- Karlingergasse (Penzing), 1930 benannt nach Leopold Karlinger (1846–1928), Bezirksvorsteher von Hietzing (1906–1913, Christlichsoziale Partei); Penzing gehörte bis 1938 zu Hietzing.
- Karl-Leeder-Gasse (Auhof), 1960 benannt nach Karl Leeder (1879–1949), Obmann des Kleingartenvereines „Bierhäuselberg“.
- Karl-Toldt-Weg (Baumgarten, Hütteldorf), 1932 benannt nach dem Anatomen Carl Toldt (1840–1920), Professor für Anatomie an der Universität Wien, 1897–1898 deren Rektor. 1903 veröffentlichte er seinen Anatomischen Atlas für Studierende und Ärzte, 1905 wurde er Mitglied des Herrenhauses. Im Historikerbericht Straßennamen Wiens seit 1860 als „Politische Erinnerungsorte“ aus dem Jahr 2013 ist die Straße Gruppe C (demokratiepolitisch relevante biographische Lücken) zugeordnet.[1]
- Karl-von-Böhmerle-Gasse (Hadersdorf), benannt (Datum unbekannt) in falscher Schreibweise nach dem Forstwissenschaftler Karl Böhmerle (1851–1917), Adjunkt an der k.k. Forstakademie Mariabrunn (ab 1882), Forstrat (ab 1905). Das Adelsprädikat „von“ im Straßennamen ist ein Irrtum. Siehe auch Forstschulstraße.
- Käthe-Dorsch-Gasse (Baumgarten), 1962 benannt nach der deutschen Schauspielerin Käthe Dorsch (1890–1957); sie kam 1927 nach Wien und spielte zunächst am Volkstheater, von 1939 bis zu ihrem Tod am Burgtheater. Von 1913 bis 1955 spielte sie auch in zahlreichen Filmen.
- Käthe-Jonas-Weg (Hütteldorf), 2002 benannt nach Käthe Jonas (1904–1999), Gemeinderätin (1946–1954, SPÖ).
- Kefergasse (Baumgarten), 1894 benannt nach dem Geistlichen Josef Kefer (1780–1827), Pfarrer von Baumgarten. Die Gasse hieß vorher Pfarrhofgasse.
- Keilstraße (Hadersdorf), benannt (Datum unbekannt) in falscher Schreibweise nach Heinrich Kail (1836–1908), Pfarrer von Weidlingau (1895–1901).
- Keisslergasse (Hütteldorf; bis 1999: Keißlergasse), 1894 benannt nach dem Eisenbahntechniker Karl von Keissler (1808–1879); er wirkte zunächst am Bau der Wien-Gloggnitzer Bahn mit (1836–1841). Ab 1842 war er für die k.k. Südliche Staatsbahn tätig, wo er bei der Planung und beim Bau mehrerer Bahnstrecken in leitender Funktion mitwirkte. 1855 wurde er Betriebsdirektor der Kaiserin Elisabeth-Bahn, 1873 deren Generaldirektor. 1863 wurde er zu Ritter von Keissler nobilitiert.[44] Die Gasse hieß vorher Alleegasse.
- Kendlerstraße (Breitensee), benannt (Datum unbekannt) nach Karl von Kendler (1787–1859), Besitzer eines Schlosses in Breitensee.
- Kerbelgasse (Hütteldorf, Siedlung „Kordon“), 1953 benannt nach der Gewürzpflanze Kerbel.
- Kienmayergasse (Breitensee), 1894 benannt nach Johann Michael Baron von Kienmayer (1694–1782), Besitzer einer Baumwollspinnerei am Rennweg in der Vorstadt Landstraße, wo er 1743 ein Waisenhaus gründete; 1754 wurde er in den Adelsstand erhoben. Kienmayer war von 1740 bis 1742 Besitzer der Herrschaft Breitensee. Die Gasse hieß vorher Kirchengasse.
- Kiesgasse (Breitensee), 1929 benannt nach dem Brauergesellen Jakob Kies (1821–1848); er kam als Teilnehmer der Märzrevolution 1848 ums Leben. Die Gasse hieß 1929–1948 in falscher Schreibweise Kissgasse; dies wurde 1948 korrigiert. Siehe auch Achtundvierzigerplatz und Märzstraße.
- Kinkplatz (Baumgarten), 1934 benannt nach dem Techniker und Industriellen Martin Ritter von Kink (1800–1877), Landesbaudirektor in Innsbruck (1848–1853), Oberbaurat und Landesbaudirektor bei der steiermärkischen Statthalterei (1853–1869). Als Besitzer der Kufsteiner Zementfabrik führte er große Lieferungen zum Bau der I. Wiener Hochquellenwasserleitung und des Wiener Rathauses durch. Als Bautechniker machte sich Kink besonders um das Wasserbauwesen verdient; unter anderem wirkte er bei der Wiener Donauregulierung und der Rheinregulierung mit. Ein Teil des Platzes hieß davor Ernst-Bergmann-Gasse.
- Klaghofergasse (Breitensee), 2013 benannt nach dem Unternehmer Rudolf Klaghofer (1935–2011); er gründete 1964 ein Transportunternehmen, 1975 übernahm er die Hietzinger Sandwerke. In der Folge baute er als Familienbetrieb zusätzlich zum Transportunternehmen einen Baustoffhandel auf.[45] Der Firmensitz befindet sich nahe der Klaghofergasse der in der Braillegasse 5 in Penzing.
- Kleibersteig (Hütteldorf), 1883 benannt nach dem Kapellmeister Karl Kleiber (1838–1902); er wirkte in Wien als Theaterkapellmeister und komponierte volkstümliche Singspiele und Lieder.[46] (Kein Bezug zu den Dirigenten Erich Kleiber und Carlos Kleiber.)
- Klinkowströmgasse (Baumgarten), 1912 benannt nach der Familie Klinkowström. Friedrich August von Klinkowström (1778–1835) war Pädagoge, Maler und Schriftsteller. Er kam 1811 von Deutschland nach Wien und eröffnete 1818 eine Erziehungsanstalt für adelige Knaben, das Klinkowströmsche Institut, dem er bis 1834 vorstand.[47] Er hatte eine Tochter und fünf Söhne. Sein Sohn Joseph von Klinkowström (1813–1876) war bekannter Prediger, Jesuit und katholischer Missionar.[48] Max von Klinkowström (1819–1896) war ebenfalls Jesuit und Prediger. Seine ungewöhnliche Rednergabe machte ihn, wie seinen Bruder Joseph, zu einem der bedeutendsten Kanzelredner seiner Zeit.[49] Alphons von Klinkowström (1818–1891) war Beamter im Staatsdienst und betätigte sich auch als Historiker.[50] Klemens von Klinkowström (1815–1887) war Archivar im Haus-, Hof- und Staatsarchiv (1849–1880).[51]
- Knödelhüttenstraße (Hadersdorf, Hütteldorf, Kleingartenanlage „Knödelhütte“), benannt (Datum unbekannt) nach der von der Familie Scheuer geführten ehemaligen Gastwirtschaft „Zur Knödelhütte“ (auch „Alte Knödelhütte“). Das Gasthaus am Nordhang des Wolfersbergs war aus einer 1758 errichteten Holzhackerhütte entstanden; es wurde 1980 geschlossen.[52]
- Kohlesgasse (Breitensee), 1929 benannt nach dem Nagelschmied Johann Kohles (1814–1848); er kam als Teilnehmer der Märzrevolution 1848 ums Leben. Die Gasse hieß 1929–1948 in falscher Schreibweise Korleßgasse; 1948 wurde dies korrigiert. Siehe auch Achtundvierzigerplatz und Märzstraße.
- Kolbetergasse (Hadersdorf), 1941 benannt nach dem 424 m hohen Kolbeterberg in Hadersdorf. Siehe auch Kolbetersteg.
- Kolbetersteig (Hadersdorf), benannt (nicht amtlich) wohl nach dem 424 m hohen Kolbeterberg in Hadersdorf. Siehe auch Kolbetergasse.
- Kolonieweg (Auhof, Kleingartenanlage „Bierhäuselberg“), benannt (Datum unbekannt) nach der Siedlerkolonie am Bierhäuselberg.
- Kometengasse (Hütteldorf, Siedlung „Wolfersberg“), 1923 benannt nach den Kometen oder Schweifsternen. Das Wort Komet stammt von griechisch kométes (Haarstern), dies wiederum abgeleitet von kómē (Haupthaar). Weg in der Siedlung „Wolfersberg“, in der Wege auch nach allen Planeten des Sonnensystems sowie nach Sonne, Mond und Sirius benannt sind.
- Koniczekweg (Breitensee), 1929 benannt nach dem Studenten Karl Koniczek (1830–1848); er kam als Teilnehmer der Märzrevolution 1848 ums Leben. Der Weg hieß 1929–1948 in falscher Schreibweise Konitscherweg; dies wurde 1948 korrigiert. Siehe auch Achtundvierzigerplatz und Märzstraße.
- Königswiesengasse (Hadersdorf), 1956 benannt nach einem historischen Flurnamen. Weg in den Siedlungen „Jägerwald“ und „Knödelhütte“.
- Köppelweg (Breitensee), 1929 benannt nach dem Drechslergehilfen Alois Köppel (1818–1848); er kam als Teilnehmer der Märzrevolution 1848 ums Leben. Siehe auch Achtundvierzigerplatz und Märzstraße.
- Korngoldgasse (Hadersdorf), 1955, benannt nach dem Musikkritiker, Pianisten und Anwalt Julius Korngold (1860–1945); von 1902 bis 1934 gehörte er der Redaktion der Neuen Freien Presse an, zuerst als Redakteur des Feuilletons, ab 1904 als Musikreferent. Seit 2019 gilt die Straßenbenennung auch für seinen Sohn, den Komponisten Erich Wolfgang Korngold (1897–1957).
- Krafft-Ebing-Gasse (Hütteldorf), 1920 benannt nach dem Psychiater und Rechtsmediziner Richard von Krafft-Ebing (1840–1902); sein bekanntestes Werk ist die Psychopathia sexualis (1886), die durch zahlreiche, ständig erweiterte Neuauflagen zum Standardlehrbuch der „Sexualpathologie“ (heute: Sexualwissenschaft) des 19. Jahrhunderts wurde. Heute bekannte Fachausdrücke wie „Sadismus“ oder „Masochismus“ wurden von Krafft-Ebing geschaffen.
- Kraßniggasse (Hütteldorf), 1960 benannt nach dem Schriftsteller Rudolf Kraßnig (1861–1909); der wenig bekannte Autor schrieb einige Humoresken aus dem Ehe- und Soldatenleben.
- Kuefsteingasse (Breitensee), 1894 benannt nach Johann Ferdinand Graf von Kuefstein (1686–1755), Statthalter von Niederösterreich; er erwarb um 1700 die Herrschaft Breitensee. Die Gasse hieß vorher Antonsgasse.
- Kunersdorfgasse (Hadersdorf), 1962 benannt zur Erinnerung an die Schlacht bei Kunersdorf (1759), in der im Rahmen des Siebenjährigen Krieges österreichische und russische Truppen die preußische Armee unter Friedrich II. schlugen. Oberbefehlshaber auf österreichischer Seite war Gideon Ernst von Laudon; siehe die Laudongasse im 8. Bezirk Josefstadt. Die Gasse war vorher Teil der Postgasse.

## L

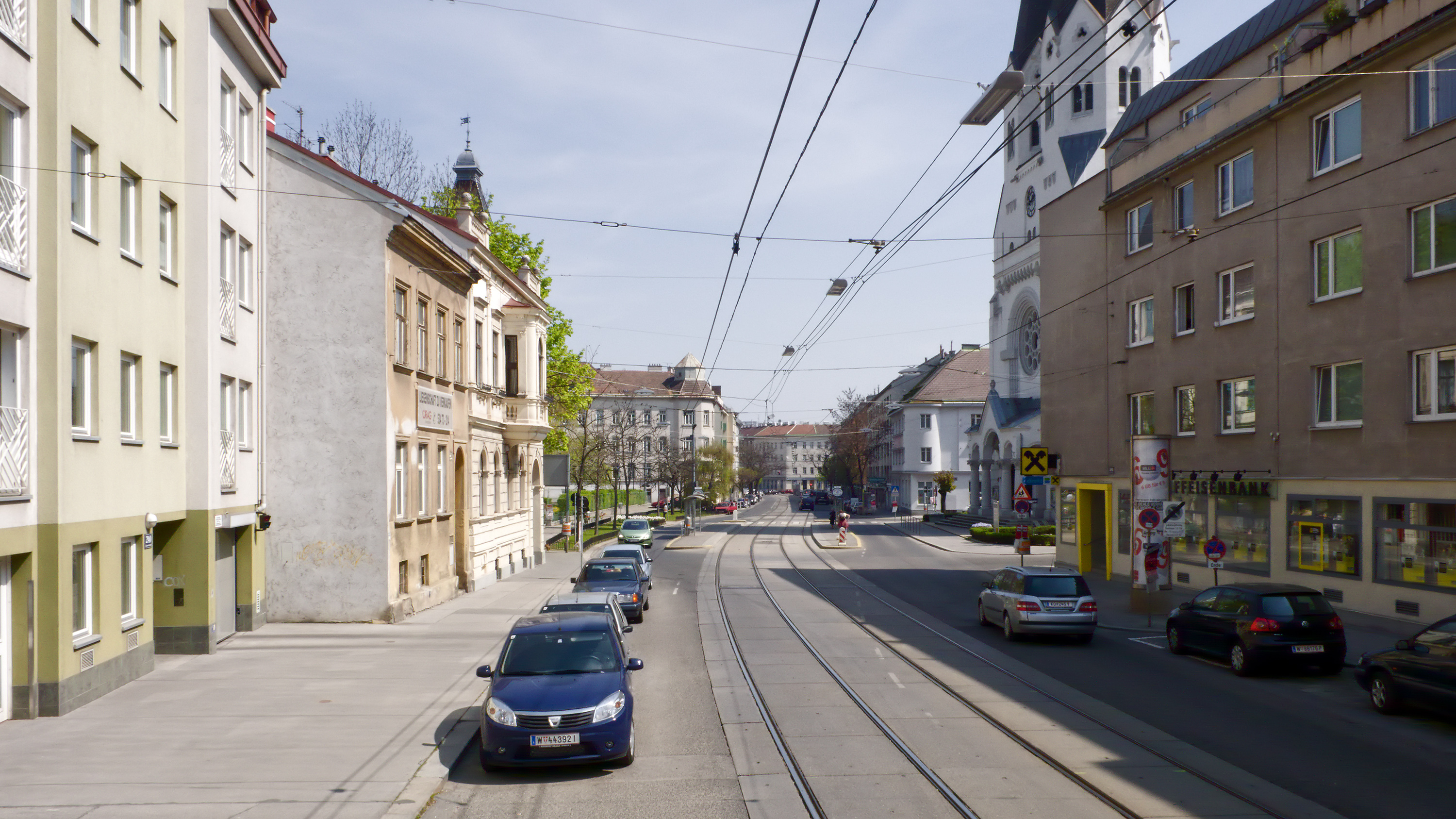
Die Linzer Straße (Blickrichtung stadteinwärts) beim Gruschaplatz in Baumgarten mit der Baumgartner Pfarrkirche

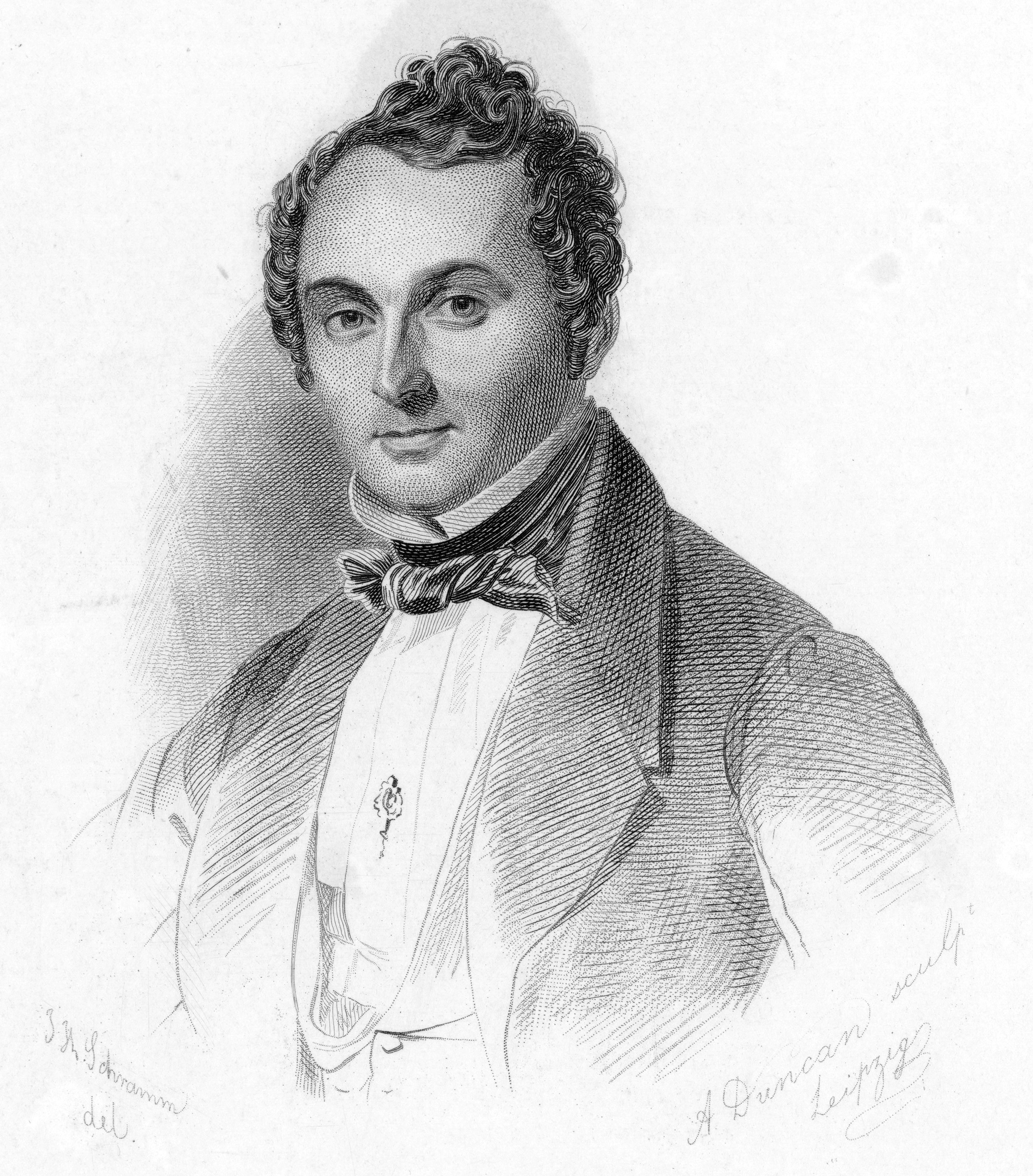
Albert Lortzing um 1830

- Labersteig (Breitensee), 1930 benannt nach dem Tagelöhner Ignaz Laber (1821–1848); er kam als Teilnehmer der Märzrevolution 1848 ums Leben. Siehe auch Achtundvierzigerplatz und Märzstraße.
- Langwiesgasse (Hadersdorf), 1956 benannt nach einem Flurnamen. Weg in den Siedlungen „Jägerwald“ und „Knödelhütte“.
- Laskywiesengasse (Hadersdorf, Siedlung „Hinterhainbach“), 1970 benannt nach dem Wiesengrund Laskywiese; ihr Name bezieht sich auf einen Siedlervereinsfunktionär.
- Laurentiusplatz (Breitensee), 1912 benannt nach der 1895–1898 erbauten Pfarrkirche Breitensee, die dem heiligen Laurentius geweiht ist. Laurentius von Rom († 258) war römischer Diakon zur Zeit des Papstes Sixtus II. und starb als christlicher Märtyrer, weshalb er als Heiliger geführt wird. Der Platz war ursprünglich Teil der Neubeckgasse und hieß 1894–1912 Kirchenplatz. Den Namen Laurentiusplatz trug 1894–1912 der heutige Schützplatz, der bis 1894 Kirchenplatz geheißen hatte.
- Lautensackgasse (Baumgarten), 1893 benannt nach dem Maler, Kupferstecher und Radierer Hans Sebald Lautensack (um 1520 – um 1565); in Bamberg geboren, kam er 1554 nach Wien. Er wurde beauftragt, die Münzsammlung des Kaisers Ferdinand I. grafisch zu reproduzieren und erhielt dafür den Titel Römisch kaiserlicher Majestät Antiquitäten Abconterfetter. Weiters schuf er zahlreiche Porträts, Landschaften und Stadtansichten, unter anderem 1558 eine Ansicht von Wien mit allegorischer Darstellung der Belagerung durch die Türken 1529.[53][54]
- Lebereckstraße (Hadersdorf), 1963 benannt nach dem 395 m hohen Hügel Lebereck in Hadersdorf.
- Lebingergasse (Breitensee), 1929 benannt nach dem Tischlergesellen Michael Lebinger (1832–1848); er kam als Teilnehmer der Märzrevolution 1848 ums Leben. Siehe auch Achtundvierzigerplatz und Märzstraße.
- Leegasse (Penzing), 1905 benannt nach dem Seidenfabrikanten Josef Karl Lee (1838–1879), Gemeinderat in Penzing.
- Leifhelmgasse (Hütteldorf), 1954 benannt nach dem Beamten und Lyriker Hans Leifhelm (1891–1947), Berufsberater und Leiter des Arbeitsamtes in Graz (ab 1923), Berufsberater im Arbeitsamt Dortmund (ab 1930), Lektor für deutsche Sprache und Literatur an der Universität Padua (1939–42). Von 1934 bis 1938 war er als freier Schriftsteller tätig; seine Lyrik zeichnet sich durch tief empfundenes Naturgefühl und strenge Form aus. Leifhelm thematisierte in seinen Gedichten den Gegensatz von industrieller Arbeitswelt und Natur.
- Leischinggasse (Weidlingau), 1949 benannt nach dem Kunsthistoriker Eduard Leisching (1858–1938); er war ab 1909 Direktor des Museums für angewandte Kunst in Wien. Der Ausbau dieses Museums bildete einen bedeutenden Teil seines Lebenswerkes. Daneben widmete er sich dem Volksbildungswesen und gründete 1887 den Wiener Volksbildungsverein;[55] auf dieses Wirken geht unter anderem die Entstehung der „Urania“ zurück. Der Eduard-Leisching-Hof im 5. Bezirk Margareten ist ebenfalls nach ihm benannt. Die Gasse hieß vorher 1941–1949 An der Reichsschule.
- Lenneisgasse (Penzing), 1913 benannt nach Georg Lenneis (1821–1912), Hausbesitzer und Gemeinderat in Penzing.
- Leon-Askin-Platz (Hütteldorf), 2007 benannt nach dem Schauspieler und Regisseur Leon Askin (eigentlich Leo Aschkenasy, 1907–2005); er emigrierte 1938 und lebte von 1952 bis 1994 in Hollywood, wo er in zahlreichen Hollywoodfilmen spielte, u. a. im ersten Cinemascope-Film Das Gewand und in Billy Wilders Eins, zwei, drei.
- Leyserstraße (Breitensee), 1899 benannt nach Ulrich Leyser (Lebensdaten unbekannt); er zeichnete sich bei der Verteidigung Wiens im Rahmen der Ersten Türkenbelagerung 1529 durch besondere Tapferkeit aus.
- Libellenweg (Hütteldorf, Siedlung „Kordon“), 1953 benannt nach der Insektenart der Libellen.
- Lindheimgasse (Hütteldorf), 1975, benannt nach dem Industriellen Hermann Dietrich Lindheim (eigentlich Heymann David Levy, 1791–1860), Besitzer zahlreicher Unternehmen in Schlesien, Böhmen, Sachsen und Wien. Er ließ in den Jahren 1858–1860 die k.k. privilegierte Kaiserin-Elisabeth-Bahn (heute: Westbahn) erbauen. Neben der Strecke Wien–Salzburg waren darin gleichfalls die Bahnstrecke Wels–Passau (1861) und St. Valentin–Summerau–Budweis (1872) enthalten. Die Gasse führt entlang der Westbahn.
- Linzer Straße (Penzing, Baumgarten, Hütteldorf), 1894 benannt. Seit dem Mittelalter war die Linzer Straße die wichtigste Verkehrsader für die Post, die über diese Straße in den Westen Österreichs geliefert wurde, so auch nach Linz. Die Straße hieß früher in Penzing Poststraße bzw. Linzer Poststraße, in Baumgarten und Hütteldorf hieß sie Hauptstraße.
- Lorenz-Stein-Straße (Weidlingau), benannt (Datum unbekannt) nach dem Staatsrechtslehrer, Soziologen und Nationalökonomen Lorenz von Stein (1815–1890), Professor der Staatswissenschaften an der Universität Wien (1855–1885). Stein analysierte die Klassengesellschaft seiner Zeit und stellte ihr den Sozialstaat gegenüber. Er prägte den Begriff des Klassenkampfes, lehnte jedoch revolutionäres Vorgehen ab. Ein Einfluss seiner Ideen auf Karl Marx ist wahrscheinlich, aber nicht nachgewiesen.
- Lorenz-Weiß-Gasse (Hütteldorf), 1904 benannt nach Lorenz Weiß (1821–1887), Oberlehrer in Hütteldorf.
- Lortzinggasse (Penzing), 1903 benannt nach dem deutschen Komponisten, Librettisten, Schauspieler, Sänger und Dirigenten Albert Lortzing (1801–1851); er gilt als Hauptrepräsentant der deutschen Spieloper, einer deutschsprachigen Variante der Opéra comique. 1845–1847 wirkte Lortzing als Kapellmeister am Theater an der Wien. 1848 schrieb er in Wien für die Freiheitsbewegung (Märzrevolution) seine politische Oper „Regina“. Bekannt wurde er vor allem durch seine Opern „Zar und Zimmermann“, „Der Wildschütz“ und „Undine“.
- Lotte-Lenya-Platz (Breitensee), 2002 benannt nach der Schauspielerin Lotte Lenya (eigentlich Karoline Wilhelmine Charlotte Blamauer, 1898–1981); die in Wien-Penzing geborene Schauspielerin wirkte anfangs hauptsächlich in Deutschland u. a. bei der Uraufführung der „Dreigroschenoper“ von Bertolt Brecht. 1935 emigrierte sie mit ihrem Mann Kurt Weill in die USA und machte sich auch als Filmschauspielerin in Hollywood einen Namen.
- Loudonstraße (Hadersdorf), 1959 benannt nach dem Feldherrn Gideon Ernst von Laudon (1717–1790); er trat 1742 in österreichische Dienste und kämpfte im Siebenjährigen Krieg (1756–1763), im Bayerischen Erbfolgekrieg (1778–1779) und im 8. Österreichischen Türkenkrieg (1787–1792). 1759 schlug er in der Schlacht bei Kunersdorf die preußische Armee unter Friedrich II.; siehe die Kunersdorfgasse. 1776 erwarb er das Schloss Laudon in Hadersdorf, das er bis zu seinem Tod bewohnte. Die Laudongasse im 8. Bezirk Josefstadt ist ebenfalls nach ihm benannt. Die Straße in Hadersdorf hieß vorher uneinheitlich Laudonstraße und Loudonstraße.
- Ludwig-Eckardt-Gasse (Breitensee), 1930 benannt nach dem Schriftsteller Ludwig Eckardt (1827–1871); er musste wegen seiner Beteiligung an der Revolution 1848 Wien verlassen und arbeitete als Lehrer und Bibliothekar in Deutschland und in der Schweiz. Als Dichter schrieb er zahlreiche Dramen, weiters verfasste er Erläuterungen zu Werken der deutschen Literatur.
- Ludwiggasse (Weidlingau), 1907 benannt nach Hans Ludwig (Lebensdaten unbekannt), Gemeinderat und Vizebürgermeister von Hadersdorf-Weidlingau.
- Lützowgasse (Breitensee), 1894 benannt nach dem preußischen Generalmajor Ludwig Adolf Wilhelm von Lützow (1782–1834); er ist vor allem durch das nach ihm benannte Lützowsche Freikorps bekannt geworden, das gegen die Herrschaft Napoleon Bonapartes kämpfte. Dieses Freikorps bestand aus mehr als 3.000 vorwiegend nichtpreußischen Freiwilligen, vornehmlich Studenten und Akademiker. Ihm gehörten unter anderem Persönlichkeiten wie Theodor Körner, Friedrich Ludwig Jahn, Friedrich Friesen, Friedrich Wilhelm August Fröbel und Joseph Freiherr von Eichendorff an. Die Gasse hieß vorher in Penzing Jakobsgasse bzw. St.-Jakobsgasse.

## M
- Marcusgasse (Penzing), 1925 benannt nach dem Mechaniker und Erfinder Siegfried Marcus (1831–1898); er eröffnete 1856 ein Labor, das er Telegraphenbauanstalt nannte, und baute Geräte für das graphische Gewerbe, Telegraphenapparate, elektrische Zünder für militärische und zivile Zwecke, elektrische Beleuchtungskörper, Gas-, Alkohol- und Benzinlampen und dergleichen. Mit der Erzeugung dieser Geräte und dem Verkauf seiner zahlreichen Patente bestritt er seinen Lebensunterhalt. Bekannt wurde Marcus, weil ihm lange Zeit irrtümlich die Erfindung des Automobils zugeschrieben wurde. Siehe auch den Karl-Benz-Weg im 21. Bezirk Floridsdorf. Die Gasse hieß vor 1925 Am Ameisbach und 1938–1947 Meriangasse.
- Mariabrunner Straße (Auhof, Weidlingau), benannt (Datum unbekannt) nach dem Wallfahrtsort Mariabrunn. Der Name der Wallfahrtskirche, wie auch der umliegenden Gegend Mariabrunn, stammt aus einer Sage rund um die ungarische Königin Gisela; siehe auch Giselagasse .
- Mariahilfer Straße (Penzing), 1897 benannt nach der ehemals selbstständigen Gemeinde Mariahilf. Der Name Mariahilf ist auf eine Kopie des Gnadenbildes Mariahilf von Lucas Cranach dem Älteren zurückzuführen, das sich in einer Kapelle des 1660 von den Barnabiten in dieser Gegend errichteten Friedhofes befand. Dieses Bild befindet sich heute in der Mariahilfer Kirche. Die Straße hieß in Penzing ursprünglich Penzinger Poststraße und danach Schönbrunner Straße. Seit der Auer-Welsbach-Park 1992 vom 14. zum 15. Bezirk gelangte, gehören nur mehr die Fahrbahn beim und das Areal des Technischen Museums nördlich davon zum 14. Bezirk.
- Marnogasse (Breitensee), 1894 benannt nach dem Afrikaforscher Ernst Marno (1844–1883); er unternahm zahlreiche Forschungsreisen und Expeditionen, vor allem in den Sudan. 1879, im Jahr, als der Wiener Rudolf Slatin in die Verwaltung des Sudans berufen wurde, ließ er sich im Sudan nieder und wurde Kolonialbeamter in Khartum, wo er 1883 verstarb. Siehe auch die Slatingasse im 13. Bezirk Hietzing. Die Gasse hieß vorher Parkgasse.
- Maroltingergasse (Breitensee), 1891 benannt nach den Bürgern Michael und Andreas Maroltinger (1524 nachgewiesen), weil sie Besitzer des Ottakringer Freihofes, der zeitweise auch Maroltingerhof genannt wurde, gewesen sein sollen. 1985 wurde dies als Irrtum erkannt; die Familie Maroltinger lebte nicht in Ottakring.
- Marsweg (Hütteldorf, Siedlung „Wolfersberg“), 1923 benannt nach dem Planeten Mars, dem äußeren Nachbarn der Erde im Sonnensystem. Der Mars zählt zu den erdähnlichen (terrestrischen) Planeten und ist nach dem römischen Kriegsgott Mars benannt. Weg in der Siedlung „Wolfersberg“, in der Wege nach allen Planeten des Sonnensystems sowie nach Sonne, Mond, Kometen und Sirius benannt sind.
- Märzstraße (Penzing), 1899 benannt zur Erinnerung an die Opfer der Märzrevolution 1848. Die Märzstraße setzt sich im 15. Bezirk, Rudolfsheim-Fünfhaus, fort. 35 Tote der Revolution wurden dort auf dem damaligen Schmelzer Friedhof beerdigt; der Friedhof war selbst zum Kampfplatz zwischen Mobilgardisten und kaiserlichen Truppen geworden. Der Schmelzer Friedhof, der Ecke Pelzgasse unmittelbar an die Märzstraße grenzte, wurde ab 1874 nicht mehr belegt und 1928 teilweise in den Märzpark umgewandelt, der ebenfalls nach der Märzrevolution benannt ist. Die Gebeine waren zuvor im Jahr 1888 auf den Zentralfriedhof überführt worden. Siehe auch Achtundvierzigerplatz.
- Mastnygasse (Hadersdorf), 1989 benannt nach dem Handelsangestellten Friedrich Mastny (1921–1943), Leiter des Kommunistischen Jugendverbandes (ab 1938). In dieser Funktion war er auch bei der Herausgabe und Verbreitung der illegalen Zeitungen Die rote Jugend und Der Soldatenrat tätig. Er gehörte zu einer Widerstandsgruppe, die verschiedene Brand- und Sabotageanschläge gegen Einrichtungen des NS-Regimes plante und auch durchführte. Mastny wurde 1942 verhaftet und 1943 im Wiener Landesgericht hingerichtet.[56]
- Matthias-Schönerer-Gasse (Breitensee), 1938 benannt nach dem Eisenbahntechniker Mathias von Schönerer (1807–1881); er war Bauleiter der Pferdeeisenbahn Budweis–Linz–Gmunden (1829–1832), der ersten Eisenbahnstrecke auf dem europäischen Festland. Danach war Schönerer für den Bau der Südbahn von Wien bis Gloggnitz zuständig (1838–1842) und erbaute dabei 1841 den ersten österreichischen Eisenbahntunnel (156 m) bei Gumpoldskirchen. Die Gasse hieß vorher ab 1890 Schönerergasse, musste 1938 aber von der nach dem Hitler-Vorbild Schönerer umbenannten Heinestraße im 2. Bezirk unterscheidbar gemacht werden.
- Matzingerstraße (Breitensee), 1875 benannt nach dem Beamten Franz von Matzinger (1817–1896); als Leiter des 1858 gegründeten Stadterweiterungsfonds war er mit der baulichen Erweiterung der Stadt Wien betraut. Während seiner Amtszeit entstand ein Großteil der Ringstraßenzone. Matzinger war Mitglied aller Baukomitees für öffentliche Bauten und Präsident des Hofbau-Comités (1883–1992). Sein letztes Werk war die Regulierung des Franz-Josefs-Kais am Donaukanal.[57]
- Matznergasse (Penzing), 1899 benannt nach dem Juristen Josef Matzner (1822–1907), Landesgerichtsrat, Bezirksrichter von Hietzing. Der Matzner-Park ist ebenfalls nach ihm benannt.
- Mauerbachstraße (Hadersdorf), benannt (Datum unbekannt) nach der Ortschaft Mauerbach, einer nordwestlichen Nachbargemeinde Wiens, die sich um die Kartause Mauerbach (gestiftet 1314) entwickelt hat.
- Max-Reinhardt-Gasse (Penzing), 1949 benannt nach dem Theaterregisseur, Intendanten und Theatergründer Max Reinhardt (eigentlich: Maximilian Goldmann, 1873–1943); er war ein viel beschäftigter und beachteter Regisseur und Theaterleiter. 1920 begründete er in Zusammenarbeit mit Hugo von Hofmannsthal, Richard Strauss, Alfred Roller und dem Wiener Hofoperndirektor Franz Schalk die Salzburger Festspiele. Von 1924 bis 1933 leitete er das Theater in der Josefstadt. 1929 gründete er eine Schule für Schauspiel und Schauspielregie, das nach ihm benannte Max-Reinhardt-Seminar an der zur Gasse parallelen Penzinger Straße. Die Gasse hieß vorher 1940–1949 Josef-Reiter-Gasse.
- Meiselstraße (Penzing), 1892 benannt nach dem Beamten Johann Meisel (1821–1890), Kanzleidirektor, Ehrenbürger von Rudolfsheim. Der Meiselmarkt ist ebenfalls nach ihm benannt. Die Straße hieß ursprünglich Obere Märzstraße; sie zweigt beim Kardinal-Rauscher-Platz von der Märzstraße ab und führt einen Häuserblock weiter nördlich parallel zu dieser nach Westen.
- Merkurweg (Hütteldorf, Siedlung „Wolfersberg“), 1923 nach dem Planeten Merkur, dem sonnennächsten und somit auch schnellsten Planeten im Sonnensystem. Im antiken Griechenland bezog man den Planeten auf den Gott und Götterboten Hermes, der in römischer Zeit zu Mercurius wurde. Weg in der Siedlung „Wolfersberg“, in der Wege nach allen Planeten des Sonnensystems sowie nach Sonne, Mond, Kometen und Sirius benannt sind.
- Minorgasse (Baumgarten, Hütteldorf), 1930 benannt nach dem Literaturwissenschaftler Jakob Minor (1855–1912), Universitätsprofessor in Mailand und Prag, ab 1888 Ordinarius für deutsche Sprache und Literatur an der Universität Wien. 1908 veröffentlichte er sämtliche Werke von Ferdinand von Saar in zwölf Bänden.
- Missindorfstraße (Penzing), 1894 benannt nach Hans Missindorf († 1428); er erwarb 1415 die Herrschaft Breitensee. Ihm folgten 1423 Stefan Missindorf und 1445 Wolfgang Missindorf, der 1462 den Besitz an Erasmus Feuchtner verkaufte. Das Rittergeschlecht Missindorf stammte aus Missingdorf, heute eine Katastralgemeinde von Sigmundsherberg in Niederösterreich. Die Straße hieß vorher Breitenseer Straße, weil sie Penzing mit dem nördlich angrenzenden Breitensee verbindet.
- Missongasse (Hadersdorf), 1956 benannt nach dem Priester und Mundartdichter Joseph Misson (1803–1875); 1850 erschienen die ersten acht Gesänge seines Hauptwerkes Da Naz, a niederösterreichischer Bauernbui geht in'd Fremd. Es handelt sich um ein Versepos in Hexametern, das in der Mundart des Dichters verfasst wurde. Das Werk zeichnet sich durch Herzenswärme, schöne Naturschilderungen, durch volkstümliche Frömmigkeit, Darstellung des bäuerlichen Alltags, aber auch Humor aus und stellt einen Höhepunkt österreichischer Mundartdichtung dar.
- Mitisgasse (Breitensee, Penzing), 1896 benannt nach dem Techniker und Chemiker Ignaz Edler von Mitis (1771–1842); er leitete alle Fabriken und Bergwerke Graf Theodor Batthyánys in Ungarn, Steiermark und Kärnten. 1823 gründete er eine Aktiengesellschaft zur Errichtung der ersten Kettenbrücke in Wien, der Sophienbrücke über den Donaukanal, und war auch an der Bauleitung beteiligt. 1828 baute er nach eigenen Plänen eine zweite Kettenbrücke über den Donaukanal, den Karlskettensteg. 1829 beteiligte sich Mitis an der Pferdeeisenbahn Budweis–Linz–Gmunden, der ersten Eisenbahn am europäischen Kontinent.
- Mittelsteig (Hütteldorf, Kleingartenanlage „Satzberg–Rosenhang“), nicht amtliche Bezeichnung.
- Mittelstraße (Hadersdorf, Siedlung „Eden“), nicht amtliche Bezeichnung; der Weg verläuft in der Mitte der Siedlung „Eden“.
- Mittlere Straße (Hadersdorf, Siedlung Augustinerwald), der Weg verläuft in der Mitte der Siedlung Augustinerwald.
- Molischgasse (Hütteldorf, Baumgarten, Wohnhausanlage Hugo Breitner Hof), 1952 benannt nach dem Botaniker Hans Molisch (1856–1937); er unternahm eine zweijährige botanische Forschungsreise um die Erde und lehrte dann an Universitäten in Graz, Prag, Wien, Japan und Indien. Die Molisch-Probe, ein allgemeiner Kohlenhydratnachweis, ist nach ihm benannt. Im Historikerbericht Straßennamen Wiens seit 1860 als „Politische Erinnerungsorte“ aus dem Jahr 2013 ist die Straße Gruppe C (demokratiepolitisch relevante biographische Lücken) zugeordnet.[1]
- Mondweg (Hütteldorf, Siedlung „Wolfersberg“), 1923 nach dem Mond, dem einzigen natürlichen Satelliten der Erde und der einzige fremde Himmelskörper, der bisher von Menschen betreten wurde. Das Wort Mond stammt von indogermanisch mê, mêd („schreiten“, in der Bedeutung „Wanderer“). Weg in der Siedlung „Wolfersberg“, in der Wege nach allen Planeten des Sonnensystems sowie auch nach Sonne, Kometen und Sirius benannt sind.
- Montleartstraße (Breitensee), 1889 benannt nach Fürstin Wilhelmine Montléart-Sachsen-Curland (1820–1895), Eigentümerin von Schloss Wilhelminenberg; 1888 spendete sie 150.000 Gulden zum Bau des Wilhelminenspitals. Dieses Krankenhaus ist ebenso nach ihr benannt wie der Wilhelminenberg, die Wilhelminenstraße in Ottakring und die Curlandgasse in Hernals. Nach ihrer Erzieherin sind der Paulinensteig und die Effingergasse in Ottakring und die Paulinengasse in Währing benannt, nach ihrer Schwiegermutter die Savoyenstraße in Hernals.
- Mooswiesengasse (Weidlingau), 1966 benannt nach einem Flurnamen. Die Gasse hieß vorher Steinbruchgasse.
- Moschingergasse (Hadersdorf), 1956 benannt nach der alteingesessenen Familie Moschinger, die bereits 1700 urkundlich erwähnt wurde. Weg in den Siedlungen „Jägerwald“ und „Knödelhütte“.
- Moßbachergasse (Breitensee, Penzing), 1896 benannt nach Georg Moßbacher (1804–1855), dem letzten Ortsrichter von Unter-Baumgarten (1848–1850).
- Mühlbergstraße (Weidlingau), 1919 benannt nach dem 311 m hohen, bewaldeten Mühlberg in Weidlingau, der zwischen dieser Straße und der Hauptstraße (B1) liegt.
- Müller-Guttenbrunn-Straße (Baumgarten), 1935 benannt nach dem Theaterdirektor und Schriftsteller Adam Müller-Guttenbrunn (eigentlich Adam Müller, 1852–1923), Direktor des Raimundtheaters (1893–1896) und des Kaiserjubiläums-Stadttheaters (1898–1903). Nach seiner Frühpensionierung widmete er sich der Schriftstellerei; er schrieb vor allem Heimatromane, meist aus dem Umfeld der Donauschwaben. Im Historikerbericht Straßennamen Wiens seit 1860 als „Politische Erinnerungsorte“ aus dem Jahr 2013 ist die Straße Gruppe A (intensiver Diskussionsbedarf) zugeordnet.[1]
- Musikzugplatz (Hütteldorf, Siedlung „Wolfersberg“), 2009 benannt nach dem Musikzug Wolfersberg der Pfarre St. Josef am Wolfersberg. Die Musikgruppe wurde 1960 von Kaplan Emmerich Kléner gegründet; sie umfasst heute rund 30 aktive und 60 unterstützende Mitglieder. Wegen der wöchentlich stattfindenden Proben und der regelmäßigen Auftritte bei diesem Platz (Kreuzung Erdenweg und Mondweg) hat sich bei vielen Wolfersbergern die Bezeichnung Musikzugplatzl eingebürgert, die 2009 amtlich wurde.[58]
- Muthsamgasse (Breitensee), 1906 benannt nach dem Geistlichen Franz Xaver Muthsam (1716–1801), Pfarrer von Hütteldorf (1784–1801); er betätigte sich auch als Botaniker und galt als Wohltäter.
- Myrbachgasse (Hadersdorf), 1965 benannt nach dem Maler, Grafiker und Illustrator Felician Freiherr Myrbach von Rheinfeld (1853–1940), Professor an der k.k. Kunstgewerbeschule (ab 1897), 1899–1905 deren Direktor. Danach lebte er in Paris (1905–1914), Barcelona (1914–1915 und 1922–1938) und Algorta (1917–1922). Myrbach gehörte zu den Gründungsmitgliedern der Wiener Secession und schuf u. a. Mosaike für die Beethoven-Ausstellung (1902).[59]

## N

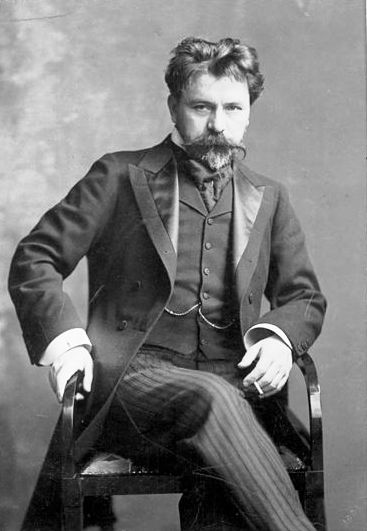
Arthur Nikisch

- Nachtigallenweg (Hütteldorf, Siedlung „Kordon“), 1953 nach dem Singvogel Nachtigall aus der Ordnung der Sperlingsvögel.
- Nelkenweg (Auhof), nicht amtlich benannt nach der Pflanzengattung Nelken.
- Neptunweg (Hütteldorf, Siedlung „Wolfersberg“), 1923 benannt nach dem 1846 entdeckten Neptun, dem viertgrößten Planeten im Sonnensystem. Der Name bezieht sich auf den römischen Gott Neptunus, der dem griechischen Meeresgott Poseidon entspricht. Weg in der Siedlung „Wolfersberg“, in der Wege nach allen Planeten des Sonnensystems sowie auch nach Sonne, Mond, Kometen und Sirius benannt sind.
- Nestroygasse (Hadersdorf), 1872 benannt nach dem Schauspieler, Sänger, Dramatiker und Satiriker Johann Nestroy (1801–1862); sein Werk ist der literarische Höhepunkt des Alt-Wiener Volkstheaters. Er begann seine Karriere als Opernsänger und wirkte dann als populärer Volksschauspieler. Als Dichter hatte er besondere Erfolge mit den Stücken „Lumpazivagabundus“ (1833), „Zu ebener Erde und erster Stock“ (1835), „Der Talisman“ (1840) und „Einen Jux will er sich machen“ (1842). Die Nestroygasse und der Nestroyplatz im 2. Bezirk Leopoldstadt sind ebenfalls nach ihm benannt.
- Neubeckgasse (Penzing), 1912 benannt nach dem Geistlichen Johann Caspar Neubeck (auch Neuböck, 1545–1594), Bischof von Wien (ab 1574). Durch Unterstützung der Jesuiten, Gründung des Königsklosters für die Klarissen, und durch Pfarrvisitationen konnte er einen Aufschwung des katholischen religiösen Lebens in Wien erreichen.
- Neuwiesgasse (Hadersdorf), 1956 benannt nach einem Flurnamen. Weg in den Siedlungen „Jägerwald“ und „Knödelhütte“.
- Niederpointenstraße (Hütteldorf), 1910 benannt nach einem Flurnamen. Point (auch Peunt) bezeichnete ein eingezäuntes Grundstück ohne Flurzwang.
- Nikischgasse (Hütteldorf, Baumgarten, Wohnhausanlage Hugo Breitner Hof), 1952 benannt nach dem ungarischen Dirigenten Arthur Nikisch (1855–1922). Nach Tätigkeiten als Chefdirigent des Boston Symphony Orchestra und Direktor der Königlichen Ungarischen Oper wurde er im Jahr 1895 Kapellmeister des Gewandhausorchesters Leipzig. Im selben Jahr wurde er auch zum Chefdirigenten der Berliner Philharmoniker berufen. Nikisch galt als hervorragender Interpret der Werke Anton Bruckners und Pjotr Iljitsch Tschaikowskis.
- Nikolaus-Pytty-Gasse (Hadersdorf), 1956 benannt nach dem Waldmeister (Forstmeister) Nikolaus Pytty (auch Pitti, † 1558); er war 1533–1551 Inhaber des Schlosses Hadersdorf, der Herrschaft Hadersdorf und des landesfürstlichen Waldamtes. Siehe auch Georg-Freißleben-Gasse, Heinrich-Kneissl-Gasse, Jakob-Puggl-Weg und Joachim-Schettl-Gasse. Weg in den Siedlungen „Jägerwald“ und „Knödelhütte“.
- Nisselgasse (Penzing), 1894 benannt nach dem Schriftsteller Franz Nissel (1831–1893); er verfasste Lustspiele und Volksstücke, die zu seiner Zeit populär waren. Sein Volksstück „Ein Wohltäter“ stand von 1856 bis 1873 am Spielplan des Burgtheaters. Andere Stücke waren weniger erfolgreich, und nach seinem Tod geriet er weitgehend in Vergessenheit.[60] Die Gasse hieß ursprünglich Kirchengasse und dann bis 1894 Hietzinger Gasse.
- Nobilegasse (Penzing), 1894 benannt nach dem Architekten Peter von Nobile (1774–1854); er gilt als ein führender Architekt des Spätklassizismus in Wien. Ab 1819 war er Direktor der Architekturabteilung an der Wiener Akademie. Zu seinen Hauptwerken zählen das Äußere Burgtor am Heldenplatz sowie der 1819–1823 im Volksgarten errichtete Theseustempel.
- Nördliche Randstraße (Hadersdorf), 1993 benannt; die Straße verläuft an der Nordgrenze der Wohnanlage „Salzwiese“ am Kolbeterberggraben.
- Nussallee (Breitensee, bis 1999 amtlich Nußallee), 1875 benannt nach den Nussbäumen, die hier einstmals standen.

## O
- Obermaissergasse (Hadersdorf), 1984 benannt nach dem Geistlichen Johann Obermaisser (1890–1969), Pfarrer von Mariabrunn (1942–1962). Siehe auch Pfarrgasse.
- Ochsenkopfweg (Hadersdorf), 1956 benannt nach dem historischen Flurnamen Ochsenkopf. Weg in den Siedlungen „Jägerwald“ und „Knödelhütte“.
- Onno-Klopp-Gasse (Penzing), 1904 nach dem Historiker und Publizisten Onno Klopp (1822–1903); in Deutschland geboren war er der „Haushistoriograph“ der Welfen in Hannover. In seinen zahlreichen publizistischen Arbeiten übte er scharfe Kritik an Preußen. Nach dem Sieg Preußens über Hannover floh er mit König Georg V. nach Wien und nahm 1872 die österreichische Staatsbürgerschaft an. In Wien vertrat er als Historiker in überaus scharfer Form ein von den politischen Entwicklungen überholtes großdeutsch-katholisches Geschichtsbild.
- Öppingerweg (Breitensee), 1948 benannt nach dem Schuhmachermeister Josef Öppinger (1806–1848); er kam als Teilnehmer der Märzrevolution 1848 ums Leben. Siehe auch Achtundvierzigerplatz und Märzstraße.
- Oskar-Simony-Straße (Hadersdorf), benannt (Datum unbekannt) nach dem Mathematiker und Physiker Oskar Simony (1852–1915), Dozent für Mathematik und theoretische Physik an der Universität Wien (ab 1875), ordentlicher Professor (ab 1889). Simony lehrte auch an der Forstakademie Mariabrunn und an der Hochschule für Bodenkultur.[61] Siehe auch Forstschulstraße.

## P
- Pachmanngasse (Baumgarten), benannt (Datum unbekannt) nach Johann von Pachmann (1804–1888), Bürgermeister von Baumgarten (1881–1884).
- Pappelstraße (Hütteldorf, Siedlung „Kordon“), 1953 benannt nach der Pflanzengattung der Pappeln aus der Familie der Weidengewächse.
- Paraselgasse (Breitensee), 1930 benannt nach dem Maurergesellen Jakob Parasel (1812–1848); er kam als Teilnehmer der Märzrevolution 1848 ums Leben. Siehe auch Achtundvierzigerplatz und Märzstraße.
- Parkgasse (Hadersdorf), Benennungsdatum unbekannt; der kurze Weg führt zum Park des Schlosses Laudon, der um 1780 / 1790 angelegt worden war und von dem heute nur noch Teile erhalten sind. Siehe auch Loudonstraße.
- Pausingergasse (Hütteldorf), 1920 benannt nach dem Maler Franz von Pausinger (1839–1915), der sich vor allem als Landschafts- und Tiermaler betätigte; als Illustrator war er in Wien und München tätig. Bekannt wurde er, als er 1881 Kronprinz Rudolf, der auch anerkannter Ornithologe war, auf seiner Orientreise begleitete.
- Penzinger Straße (Penzing, Baumgarten), 1894 benannt zur Erinnerung an die einst selbstständige Gemeinde Penzing, die erstmals 1130 als Pencingen urkundlich erwähnt wurde. Der Name dürfte von dem Eigennamen Benzo abgeleitet sein. Die Straße hieß vorher Hauptstraße.
- Pevetzgasse (Hadersdorf), 1975 benannt nach dem Maler und Graphiker Georg Pevetz (1893–1971); zu seinen Werken zählen Ölbilder, Aquarelle, Holzschnitte, Lithografien und Glasfenster u. a. für die Votivkirche. Pevetz war Mitglied des Hagenbundes und des Wiener Künstlerhauses.[62] Die Gasse hieß vorher Brückengasse.
- Pfadenhauergasse (Penzing), 1887 benannt nach dem Weinhändler Erhard Pfadenhauer (1823–1900), Gemeinderat in Penzing. Die Gasse hieß vorher seit 1876 Pouthongasse; dieser Name ist allerdings für eine Gasse im späteren Bezirk Rudolfsheim-Fünfhaus bereits seit 1869 in Gebrauch.
- Pfaffenbergengasse (Baumgarten), 1909 benannt, möglicherweise nach dem 415 m hohen Pfaffenberg in Sievering im 19. Bezirk Döbling.
- Pfarrgasse (Hadersdorf), benannt (Datum unbekannt) nach der Pfarre Mariabrunn, die 1639–1655 errichtet wurde. Siehe auch Giselagasse, Mariabrunner Straße und Obermaissergasse.
- Pfarrwiesenstraße (Auhof), 1894 benannt nach dem Flurnamen Pfarrwiese am Bierhäuselberg.
- Phillipsgasse (Penzing), 1894 benannt nach dem deutschen Rechtshistoriker und Kirchenrechtler Georg Phillips (1804–1872), Universitätsprofessor in Berlin (ab 1827) und München (ab 1833). 1848/1849 war er fraktionsloser, dem katholischen Club zugehörender Abgeordneter in der Frankfurter Nationalversammlung. In der Folge wurde er Professor in Innsbruck (1850/1851) und Wien (ab 1851). Die Gasse hieß vorher Bäckergasse.
- Piccaverweg (Hütteldorf), 1975 benannt nach dem britischen Sänger Alfred Piccaver (1884–1958); er sang 1910 erstmals an der Wiener Hofoper und war 1912–1931 und 1933–1937 Mitglied des Ensembles. Das Publikum liebte Piccaver wegen seiner schönen Tenorstimme und seines großen Tonumfangs. Piccaver brillierte vor allem als Rodolfo, Cavaradossi, Canio, Radames, Florestan, Lensky und Walther.
- Pierrongasse (Baumgarten), 1894 benannt nach Eduard de Cuny-Pierron (1808–1883); er galt als Wohltäter und half großzügig in sozialen Notfällen. Die Gasse hieß vorher Neue Straße.
- Pirolweg (Hütteldorf, Siedlung „Kordon“), 1953 benannt nach dem Singvogel Pirol, der auch Goldamsel genannt wird.
- Plutoweg (Hütteldorf, Siedlung Wolfersberg), 2021 benannt nach dem Zwergplaneten Pluto. Er wurde 1930 entdeckt und galt bis 2006 als neunter Planet des Sonnensystems. Benannt ist er nach dem römischen Gott der Unterwelt. Da zwischenzeitlich im Kuipergürtel, dem Pluto angehört, mehrere ähnlich große Objekte gefunden wurden, wurde dafür die neue Himmelskörperkategorie der Zwergplaneten definiert. Der Weg liegt zwischen Grenzweg und Jupiterweg, in der Siedlung Wolfersberg sind noch einige andere Verkehrsflächen nach Objekten des Sonnensystems benannt.
- Poschgasse (Breitensee), 1894 benannt nach Maria Anna von Posch, geb. von Kienmayer († um 1805), Freifrau, Ehefrau des Hofbeamten Johann Adam Freiherr von Posch (Baron Jean Adam de Posch). Sie erwarb 1776 durch Kauf die Herrschaft Breitensee; nach ihrem Tod erbte 1805 ihr Sohn Demetrius Baron von Posch den Besitz, verkaufte ihn aber bereits 1806 an den Unternehmer und Politiker Ferdinand von Colloredo-Mansfeld.[63] Siehe auch Sampogasse. Die Gasse hieß vorher Annagasse, ein Teil der Gasse davor Bartholomäusgasse.
- Postgasse (Hadersdorf), benannt (Datum unbekannt) nach dem dortigen Postamt.
- Preradovicgasse (Hütteldorf), 1954 benannt nach der Lyrikerin und Schriftstellerin Paula Preradović (1887–1951); sie war die Frau des Historikers und Journalisten Ernst Molden und ist die Mutter des Verlegers Fritz Molden. 1947 verfasste Paula Molden die sich auf Österreich beziehenden Verstexte Land der Berge, Land am Strome. Durch Beschluss des Ministerrats wurde dieses Gedicht zum Text der Bundeshymne der 1945 gegründeten Zweiten Republik Österreich erhoben.
- Primelweg (Auhof), benannt (Datum unbekannt) nach der Pflanzengattung Primeln. Der Name stammt von lateinisch primula und lässt sich mit „Erstlingsblume“ übersetzen (lat. prima = die erste), was auf die frühe Blüte hinweist.
- Prochstraße (Penzing), 1899 benannt nach dem Komponisten Heinrich Proch (1809–1878), Mitglied der Wiener Hofmusikkapelle (1834–1867), Kapellmeister des Theaters in der Josefstadt (1837–1840), Erster Kapellmeister des Theaters am Kärntnertor (ab 1840). Proch komponierte eine Oper (Ring und Maske), drei Operetten, Schauspielmusiken, Orchesterstücke und kammermusikalische Werke sowie über zweihundert Lieder.
- Promenadenstraße (Hadersdorf), Benennungsdatum unbekannt; die Straße ist eine Fortsetzung der Hans-Muhr-Promenade.

## R

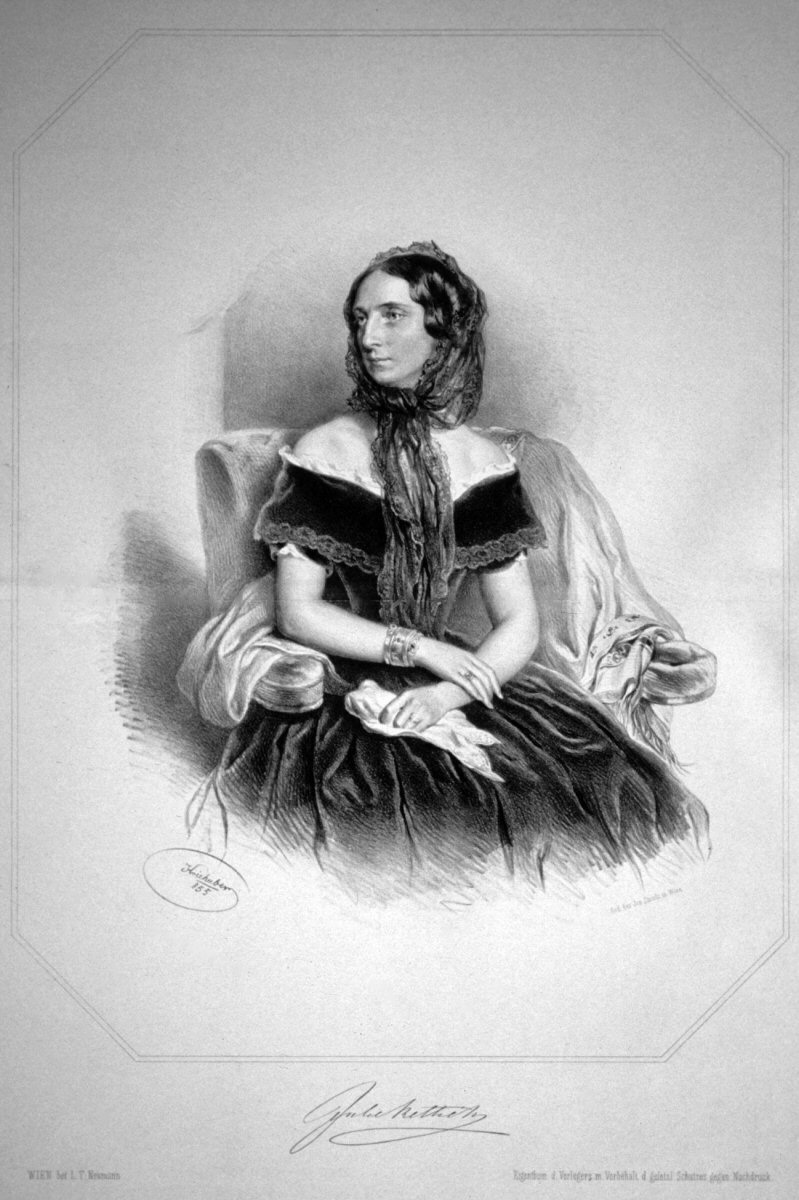
Julie Rettich

- Raimannstraße (Hütteldorf), 1910 benannt nach dem Mediziner Johann Nepomuk von Raimann (1780–1847); Professor an der k.k. medizinisch-chirurgischen Josephs-Akademie (ab 1810), Professor an der medizinischen Klinik für Wundärzte an der Universität Wien (ab 1813), 1818–1820 provisorischer Leiter und 1820–1829 Direktor des Allgemeinen Krankenhauses. Nach seiner Ernennung zum Leibarzt von Kaiser Franz 1829 war Raimann ab 1836 auch Leibarzt Kaiser Ferdinands I.
- Ramwiesenweg (Hadersdorf), 1956 benannt nach einem Flurnamen. Als Ramwiesen wurden gerodete Flächen bezeichnet („geramte“ = geräumte Flächen). Weg in den Siedlungen „Jägerwald“ und „Knödelhütte“.
- Reichmanngasse (Hütteldorf), 1936 benannt nach dem Opernsänger Theodor Reichmann (1849–1903), Bariton an der k.k. Hofoper (1883–1889 und 1893–1903), Mitglied des Bayreuther Festspielensembles (1882–1902). Durch seine dämonische Bühnenerscheinung und seine verinnerlichte Darstellung von Heldengestalten war er eine der großen Bühnenpersönlichkeiten seiner Zeit.[64]
- Reiningerweg (Breitensee), 1930 benannt nach dem Bindergesellen Franz Reininger (1829–1848); er kam als Teilnehmer der Märzrevolution 1848 ums Leben. Siehe auch Achtundvierzigerplatz und Märzstraße.
- Reinlgasse (Penzing), 1875 benannt nach Josef Reinl (1813–1866), Bürgermeister von Penzing. Der Reinlpark ist ebenfalls nach ihm benannt.
- Reizenpfenninggasse (Hütteldorf), 1910 benannt nach einem alten Flurnamen; wohl nach „reut’s (roden) den Pfennig“, d. h. den Zehent abgeben.
- Rettichgasse (Hütteldorf), 1869 benannt nach der Schauspielerin Julie Rettich (1809–1866), Mitglied des Ensembles des Burgtheaters (1830–1833 und 1835–1863). Sie spielte vorzugsweise tragische Rollen, die sie in einer ihrer hohen geistigen Bildung entsprechenden Weise auffasste. Besonders gelangen ihr Rollen in Stücken Friedrich Halms, mit dem sie innig befreundet war.
- Riedstraße (Hadersdorf), Benennungsdatum unbekannt; eine Ried ist eine für den Weinbau landwirtschaftlich genutzte Fläche in Hang- oder Flachlage.
- Riedweg (Hütteldorf, Kleingartenanlage „Satzberg–Rosenhang“), nicht amtliche Bezeichnung.
- Robert-Fuchs-Gasse (Hütteldorf), 1934 benannt nach dem Komponisten und Musikpädagogen Robert Fuchs (1847–1927), Professor für Theorie am Wiener Konservatorium. Berühmte Schüler waren Leo Fall, Richard Heuberger, Gustav Mahler, Erich Wolfgang Korngold, Richard Strauss, Hugo Wolf, Jean Sibelius, Franz Schmidt, Franz Schreker, Erkki Melartin, Alexander von Zemlinsky und der Zoologe Paul Kammerer. Als Komponist ist Fuchs weitgehend in Vergessenheit geraten, was unter anderem daran liegt, dass ihn viele seiner berühmten Schüler übertroffen haben.
- Rosenhang (Hütteldorf, Kleingartenanlage „Satzberg–Rosenhang“), nicht amtlich benannt nach der Pflanzengattung Rosen.
- Rosentalgasse (Hütteldorf), 1894 benannt nach dem Flurnamen Rosental; dieser wohl nach der Pflanzengattung Rosen. Durch das Tal fließt der Rosenbach. Die Gasse hieß vorher Rosengasse.
- Rosenweg (Auhof), nicht amtliche Bezeichnung, wohl nach der Pflanzengattung Rosen.
- Rosskopfgasse (Hadersdorf, bis 1999 amtlich Roßkopfgasse, Siedlung „Hinterhainbach“), 1970 benannt nach dem 507 m hohen Berg Rosskopf in Hadersdorf.
- Rottstraße (Penzing), 1899 benannt nach dem Schauspieler und Gesangskomödianten Karl Mathias Rott (1807–1876); er spielte ab 1832 am Josephstädter Theater und ab 1847 am Theater an der Wien. Er brillierte vor allem in Stücken von Raimund, Nestroy und Anzengruber und war in der Zeit des Alt-Wiener Volkstheaters ein Liebling des Wiener Publikums.
- Rudolf-Hammer-Gasse (Auhof), 1973 benannt nach dem Baumeister Rudolf Hammer (1896–1968); er hat in diesem Siedlungsgebiet Häuser errichtet. Die Gasse hieß vorher Wiesenweg.
- Rudolf-Henke-Straße (Hadersdorf), benannt (Datum unbekannt) nach Rudolf Henke (1878–1947), erster Obmann des Kleingartenvereines „Am Bierhäuselberg“ (ab 1923) und Funktionär im Siedlerverein „Laudonwiese“ (ab 1932).[65] Sein Nachfolger am Bierhäuselberg war Alois Behr; siehe die Alois-Behr-Straße.
- Rudolf-Pöch-Gasse (Breitensee), 1931 benannt nach dem Wissenschaftler Rudolf Pöch (1870–1921), Ethnograph, Anthropologe, Forschungsreisender, Pionier der Photographie, Kinematographie und Tondokumentation. Er gilt als Begründer des Institutes für Anthropologie und Ethnographie an der Universität Wien. Die europäischen Museen und Wissenschaftler verdanken seiner Sammelleidenschaft und seinen genauen Aufzeichnungen wertvolle Erkenntnisse über die von ihm studierten Kulturen. Pöchs für die damalige Zeit revolutionäre technische Ausrüstung befindet sich heute im Naturhistorischen Museum, seine Tonaufnahmen im Wiener Phonogrammarchiv, seine Filmaufnahmen im Filmarchiv Austria. Im Historikerbericht Straßennamen Wiens seit 1860 als „Politische Erinnerungsorte“ aus dem Jahr 2013 ist die Straße Gruppe B (Diskussionsbedarf) zugeordnet.[1]
- Rupertgasse (Penzing), 1905 benannt nach dem Baumeister Franz Rupert (1791–1868), Gemeinderat in Penzing.

## S
- Sackgasse (Hadersdorf, Siedlung Augustinerwald), buchstäblich zu verstehender Name.
- Salisstraße (Baumgarten), 1901 benannt nach Graf Rudolf von Salis-Zizers (1779–1840), Geheimem Rat und Kämmerer, Obersthofmeister von Erzherzog Franz Karl.[66] Er war Offizier in den Napoleonischen Kriegen und erhielt für seine Leistung als Major der Wiener Freiwilligen in der Schlacht bei Ebelsberg (1809) den Maria-Theresia-Orden. 1822 wurde er zum Generalmajor befördert, 1832 zum Feldmarschallleutnant.[67]
- Salzwiesengasse (Hadersdorf), 1964 benannt nach einem Flurnamen. Die Benennung Salzwiese bezieht sich auf minderwertigen (salzigen) Grund und hat keinen Bezug zum modernen Begriff Salzwiese. Die Gasse hieß vorher Roseggergasse.
- Sambeckgasse (Breitensee, Baumgarten), 1929 benannt nach dem Tischlergesellen Franz Sambeck (1809–1848); er kam als Teilnehmer der Märzrevolution 1848 ums Leben. Siehe auch Achtundvierzigerplatz und Märzstraße. Die Gasse hieß 1929–1948 in falscher Schreibweise Sandrockgasse, dies wurde 1948 korrigiert.
- Samhaberplatz (Hütteldorf), 1935 benannt nach dem Lehrer und Schriftsteller Edward Samhaber (1846–1927), Gymnasiallehrer in Freistadt, Laibach und Linz. Daneben betätigte er sich als Literaturhistoriker, Lyriker und Dramatiker. Er schrieb volkstümliche Mundartdichtung, Epen mit Stoffen aus der altgermanischen Mythologie sowie Nachdichtungen alt- und mittelhochdeutscher Literatur.[68]
- Sampogasse (Breitensee), 1894 benannt nach Ludwig von Sampo (auch Ludwig von Samper, Lebensdaten unbekannt); er erwarb 1739 die Herrschaft Breitensee, verkaufte sie jedoch bereits 1740 an Johann Michael Kienmayer.[69] Zuvor hatte er schon 1726 ein Haus in Breitensee gekauft, das er zum Schloss ausbauen ließ. Siehe auch Poschgasse. Die Gasse hieß vorher Schmelzgasse.
- Samptwandnergasse (Hütteldorf), 1894 benannt zur Erinnerung an den Geistlichen Samptwandner (Vorname und Lebensdaten unbekannt), Pfarrer von Hütteldorf; er wurde im Zug der Ersten Türkenbelagerung 1529 von den Türken verschleppt. Die Gasse hieß vorher Friedhofstraße.
- Sanatoriumstraße (Hütteldorf), 1910 benannt nach dem Sanatorium Steinhof, das nach Plänen von Otto Wagner errichtet und 1907 eröffnet wurde. Es war ursprünglich ein Psychiatrisches Krankenhaus und die Lungenheilanstalt der Stadt Wien; heute heißt es Sozialmedizinisches Zentrum Baumgartner Höhe (Otto-Wagner-Spital) mit Pflegezentrum.
- Saturnweg (Hütteldorf, Siedlung „Wolfersberg“), 1923 benannt nach dem Saturn, dem mit einem Äquatordurchmesser von etwa 120.500 km zweitgrößten Planeten des Sonnensystems. Von den anderen Planeten hebt er sich durch seine besonders ausgeprägten Ringe ab. Benannt ist er nach Saturnus, dem Gott des Ackerbaus in der römischen Mythologie. Weg in der Siedlung „Wolfersberg“, in der Wege nach allen Planeten des Sonnensystems sowie auch nach Sonne, Mond, Kometen und Sirius benannt sind.
- Satzberggasse (Hütteldorf), 1894 benannt nach dem nördlich der Gasse liegenden, 435 m hohen Satzberg. Der Hügel wurde während des Ersten Weltkriegs weitgehend entwaldet und mit Siedlungen bebaut. Die Gasse hieß vorher Schmiedgasse.
- Sauergasse (Hütteldorf, Baumgarten, Wohnhausanlage Hugo Breitner Hof), 1952 benannt nach dem deutschen Komponisten, Pianisten und Musikpädagoge Emil von Sauer (1862–1942), Leiter der Meisterklasse für Klavier am Konservatorium der Gesellschaft der Musikfreunde (1901–1942). Er edierte Werke von Chopin und Liszt, aber auch Scarlatti, Schumann und Brahms. Sein kompositorisches Schaffen umfasst Klavierkonzerte, Klaviersonaten, Konzertetüden, Klavierstücke und Lieder.
- Schamborgasse (Baumgarten), 1929 benannt nach der Dienstmagd Rosina Schambor (1822–1848) und der Wäscherin Margaretha Schambor (1818–1848); die beiden Schwestern kamen als Teilnehmerinnen der Märzrevolution 1848 ums Leben. Siehe auch Achtundvierzigerplatz und Märzstraße.
- Schanzstraße (Breitensee), 1894 benannt nach Befestigungen („Schanzen“), die zur Verteidigung der Vororte errichtet worden waren. Eine Schanze ist eine im Wesentlichen aus einem Erdaufwurf bestehende Verteidigungsanlage. Die Straße hieß vorher Wiener Straße.
- Scheiblinweg (Hütteldorf, Siedlung „Wolfersberg“), 1982 benannt nach dem Lehrer Anton Scheiblin; er war an den Schulreformen der 1920er Jahre beteiligt. 1950–1959 war er Bezirksrat und 1957–1959 Abgeordneter zum Nationalrat (SPÖ). 1962 war Scheiblin Gründer und erster Direktor des Penzinger Bezirksmuseums. Im Historikerbericht Straßennamen Wiens seit 1860 als „Politische Erinnerungsorte“ aus dem Jahr 2013 ist die Straße Gruppe B (Diskussionsbedarf) zugeordnet.[1]
- Scheiterplatzl (Hadersdorf), nicht amtliche Bezeichnung für einen unbefestigten Weg beim 507 m hohen, bewaldeten Rosskopf nordöstlich der Sofienalpe im nördlichsten Bezirksteil.
- Schenkweg (Baumgarten), 1934 benannt nach dem Mediziner Samuel Leopold Schenk (1840–1902), Professor an der Universität Wien (1873–1900); er gilt als Begründer der wissenschaftlichen Embryologie und gründete dazu 1874 das Institut für Entwicklungsgeschichte. 1878 unternahm Schenk den ersten Versuch einer In-vitro-Fertilisation an Samen und Eizellen von Kaninchen und Meerschweinchen, jedoch war die Zeugung im Reagenzglas zu diesem Zeitpunkt noch nicht erfolgreich. Der Weg hieß 1938–1947 nach einem NS-Philosophen Wolfgang-Schultz-Weg.
- Scherfweg (Breitensee), 1929 benannt nach dem Zimmermaler Josef Scherf (1810–1848); er kam als Teilnehmer der Märzrevolution 1848 ums Leben. Siehe auch Achtundvierzigerplatz und Märzstraße.
- Scheringgasse (Weidlingau), 1968 benannt nach dem deutschen Chemiker und Industriellen Ernst Christian Friedrich Schering (1824–1889). Der gelernte Apotheker spezialisierte sich darauf, Chemikalien in besonderer Reinheit zu produzieren; 1864 errichtete er dazu eine chemische Produktionsstätte, aus der die Schering AG hervorging. Schering sorgte in seiner Firma bereits vor gesetzlichen Regelungen für die soziale Absicherung seiner Beschäftigten. Die Firma gründete 1876 eine Betriebskrankenkasse, 1879 eine Beamten- und Arbeiter-Pensionskasse und 1892 eine Witwen- und Waisenkasse. Die Benennung erfolgte ein Jahr nachdem die Firma Schering ihre 1910 gegründete Wiener Niederlassung in das Auhof-Center in Weidlingau verlegt hatte. (2004 wurde der Sitz an den Europlatz, 12., Wienerbergstraße, verlegt.)
- Schilchergasse (Baumgarten), 1975 benannt nach dem Maler Friedrich Schilcher (1811–1881); er tat sich besonders als Porträt- und Historienmaler hervor und schuf zahlreiche Altarbilder und Fresken. 1876–1878 war er Präsident des Künstlerhauses.
- Schinaweisgasse (Breitensee), 1923 benannt nach dem alten Flurnamen Schinaweis, der bereits 1424 urkundlich erwähnt wurde.
- Schleusenstraße (Hadersdorf), 1940 benannt nach einer Schleuse des Mauerbacher Staubeckens in Hadersdorf.
- Schlossallee (Penzing, bis 1999 amtlich Schloßallee), 1919 benannt; sie führt zum Haupttor von Schloss Schönbrunn. Die Straße hieß ursprünglich Schönbrunner Hofallee und dann Hofallee.
- Schmalerweg (Breitensee), 1931 benannt nach dem Dessinschläger Josef Schmaler (1800–1848); er kam als Teilnehmer der Märzrevolution 1848 ums Leben. Siehe auch Achtundvierzigerplatz und Märzstraße.
- Schmätzerweg (Hütteldorf, Siedlung „Kordon“), 1953 benannt nach der Vogelart Schmätzer, einer Unterfamilie der Singvogel-Familie der Fliegenschnäpper.
- Schöffelplatz (Hadersdorf), 1994 benannt nach dem Journalisten, Politiker, Heimat- und Naturschützer Josef Schöffel (1832–1910), Bürgermeister von Mödling, Abgeordneter im Reichsrat. Bekannt wurde er als „Retter des Wienerwaldes“, als er 1872 durch eine journalistische Initiative verhinderte, dass ein Viertel der Waldfläche des Wienerwalds an einen Holzhändler zur Schlägerung verkauft wurde. Die Schöffelgasse im 18. Bezirk Währing ist ebenfalls nach ihm benannt.
- Schönbergplatz (Hütteldorf, Wohnhausanlage Hugo Breitner Hof), 1952 benannt nach dem Komponisten Arnold Schönberg (1874–1951), der auch als Musiktheoretiker großen Einfluss auf die Musik des 20. Jahrhunderts hatte. Die radikalen Entwicklungen der Kompositionstechnik und ihrer theoretischen Grundlagen, die von der Atonalität über die Zwölftontechnik zur seriellen Musik und schließlich zur Elektronischen Musik führten, wurden durch ihn angestoßen. Um Schönberg bildete sich mit Alban Berg, Anton Webern und weiteren Schülern und Interpreten ein Kreis Gleichgesinnter, der als Zweite Wiener Schule bezeichnet wird.
- Schöneckergasse (Hütteldorf), 1985 benannt nach dem Fußballspieler, Trainer und Sportfunktionär Dionys Schönecker (1888–1938), Präsident des SK Rapid Wien (1910–1938). In seiner 28-jährigen Amtszeit wurde Rapid zwölfmal Meister (1912–1938), dreimal Cupsieger (1919, 1920, 1927) und einmal Mitropacupsieger (1930). Im Historikerbericht Straßennamen Wiens seit 1860 als „Politische Erinnerungsorte“ aus dem Jahr 2013 ist die Straße Gruppe C (demokratiepolitisch relevante biographische Lücken) zugeordnet.[1]
- Schuhbrechergasse (Hadersdorf), 1956 benannt nach dem alten Riednamen Schuhbrecherin.
- Schützensteig (Auhof), Benennungsdatum unbekannt; die Benennung bezieht sich auf Freunde des Schießsports bzw. die Mitglieder von Schützenvereinen.
- Schützplatz (Breitensee), 1912 benannt nach dem Apotheker Josef Franz Schütz (1851–1908); er galt als Wohltäter und engagierte sich für die Armen von Breitensee. Der Platz musste zweimal seinen Namen „weitergeben“: Er hieß bis 1894 Kirchenplatz und dann 1894–1912 Laurentiusplatz. Beide Namen wurden anschließend auf den heutigen Laurentiusplatz drei Häuserblöcke weiter nordwestlich übertragen.
- Sebastian-Kelch-Gasse (Penzing), 1904 benannt nach Sebastian Kelch (1802–1870), Ortsrichter von Penzing (1845–1848).
- Seckendorfstraße (Baumgarten), 1901 benannt nach dem deutschen Dichter Franz Karl Leopold von Seckendorf-Aberdar (1775–1809); er schrieb einige wenig beachtete Werke. 1805 kam er nach Wien, wurde 1809 Hauptmann der Wiener Landwehr und fand im gleichen Jahr in der Schlacht bei Ebelsberg den Tod. Siehe auch Salisstraße.
- Seglerweg (Hütteldorf, Siedlung „Kordon“), 1953 nach der Vogelfamilie der Segler, deren bekannteste Art der Mauersegler ist.
- Sepp-Fellner-Gasse (Breitensee), 1997 benannt nach dem volkstümlichen Sänger und Liedermacher Josef (Sepp) Fellner (1909–1964); der Sohn einer Musikerfamilie schrieb ab ca. 1930 rund 300 Wienerlieder, von denen etliche in andere Sprachen übersetzt wurden und international erfolgreich waren.[70][71] 1935 übernahm er die Löwinger Bauernbühne, 1960 gründete er den Stadtheurigen „Weinstube Sepp Fellner“ in der Staudgasse im 18. Bezirk Währing.
- Serravagasse (Penzing), 1894 in falscher Schreibweise benannt nach Diego de Serava († 1545); er war unter Kaiser Ferdinand I. der Erzieher der Edelknaben (Pagen) am Hof. Da das Spital für berufsunfähige Hofbedienstete 1529 von den Türken zerstört worden war, erwarb Serava 1537 ein Grundstück auf dem heutigen Ballhausplatz und errichtete dort eine Krankenanstalt,[72] die nach Ferdinand I. Kaiserspital genannt wurde und bis 1737 in Betrieb war. 1903 wurde das Gebäude abgerissen. Die Gasse hieß vorher Hannovergasse nach dem von Preußen 1866 entthronten König Georg V. von Hannover, der auch den Titel Herzog von Cumberland trug und im nahen Palais Cumberland seinen Exilsitz nahm. (Die nördliche Parallelstraße heißt bis heute Cumberlandstraße.)
- Siegfried-Charoux-Weg (Hütteldorf), 1977 benannt nach dem Bildhauer, Maler und Karikaturisten Siegfried Charoux (eigentlich Siegfried Buchta, 1896–1967); er war 1923–1928 politischer Karikaturist bei der Arbeiter-Zeitung, von 1926 bis 1938 betrieb er ein eigenes Atelier in Wien. Hier schuf er vor allem politische Plastiken und Denkmäler.
- Siriusweg (Hütteldorf, Siedlung „Wolfersberg“), 1923 benannt nach Sirius, dem hellsten Stern am Nachthimmel. Die Herkunft des Namens ist nicht bekannt, die früheste überlieferte Erwähnung von Sirius (Σείριος) findet sich im 7. Jahrhundert v. Chr. bei Hesiod. Weg in der Siedlung „Wolfersberg“, in der Wege nach allen Planeten des Sonnensystems sowie auch nach Sonne, Mond und Kometen benannt sind.
- Sofienalpenstraße (Hadersdorf), 1971 benannt. Die Straße führt auf die 477 m hoch gelegene Sofienalpe, eine Alm im zu Hadersdorf gehörigen Teil des nördlichen Wienerwaldes und ein beliebtes Ausflugsziel. Benannt ist sie nach Erzherzogin Sophie, der Mutter Kaiser Franz Josephs, die hier oft den Sommer verbrachte. Die Straße hieß vorher Adalbert-Stifter-Straße.
- Sonnenweg (Hütteldorf, Siedlung „Wolfersberg“), 1923 benannt nach der Sonne, dem Stern im Zentrum des Sonnensystems. Der Name stammt von mittelhochdeutsch sunne bzw. althochdeutsch sunna, basierend auf der indogermanischen Wurzel *su- (= leuchten). Weg in der Siedlung „Wolfersberg“, in der Wege auch nach allen Planeten des Sonnensystems sowie nach Mond, Kometen und Sirius benannt sind. Der Weg hieß vorher Grenzweg.
- Spallartgasse (Breitensee), 1894 benannt nach dem Volkswirt und Statistiker Franz Xaver von Neumann-Spallart (1837–1888), Professor an der Hochschule für Bodenkultur (ab 1873). Er hatte 1885 wesentlichen Anteil an der Gründung des Internationalen Statistischen Instituts, als dessen Vizepräsident er auch bis zu seinem Tod fungierte. Die Gasse hieß vorher Herrengasse und erstreckte sich bis 1914 auch auf die dann Gottfried-Alber-Gasse benannte Verkehrsfläche.
- Spiegelgrundstraße (Breitensee), 1910 benannt nach einem alten Flurnamen. Die Straße führt vom Flötzersteig zum Otto-Wagner-Spital an der Baumgartner Höhe und hieß vorher Am Spiegelgrund. So war in der NS-Zeit eine Kinder-Euthanasieklinik in diesem Spital benannt, an deren mörderische Tätigkeit seit 2003 ein Euthanasie-Mahnmal auf dem Spitalsgelände erinnert.
- Sporckplatz (Breitensee), 1913 benannt nach General Johann von Sporck; er diente unter General Raimondo Montecuccoli gegen die Schweden. Dann kämpfte er in Ungarn mit Montecuccoli gegen die Türken und hatte mit seinen Reiterregimentern wesentlichen Anteil am Sieg in der Schlacht bei Mogersdorf (1664). Zum Lohn wurde er zum Reichsgrafen und zum General über die gesamte Kavallerie ernannt. Siehe auch die St.-Gotthard-Straße sowie den Montecuccoliplatz im 13. Bezirk Hietzing. Der Platz war vorher Teil der Schanzstraße bzw. der Wiener Straße.
- Spötterweg (Hütteldorf, Siedlung „Kordon“), 1953 nach dem Singvogel Spötter aus der Gattung der Grasmückenartigen.
- Staargasse (Breitensee), 1929 benannt nach dem Tischlergesellen Franz Staar (1821–1848); er kam als Teilnehmer der Märzrevolution 1848 ums Leben. Siehe auch Achtundvierzigerplatz und Märzstraße.
- Stadt-des-Kindes-Weg (Weidlingau), 2018 benannt. Die Stadt des Kindes war ein 1974 gegründetes Heim für gefährdete Kinder und Jugendliche der Stadt Wien. Hier lebten und wohnten die Kinder nicht deklassiert als Randgruppe, sondern in einer offeneren Situierung in einem Stadtteilzentrum. Das Heim wurde 2002 geschlossen. Der Weg hieß davor Richard-Kuhn-Weg nach dem Nobelpreisträger Richard Kuhn.
- Stammhausstraße (Hadersdorf), 1952 benannt nach dem ersten Haus der Siedlungsgenossenschaft „Wolfersberg“, das 1921 an der Ecke Anzbachgasse / Siriusweg errichtet worden war.[73] Die Straße hieß vorher Brunnenstraße.
- Stauffergasse (Breitensee), 1929 benannt nach dem Hausbesorger Alois Stauffer (1812–1848); er kam als Teilnehmer der Märzrevolution 1848 ums Leben. Siehe auch Achtundvierzigerplatz und Märzstraße.
- Steinböckengasse (Hütteldorf), 1911 benannt nach einem Flurnamen.
- Steinbruchstraße (Breitensee), 1881 benannt; die Straße führte zu einem ehemaligen Ottakringer Steinbruch.
- Stephan-Rudas-Platz (Hütteldorf), 2013 (bzw. 2011) benannt nach dem Psychiater Stephan Rudas (1944–2010). Von 1973 bis 1986 arbeitete er als beratender Arzt und Psychotherapeut. 1977 wurde er zum Psychiatriebeauftragten der Stadt Wien ernannt, Ende der Siebziger Jahre gestaltete er die Wiener Psychiatriereform. Den daraus hervorgehenden Psychosozialen Dienst leitete er bis zu seiner Pensionierung Ende 2009. Sein Bruder Andreas Rudas war 1997–2000 Bundesgeschäftsführer der SPÖ, seine Tochter Laura Rudas hat seit 2008 diese Funktion. Der Platz hieß 2011–2013 Rudasplatz; durch das Hinzufügen des Vornamens wurde 2013 klargestellt, dass sich die Benennung ausschließlich auf Stephan Rudas bezieht. Es handelt sich um eine adressenlose Grünfläche zwischen den beiden Fahrbahnen der Raimannstraße, genau gegenüber der Einfahrt zum heutigen Otto-Wagner-Spital auf der Baumgartner Höhe, der einstigen von Otto Wagner gestalteten Niederösterreichischen Landes-Heil- und Pflegeanstalt für Nerven- und Geisteskranke Am Steinhof.
- St.-Gotthard-Straße (Breitensee), 1913 benannt zur Erinnerung an die Schlacht bei Mogersdorf (auch: Schlacht bei St. Gotthard), das wichtigste Gefecht im Türkenkrieg 1663/1664. Der multinationalen kaiserlichen Armee unter Führung des Grafen Raimondo Montecuccoli gelang es, die ebenfalls multinationale osmanische Hauptstreitmacht aufzuhalten, die unter dem Kommando des Großwesirs Köprülü Fâzıl Ahmed Pascha gegen Wien marschieren wollte. Siehe auch den Sporckplatz sowie den Montecuccoliplatz im 13. Bezirk Hietzing
- Stiegengasse (Hadersdorf, Siedlung Augustinerwald), benannt (Datum unbekannt) nach der dortigen Stiegenanlage.
- Stinglgasse (Hadersdorf), benannt (Datum unbekannt) nach Wenzel Stingl (1846–1923), Oberlehrer in Hadersdorf-Weidlingau.
- Stockentenweg (Hütteldorf), 1978 benannt nach der Stockente, der größten und am häufigsten vorkommenden Schwimmente Europas, der Stammform der Hausente.
- Stockhammerngasse (Hütteldorf), 1894 benannt nach dem k. k. Kämmerer Hermann Ludwig Graf Stockhammern (1790–1858); er stiftete 1854 das Armenhaus von Hütteldorf. Die Gasse hieß vorher Kirchengasse.
- Stranskyweg (Hütteldorf), 1974 benannt nach dem Neurologen und Psychiater Erwin Stransky (1877–1962), Professor an der Universität Wien (ab 1915); er schrieb über 200 wissenschaftliche Arbeiten. Sein Spezialgebiet, auf dem er Pionierarbeit leistete, war die Erforschung der Schizophrenie.[74] Im Historikerbericht Straßennamen Wiens seit 1860 als „Politische Erinnerungsorte“ aus dem Jahr 2013 ist die Straße Gruppe B (Diskussionsbedarf) zugeordnet.[1]
- Straßgschwandtnerstraße (Penzing), 1889 benannt nach dem Maler Josef Anton Strassgschwandtner (1826–1881); er malte hauptsächlich Militär- und Jagdszenen. Strassgschwandtner erfreute sich bei seinen Auftraggebern, zu denen Privatpersonen, Jagdverbände, Pferdeliebhaber, aber auch die kaiserliche Armee gehörte, großer Beliebtheit und war dementsprechend produktiv. 1879 verfiel er in geistige Umnachtung, zwei Jahre später verstarb er in seiner Heimatstadt Wien.
- Striagasse (Breitensee, Baumgarten), 1929 benannt nach Matthias Stria (1818–1848); er kam als Teilnehmer der Märzrevolution 1848 ums Leben. Siehe auch Achtundvierzigerplatz und Märzstraße.
- Sturzgasse (Penzing), 1874 benannt nach ihrem Verlauf als steil zur Linzer Straße abfallende („abstürzende“) Gasse.

## T
- Teybergasse (Penzing), 1894 benannt nach der Musikerfamilie Teyber bestehend aus dem Vater Matthäus Teyber (1711–1785), Violinist, ab 1757 Kayserlicher Hof-Musicus bey Ihro Majestät verwittibten Kayserin Elisabeth sowie seinen Kindern Elisabeth Teyber (1744–1816), Hofopernsängerin, Anton Teyber (1756–1822), Hoforganist, Pianist und Komponist, Cembalist am Kärntnertortheater, Lehrer der kaiserlichen Kinder, Franz Teyber (1758–1810), Komponist, Organist und Kapellmeister, Dirigent bzw. Musikdirektor am Freihaustheater, Theater an der Wien und am Leopoldstädter Theater sowie Therese Teyber (1760–1830), Opernsängerin in Hamburg, Berlin, Warschau, Riga und schließlich Hofopernsängerin in Wien.
- Tiefendorfergasse (Breitensee), 1905 benannt nach dem Bäckermeister Josef Tiefendorfer (1800–1860), Gemeinderat in Breitensee.
- Tina-Blau-Weg (Baumgarten), 1930 benannt nach der Malerin Tina Blau (1845–1916); sie gehörte dem Stil des österreichischen Stimmungsimpressionismus an und schuf vor allem Landschaften und Stillleben. Tina Blau wurde aber auch durch ihre Professorenporträts aus der letzten Schaffensperiode bekannt. Der Weg hieß 1938–1947 Hellmerweg.
- Tinterstraße (Baumgarten), 1934 benannt nach dem Astronomen und Geodäten Wilhelm Tinter von Marienwil (1839–1912), Kommissar der österreichischen Gradmessungskommission (1872), Mitglied der permanenten Kommission der internationalen Erdmessung (ab 1898), Direktor der Normal-Eichungs-Kommission (1896–1903), Inhaber der Lehrkanzel für Höhere Geodäsie und Sphärische Astronomie an der Technischen Hochschule (ab 1885).[75] Sein Nachfolger auf diesem Lehrstuhl war Richard Schumann.
- Töpfelgasse (Penzing), 1894 benannt nach Alexander Matthias Töpfel (1797–1881), erster Bürgermeister von Penzing (1851–1865). Die Gasse hieß vorher Antongasse.
- Torberggasse (Hadersdorf), 1981 benannt nach dem Schriftsteller Friedrich Torberg (eigentlich Friedrich Ephraim Kantor, 1908–1979); zu seinen bekanntesten Werken zählen die Romane Der Schüler Gerber und Die Mannschaft sowie als Spätwerk die Anekdotensammlung Die Tante Jolesch. Bekannt ist er auch als Übersetzer der Bücher Ephraim Kishons sowie als Herausgeber der Zeitschrift FORVM und als Literaturkritiker im Österreich der Nachkriegszeit.
- Torricelligasse (Breitensee), 1930 benannt nach dem italienischen Physiker und Mathematiker Evangelista Torricelli (1608–1647); er zählt zu den bedeutendsten Wissenschaftlern der Barockzeit. Er leistete entscheidende Vorarbeiten für die Infinitesimalrechnung, verbesserte Galileis Fernrohr und entwickelte ein einfaches, aber bereits leistungsstarkes Mikroskop. Torricelli war der Erste, dem es gelang, ein Vakuum für längere Zeit aufrechtzuerhalten; seine wichtigste Entdeckung war das Funktionsprinzip des Quecksilberbarometers.
- Touristenweg (Hadersdorf, Siedlung Augustinerwald), nicht amtlich benannt zur Erinnerung an die Wanderer, die früher als Touristen bezeichnet wurden. Der Begriff geht zurück auf das französische Substantiv le tour (= Reise, auch Rundgang, Spaziergang).
- Trennstraße (Hadersdorf), Benennungsdatum unbekannt; die Straße trennt das Siedlungsgebiet vom Wald am Abhang des Kolbeterbergs.
- Trogergasse (Penzing), 1894 benannt nach dem Maler Paul Troger (1698–1762), Künstler des Barock und Rokoko, Professor an der Akademie der bildenden Künste Wien, 1754–1757 deren Rektor. (Sein Vorgänger als Rektor war Franz Christoph Janneck; siehe die Janneckgasse im 13. Bezirk Hietzing.) Den größten Teil seiner Fresken schuf er für Klöster in Niederösterreich, unter anderem für die Stifte Melk, Zwettl, Altenburg, Seitenstetten, Geras und Göttweig. Das Altarbild der Schlosskapelle Schönbrunn stammt ebenfalls von Paul Troger. Die Gasse hieß vorher Preysinggasse nach dem ersten Bürgermeister der 1863 gegründeten Gemeinde Rudolfsheim. (Dort, im heutigen 15. Bezirk, besteht eine Preysinggasse seit 1885.)

## U
- Überreiterweg (Hütteldorf), 1958 benannt nach dem alten Beruf der Überreiter; dies waren berittene Schergen, die hauptsächlich für die Durchsetzung der Zoll- und Steuergesetze eingesetzt wurden und gelegentlich auch in den Weingärten den Diebstahl der Trauben verhindern sollten.
- Ulmenstraße (Hütteldorf), 1953 benannt nach der Baumgattung der Ulmen, auch Rüster oder Rusten genannt.
- Underreingasse (Baumgarten), 1929 benannt nach dem Tischler Ignaz Underrein (1805–1848); er kam als Teilnehmer der Märzrevolution 1848 ums Leben. Siehe auch Achtundvierzigerplatz und Märzstraße. Die Gasse hieß 1929–1948 in falscher Schreibweise Unterraingasse; dies wurde 1948 richtiggestellt.
- Uranusweg (Hütteldorf, Siedlung „Wolfersberg“), 1923 benannt nach dem Planeten Uranus; er wurde 1781 von Wilhelm Herschel entdeckt und ist nach dem griechischen Himmelsgott Uranos benannt. Weg in der Siedlung „Wolfersberg“, in der Wege nach allen Planeten des Sonnensystems sowie auch nach Sonne, Mond, Kometen und Sirius benannt sind.
- Utendorfgasse (Hütteldorf), 1894 benannt nach Utendorf, der ältesten urkundlichen Bezeichnung von Hütteldorf (1170). Der Name geht auf das adelige Geschlecht der Utendorfer zurück. Die Gasse hieß vorher Mühlgasse.

## V

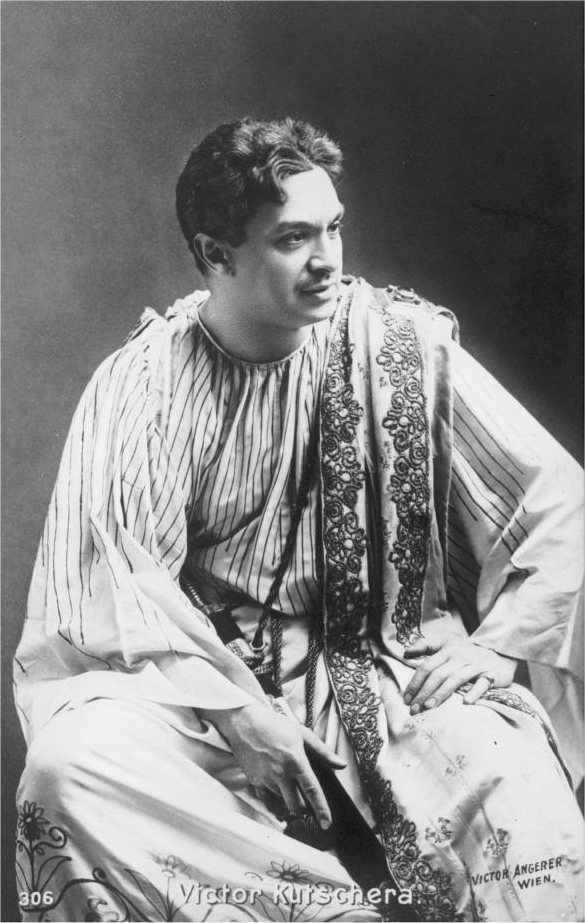
Viktor Kutschera vor 1894

- Veilchenweg (Auhof), nicht amtliche Bezeichnung, wohl nach der Pflanzengattung Veilchen aus der Familie der Veilchengewächse.
- Venusweg (Hütteldorf, Siedlung „Wolfersberg“), 1923 benannt nach dem erdähnlichen Planeten Venus; er ist nach dem Mond das hellste natürliche Objekt am Dämmerungs- oder nächtlichen Sternenhimmel. Benannt ist er nach der römischen Liebesgöttin Venus. Weg in der Siedlung „Wolfersberg“, in der Wege nach allen Planeten des Sonnensystems sowie auch nach Sonne, Mond, Kometen und Sirius benannt sind.
- Verbindungsweg (Auhof), nicht amtliche Bezeichnung; der kurze Weg verbindet die Anschlussgasse mit der Heimstättenstraße.
- Viktor-Hagl-Gasse (Hadersdorf), benannt (Datum unbekannt) nach Viktor Hagl (1864–1939), Bürgermeister der bis 1938 selbstständigen Gemeinde Hadersdorf-Weidlingau.
- Viktor-Kutschera-Platz (Hadersdorf), 1960 benannt nach dem Schauspieler Viktor Kutschera (1863–1933), Publikumsliebling am Deutschen Volkstheater (ab 1889). Nach seiner frühen Phase, in der er, häufig tragisch, junge Liebhaber spielte, stieg er bald zum Charakterdarsteller auf. Als solcher spielte er fast das gesamte Rollenrepertoire des klassischen wie modernen Theaters, in insgesamt 541 Stücken.
- Vogtgasse (Penzing), 1955 benannt nach dem Pädagogen Theodor Vogt (1835–1906), ab 1871 außerordentlicher und ab 1898 ordentlicher Professor für Pädagogik an der Universität Wien. Er war der erste habilitierte Pädagoge Österreichs und zählte zu den Gründern des pädagogischen Seminars der Wiener Universität. Die Gasse hieß zuvor 1905–1955 Karl-Bauer-Gasse.

## W
- Wachtelweg (Hütteldorf, Siedlung „Kordon“), 1953 benannt nach der Vogelart Wachtel, der kleinste Hühnervogel in Europa.
- Wagner-Jauregg-Weg (Hütteldorf), 1981 benannt nach dem Psychiater Julius Wagner-Jauregg (1857–1940); er war ab 1889 Professor an der Neuropsychiatrischen Klinik der Universität Graz als Nachfolger von Richard von Krafft-Ebing (siehe Krafft-Ebing-Gasse) und wirkte ab 1893 in Wien in der Niederösterreichischen Landesheil- und Pflegeanstalt für Nerven- und Geisteskranke und an der Psychiatrischen Klinik der Wiener Universität. Für die Entdeckung der therapeutischen Bedeutung der Malaria-Impfung bei der Behandlung von progressiver Paralyse erhielt er 1927 den Nobelpreis für Medizin. Die Wohnhausanlage Wagner-Jauregg-Hof ist ebenfalls nach ihm benannt, ebenso die Landes-Nervenklinik Wagner-Jauregg in Linz. Siehe auch die Josef-Kyrle-Gasse im 13. Bezirk Hietzing. Im Historikerbericht Straßennamen Wiens seit 1860 als „Politische Erinnerungsorte“ aus dem Jahr 2013 ist die Straße Gruppe B (Diskussionsbedarf) zugeordnet.[1]
- Wahlberggasse (Hütteldorf), 1934 benannt nach dem Juristen Wilhelm Emil Wahlberg (1824–1901), Professor für Strafrecht an der Universität Wien (1854–1889), Mitglied des Staatsgerichtshofs und der Strafgesetzkommission. Als einer der Begründer der subjektiven Sicht des Strafrechts stellte er den Rechtsbrecher in den Mittelpunkt der Betrachtung und sah in der Strafe ein Abschreckungs-, Präventions-, Besserungs- oder Sicherungsmittel.[76]
- Waidhausenstraße (Baumgarten), 1908 benannt nach einem Flurnamen; dieser geht möglicherweise auf eine Weingartenried namens Waydhausen zurück, die bereits 1421 erwähnt worden war. Die Straße hieß vorher Friedhofstraße.
- Waldmeistergasse (Hütteldorf, Siedlung „Kordon“), 1953 benannt nach der Pflanzenart Waldmeister aus der Gattung der Labkräuter, umgangssprachlich auch Maikraut genannt.
- Waldrosengasse (Hadersdorf), 1966 benannt nach der Wildrosenart Feld-Rose aus der Gruppe der Büschelrosen, die auch Waldrose genannt wird. Die Gasse hieß vorher Hans-Domes-Gasse. Die Umbenennung wurde durchgeführt, weil 1966 erkannt wurde, dass Hans Domes nicht – wie bis dahin fälschlich angenommen – ein Opfer des Februaraufstandes 1934 war, sondern ein nationalsozialistischer Putschist beim Juliputsch 1934.
- Waldschafferweg (Hadersdorf), 1956 benannt nach dem Flurnamen Waldschafferin, eine Klosterwiese des Schottenstifts.
- Waldweg (Hadersdorf), Benennungsdatum unbekannt; der Weg führt zum nahe gelegenen Kolbeterberg; siehe auch Kolbetergasse und Kolbetersteig.
- Wasserweg (Auhof), benannt (Datum unbekannt) nach einer Quelle, die sich früher hier befand.
- Wawragasse (Breitensee), 1930 benannt nach dem Weberlehrling Vinzenz Wawra (1834–1848); er kam als Teilnehmer der Märzrevolution 1848 ums Leben. Siehe auch Achtundvierzigerplatz und Märzstraße.
- Wegerichgasse (Hütteldorf), 1953 benannt nach der Pflanzengattung Wegeriche (Plantago) aus der Familie der Wegerichgewächse.
- Weinfeldweg (Hütteldorf), 1997 benannt nach Hersch Weinfeld (1871–1942) und Dwoire Weinfeld (1877–1944); das Ehepaar wurde 1938 delogiert und 1942 in das KZ Theresienstadt deportiert, wo beide umkamen.
- Weinzierlgasse (Penzing), 1906 benannt nach dem Kapellmeister, Chorleiter und Komponisten Max von Weinzierl (1841–1898), Leiter der Wiener Singakademie (1884–1892);[77] er schrieb Operetten, Oratorien, Messen sowie abendfüllende Volksstücke nach Texten von Karl Costa. Als Komponist ist er heute wenig bekannt, lediglich sein Nachtstück op. 34 wird gelegentlich aufgeführt.[78]
- Wernhard-Schenk-von-Ried-Stiege (Hütteldorf), 2006 benannt nach dem herzoglichen Forstmeister Wernhard Schenk von Ried († 1364); er war für die wirtschaftliche Entwicklung Hütteldorfs von entscheidender Bedeutung und gründete 1356 die Pfarre Hütteldorf.
- Westermayergasse (Baumgarten), 1917 benannt nach Martin Westermayer (1790–1855), zunächst Ortsrichter und später erster Bürgermeister von Baumgarten. Die Gasse hieß vorher Draxlergasse.
- Wickengasse (Hütteldorf, Siedlung „Kordon“), 1953 benannt nach der Pflanzengattung Wicken aus der Familie der Hülsenfrüchtler.
- Wienerwaldgasse (Hadersdorf), 1983 benannt nach ihrer Lage am Rand des Wienerwaldes, dem nordöstlichen Ausläufer der nördlichen Kalkalpen in Niederösterreich und Wien. Das 45 km lange und 20–30 km breite Mittelgebirge ist großteils bewaldet und ein beliebtes Naherholungsgebiet der Wiener.
- Wiengasse (Weidlingau), benannt (Datum unbekannt) nach dem Fluss Wien, der in Wien Wienfluss genannt wird. Er entspringt im westlichen Wienerwald bei Rekawinkel und mündet östlich des Wiener Stadtzentrums, bei der Urania, in den Donaukanal. Er hat eine Länge von 34 km und ein Einzugsgebiet von 230 km².
- Wientalstraße (Weidlingau), benannt (Datum unbekannt) nach ihrem Verlauf im Wiental; siehe Wiengasse.
- Wiesengasse (Hadersdorf), benannt (Datum unbekannt) nach den Wiesen, die es in dieser Gegend früher gab, bevor sie größtenteils von Siedlungen überbaut wurden.
- Wiesenweg Steinbachtal (Hadersdorf), nicht amtliche Bezeichnung, privater Weg in einer Wohnsiedlung beim Steinbach.
- Wilhelm-Legler-Gasse (Baumgarten), 1957 benannt nach dem Maler Wilhelm Legler (1875–1951); der in Istrien geborene Künstler studierte bei Carl Moll und war ab 1906 in Wien tätig, später in Linz, Dimburg und in Stillfried an der March. 1914 wurde er Mitglied des Wiener Künstlerhauses. Zu seinen Werken zählen Landschaften, Interieurs, Blumenstücke und Jagdstillleben.[79] Am 8. April 1945 zertrümmerte eine Fliegerbombe nahezu sein gesamtes künstlerisches Lebenswerk.[80]
- Winckelmannstraße (Penzing), 1894 benannt nach dem deutschen Archäologen, Antiquar und Kunstschriftsteller Johann Joachim Winckelmann (1717–1768); er gilt als der Begründer der wissenschaftlichen Archäologie und der Kunstgeschichte. Sein großes Verdienst ist es, die Rezeption der griechischen Antike aus dem Feld der antiquarischen Buchgelehrsamkeit hinaus geführt zu haben, hin zu einer sinnlich-erotischen Rezeption antiker Kunst. Die Straße hieß 1875–1894 Tegetthoffstraße; sie wurde nach der Eingemeindung Penzings und anderer Vororte (1892) umbenannt, da im 1. Wiener Gemeindebezirk bereits 1877 eine Tegetthoffstraße benannt worden war, die bis heute besteht.
- Windschutzstraße (Hadersdorf), benannt (Datum unbekannt) vermutlich nach Bäumen, die früher hier als Windschutz standen.
- Wißgrillgasse (Penzing), 1913 benannt nach dem Genealogen und Heraldiker Franz Karl Wißgrill (1736–1803), k.k wirklicher Hofsekretär und k.k. Hof-Kommissions-Rath. Er veröffentlichte 1794 sein vierbändiges Lebenswerk Schauplatz des landsässigen Nieder-Österreichischen Adels vom Herren- und Ritterstande von dem XI. Jahrhundert an, bis auf jetzige Zeiten über den niederösterreichischen Adel, das eine Reihe von Auflagen fand.
- Wittmannweg (Breitensee), 1930 benannt nach dem Schuhmachergesellen Johann Wittmann (1814–1848); er kam als Teilnehmer der Märzrevolution 1848 ums Leben. Siehe auch Achtundvierzigerplatz und Märzstraße.
- Wolfenweg (Auhof), benannt (Datum unbekannt) vermutlich nach den einst in dieser Gegend lebenden Wölfen.
- Wolfersberggasse (Hütteldorf, Siedlung Wolfersberg), 1894 benannt; die Gasse führt auf den 322 m hohen Wolfersberg. Die Gasse hieß vorher Bergstraße.
- Wolfgang-Pauli-Gasse (Weidlingau), 1969 benannt nach dem Physiker Wolfgang Pauli (1900–1958); er war einer der bedeutendsten Wissenschaftler des 20. Jahrhunderts und lieferte viele wesentliche Beiträge zur modernen Physik, speziell auf dem Gebiet der Quantenmechanik. 1945 erhielt er den Nobelpreis für Physik für seine Formulierung des – später nach ihm benannten – Pauli-Prinzips.
- Wurzbachtalgasse (Weidlingau), 1943 benannt nach ihrem Verlauf im Tal des Wurzbaches. Die Gasse hieß vorher Wurzbachgasse. Die Umbenennung erfolgte vermutlich, um eine Verwechslung mit der Wurzbachgasse in Rudolfsheim-Fünfhaus (15. Bezirk) – die nach Constantin von Wurzbach benannt ist – zu vermeiden.

## Z
- Zehetnergasse (Baumgarten), 1894 benannt nach Dominik Zehetner (1841–1903), Bürgermeister von Baumgarten (1877–1880). Die Gasse hieß vorher Unter-St.-Veiter-Straße, weil sie, von Baumgarten aus gesehen, nach Unter-St.-Veit führt.
- Zennerstraße (Breitensee), 1906 benannt nach Bischof Franz Xaver Zenner (1794–1861), Direktor des Wiener Klerikalseminars (1826–1833), Domherr zu St. Stephan (ab 1828), k.k. Regierungsrat (ab 1840), Hofrat (ab 1847), Weihbischof von Wien und zugleich Generalvikar der Erzdiözese Wien (ab 1850).[81]
- Zettelweg (Baumgarten), 1929 benannt nach dem Fleischergesellen Wolfgang Zettel (1824–1848); er kam als Teilnehmer der Märzrevolution 1848 ums Leben. Siehe auch Achtundvierzigerplatz und Märzstraße.
- Zichygasse (Penzing), 1946 benannt nach der Grafenfamilie Zichy, die in dieser Gegend Grund besaß und durch Parzellierung einiger Gründe die Anlage dieser Gasse ermöglichte. Siehe auch die Gräfin-Zichy-Straße im 23. Bezirk Liesing. Im Stadtplan von 1912 scheint das Areal als Garten eines Palais Sina auf; um 1925 war es noch nicht parzelliert. Die Gasse hieß zuvor 1940–1946 Herbert-Norkus-Gasse nach einem 1932 von Kommunisten getöteten 15-jährigen Hitlerjungen.
- Ziestgasse (Hütteldorf, Siedlung „Kordon“), 1953 benannt nach der Pflanzengattung Zieste aus der Familie der Lippenblütler. Der deutsche Name Ziest ist ein märkisches Lehnwort aus der Sorbischen Sprache.
- Zimbagasse (Weidlingau), 1972 benannt nach der 2.643 m hohen Zimba, einem markanten Gipfel im Rätikon in Vorarlberg. Von 1969 bis 1972 trug die heutige Jacobsgasse den Namen Zimbagasse. Der Grund für die Benennung der beiden Gassen nach einem westösterreichischen Berg ist unbekannt.
- Zolagasse (Hütteldorf, Siedlung „Westend“), 1929 benannt nach dem französischen Schriftsteller Émile Zola (1840–1902); er gilt als einer der großen französischen Romanciers des 19. Jahrhunderts und als Leitfigur und Begründer der gesamteuropäischen literarischen Strömung des Naturalismus. Zugleich war er ein sehr aktiver Journalist, der sich auf einer gemäßigt linken Position am politischen Leben beteiligte.
- Zyklamengasse (Hütteldorf, Siedlung „Kordon“), 1953 benannt nach der Pflanzengattung Alpenveilchen (Cyclamen), eine Unterfamilie der Myrsinengewächse innerhalb der Familie der Primelgewächse.

## Historische Straßennamen
- Alleegasse in Hacking: siehe Hackinger Straße
- Alleegasse: siehe Keißlergasse
- Am Ameisbach: siehe Marcusgasse
- Am Spiegelgrund: siehe Spiegelgrundstraße
- An der Reichsschule: siehe Leischinggasse
- An der Wien in Baumgarten: siehe Hackinger Straße
- Annagasse: siehe Poschgasse
- Antongasse: siehe Töpfelgasse
- Antonsgasse: siehe Kuefsteingasse
- Bäckergasse: siehe Phillipsgasse
- Bahngasse: siehe Baumgartenstraße, Cumberlandstraße und Deutschordenstraße
- Bartholomäusgasse: siehe Poschgasse
- Berggasse: siehe Hochsatzengasse
- Bergmüllergasse: siehe Bergmillergasse
- Bergstraße: siehe Wolfersberggasse
- Birkenstraße: siehe Einfahrtstraße
- Brauhausgasse: siehe Bergmillergasse
- Breitenseer Straße: siehe Missindorfstraße
- Brückengasse: siehe Penzinger Straße
- Brunnenstraße: siehe Stammhausstraße
- Dornbacher Straße: siehe Hüttelbergstraße
- Draxlergasse: siehe Westermayergasse
- Dreyhausengasse: siehe Grassigasse
- Feldgasse: siehe Cumberlandstraße bzw. Hamiltongasse
- Franz-Karl-Straße: siehe Amundsenstraße
- Friedhofgasse: siehe Einwanggasse
- Friedhofstraße: siehe Samptwandnergasse bzw. Waidhausenstraße
- Große Kirchengasse: siehe Einwanggasse
- Gustrogasse: siehe Gusterergasse
- Hackinger Allee: siehe Deutschordenstraße
- Hackinger Kai: siehe Hackinger Straße
- Halmgasse: siehe Brudermanngasse
- Halterbachgasse: siehe Bujattigasse
- Hannovergasse: siehe Serravagasse
- Hans-Domes-Gasse: siehe Waldrosengasse
- Hauptstraße: siehe Breitenseer Straße, Linzer Straße bzw. Penzinger Straße
- Herrengasse: siehe Spallartgasse
- Hietzinger Gasse: siehe Nisselgasse
- Hofallee: siehe Schlossallee
- Jakobsgasse: siehe Lützowgasse
- Karl-Bauer-Gasse: siehe Vogtgasse
- Karl-Seitz-Platz: siehe Josef-Palme-Platz
- Kirchengasse: siehe Kienmayergasse, Nisselgasse und Stockhammerngasse
- Kirchenplatz: siehe Laurentiusplatz bzw. Schützplatz
- Kirschenstraße: siehe Genossenschaftsstraße
- Kissgasse: siehe Kiesgasse
- Konitscherweg: siehe Koniczekweg
- Korleßgasse: siehe Kohlesgasse
- Landstraße: siehe Linzer Straße
- Laurentiusplatz: siehe Schützplatz
- Lerchengasse: siehe Fenzlgasse
- Mariabrunn-Weg: siehe Freesienweg
- Mayrgasse: siehe Gyrowetzgasse
- Mühlgasse: siehe Utendorfgasse
- Neubeckgasse: siehe Laurentiusplatz
- Neue Straße: siehe Pierrongasse
- Nussallee: siehe Breitenseer Straße
- Obere Märzstraße: siehe Meiselstraße
- Ottokar-Kernstock-Straße: siehe Jägerstätterstraße
- Parkgasse: siehe Hadikgasse bzw. Marnogasse
- Penzinger Poststraße: siehe Mariahilfer Straße
- Pfarrgasse: siehe Einwanggasse
- Pfarrhofgasse: siehe Kefergasse
- Poststraße: siehe Linzer Straße
- Pouthongasse: siehe Pfadenhauergasse
- Preysinggasse: siehe Trogergasse
- Promenadegasse: siehe Isbarygasse
- Richard-Kuhn-Weg: siehe Stadt-des-Kindes-Weg
- Roseggergasse: siehe Salzwiesengasse
- Rosengasse: siehe Rosentalgasse
- Rosenweg: siehe Heschweg
- Rudasplatz: siehe Stephan-Rudas-Platz
- Rudolfsgasse: siehe Draskovichgasse
- Rudolfstraße: siehe Johnstraße
- Sackgasse: siehe Gurkgasse
- Sandrockgasse: siehe Sambeckgasse
- Schanzstraße: siehe Sporckplatz
- Schmelzgasse: siehe Sampogasse
- Schmiedgasse: siehe Beckmanngasse bzw. Satzberggasse
- Schöffelgasse: siehe Cervantesgasse
- Schönbrunner Hofallee: siehe Schlossallee
- Schönbrunner Straße: siehe Mariahilfer Straße
- Schönerergasse: siehe Matthias-Schönerer-Gasse
- Schulgasse: siehe Diesterweggasse, Felbigergasse und Hägelingasse
- Spallartgasse: siehe Gottfried-Alber-Gasse
- Steinbruchgasse: siehe Mooswiesengasse
- St.-Jakobsgasse: siehe Lützowgasse
- Tegetthoffstraße: siehe Winckelmannstraße
- Teichstraße: siehe Glossystraße
- Unter-St.-Veiter-Straße: siehe Zehetnergasse
- Wiener Straße: siehe Schanzstraße
- Wienerstraße: siehe Sporckplatz
- Wiengasse: siehe Guldengasse
- Wiesenweg: siehe Rudolf-Hammer-Gasse
- Wurzbachgasse: siehe Wurzbachtalgasse
- Zimbagasse: siehe Jacobsgasse
- Zwerchgasse: siehe Cumberlandstraße

1938–1945
- Adolf-Hitler-Platz: siehe Josef-Palme-Platz
- Frueaufweg: siehe Herschmannweg
- Herbert-Norkus-Gasse: siehe Zichygasse
- Josef-Reiter-Gasse: siehe Max-Reinhardt-Gasse
- Matthias-Schönerer-Gasse: siehe Flachgasse
- Wolfgang-Schultz-Weg: siehe Schenkweg